# Liste der Leichten Kreuzer
In der Liste der Leichten Kreuzer sind alle zwischen 1909 und 1955 gebauten und in Dienst gestellten Leichten Kreuzer aufgeführt.
Der Leichte Kreuzer löste ab etwa 1910 den Geschützten Kreuzer in den Flotten der Seemächte ab. Charakteristisch waren Rohrartilleriebewaffnung bis zu einem Kaliber von 6 inch (152,4 mm), Antrieb durch Dampfturbinen sowie eine Panzerung, die zumeist ein Panzerdeck und einen Gürtelpanzer umfasste. Endgültig geklärt wurde die Definition des Schiffstyps im Londoner Flottenvertrag von 1930 in Abgrenzung zum Schweren Kreuzer. Mit dem Aufkommen schiffsgestützter Flugkörper in den 1950er Jahren endete der Bau Leichter Kreuzer.
Zur besseren zeitlichen Einordnung des jeweiligen Schiffs ist nach dem Schiffsnamen das Jahr des Stapellaufs angegeben. Wurde das Schiff nicht fertiggestellt, so ist dies im Anschluss daran vermerkt.

## Liste der Schiffe

### Argentinien
- La Argentina (C-3) (1937) – Schulkreuzer
- (US-amerikanische) Brooklyn-Klasse
  - ARA General Belgrano (C-4) – ex USS Phoenix (CL-46) (1938), 1951 erhalten, bis 1956 ARA Diecisiete de Octubre; 1982 während des Falklandkriegs durch das britische U-Boot Conqueror torpediert und gesunken
  - ARA Nueve de Julio (C-5) – ex USS Boise (CL-47) (1936), 1951 erhalten

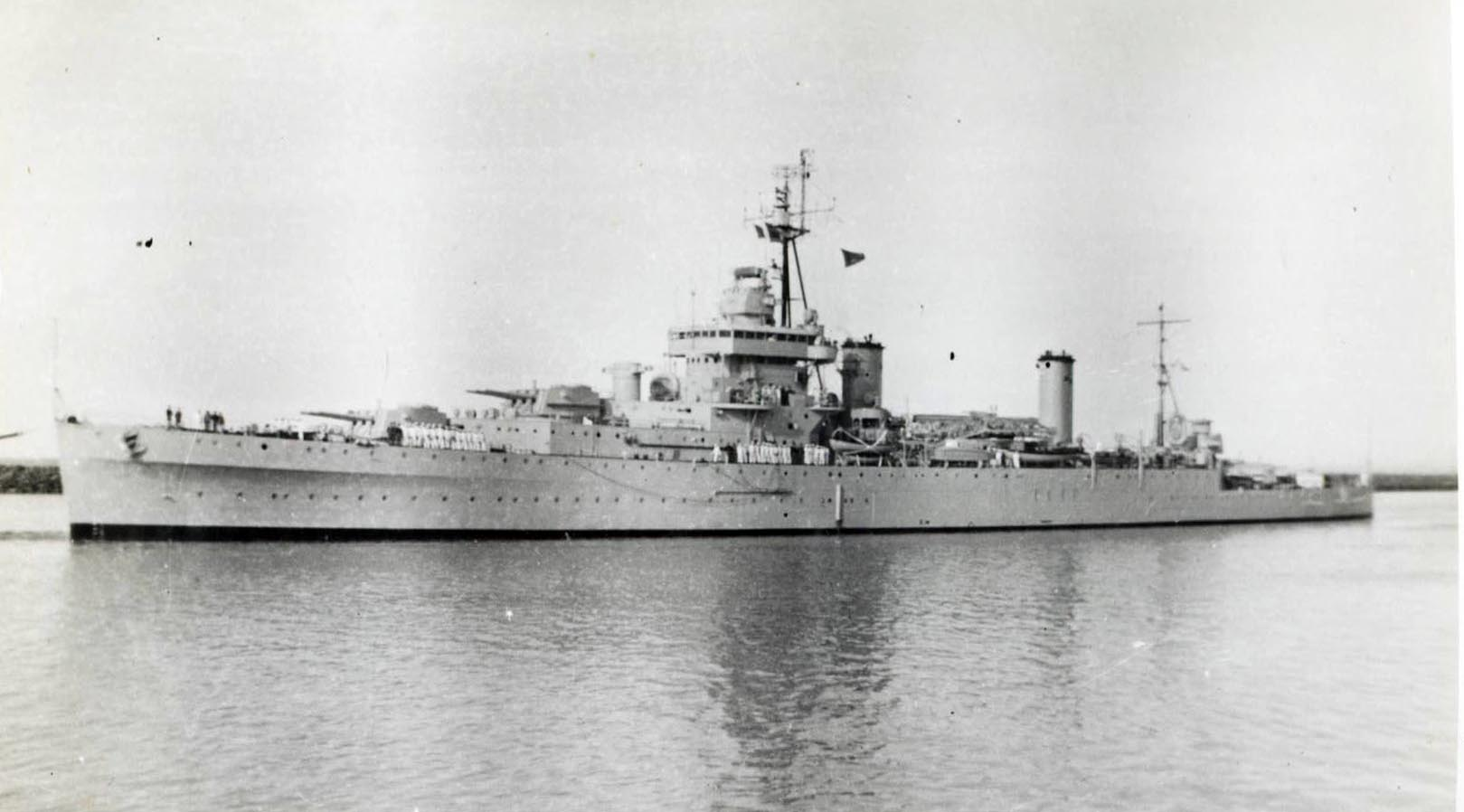
ARA La Argentina (C-3)
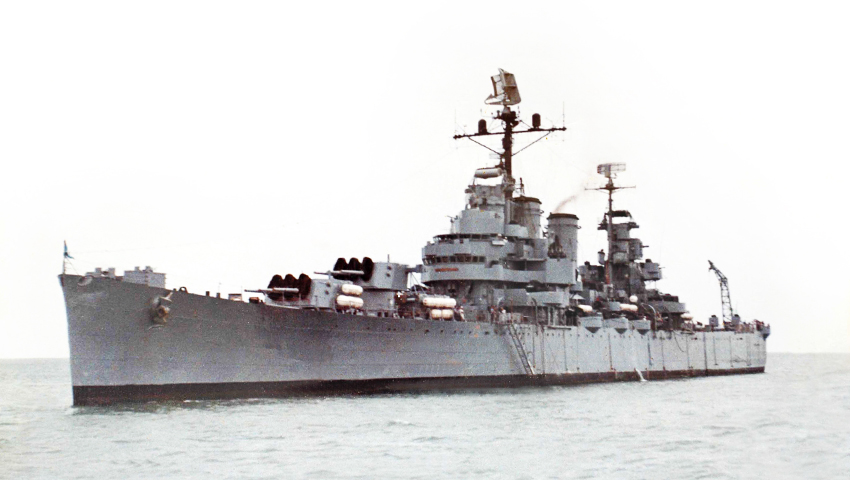
ARA General Belgrano (C-4)

### Australien
- (Britische) Town-Klasse
  - Chatham-Gruppe
    - HMAS Sydney (1912)
    - HMAS Melbourne (1912)
    - HMAS Brisbane (1915)

  - Birmingham-Gruppe
    - HMAS Adelaide (1918)
- (Britische) Leander-Klasse
  - Sydney-Gruppe
    - Perth, urspr. Amphion (1934)
    - Sydney, urspr. Phaeton (1934)
    - Hobart, urspr. Apollo (1934)

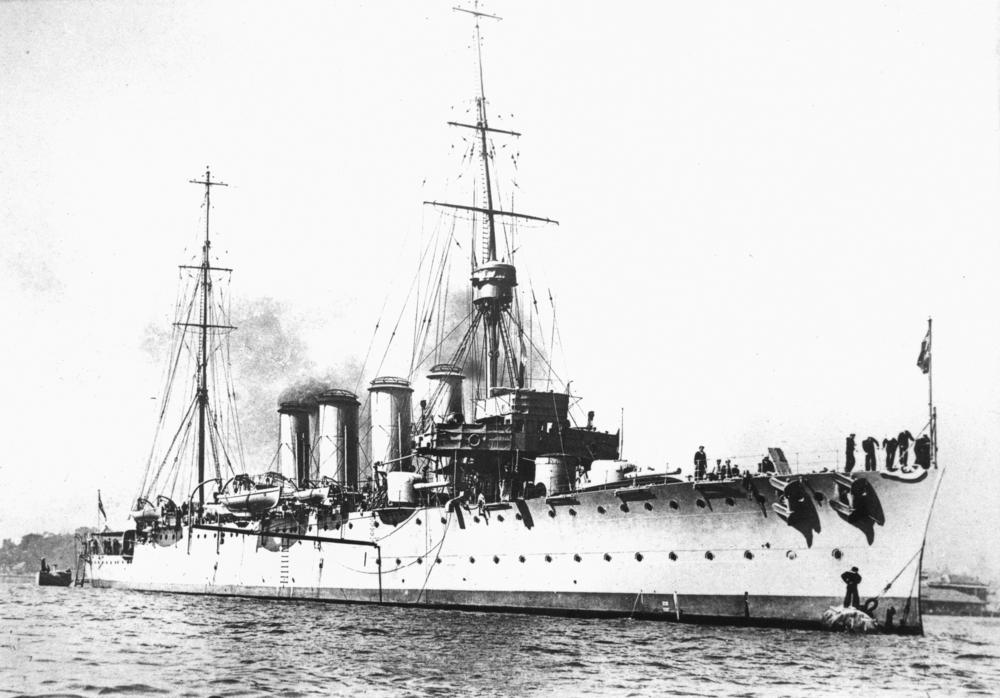
HMAS Sydney (1912)
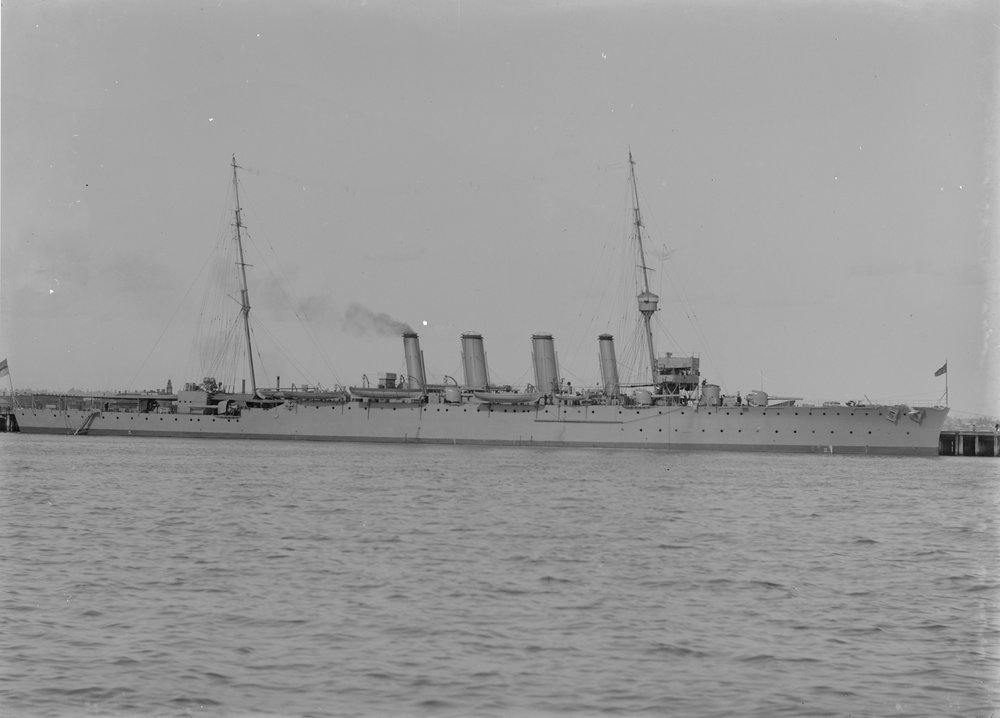
HMAS Melbourne
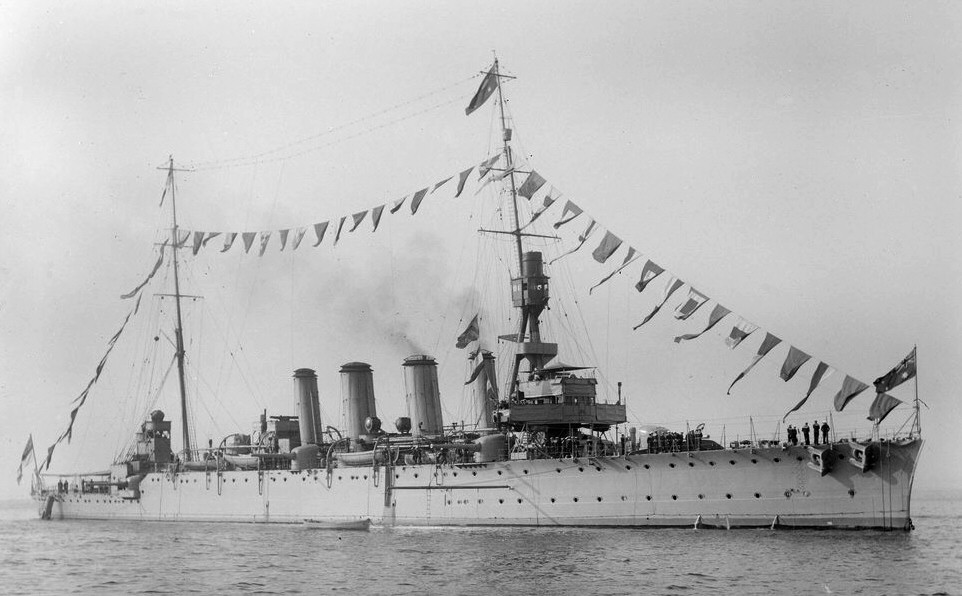
HMAS Brisbane
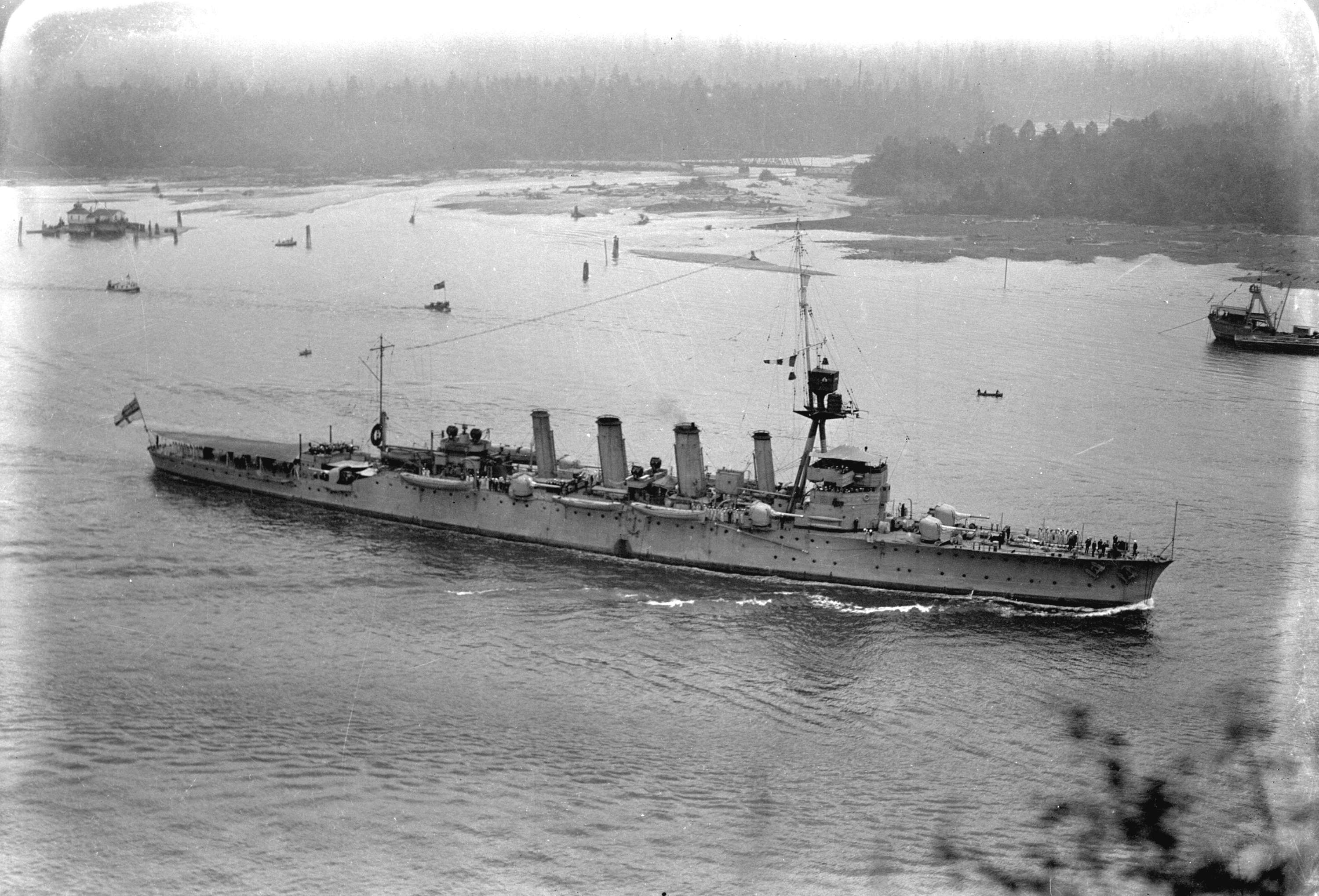
HMAS Adelaide
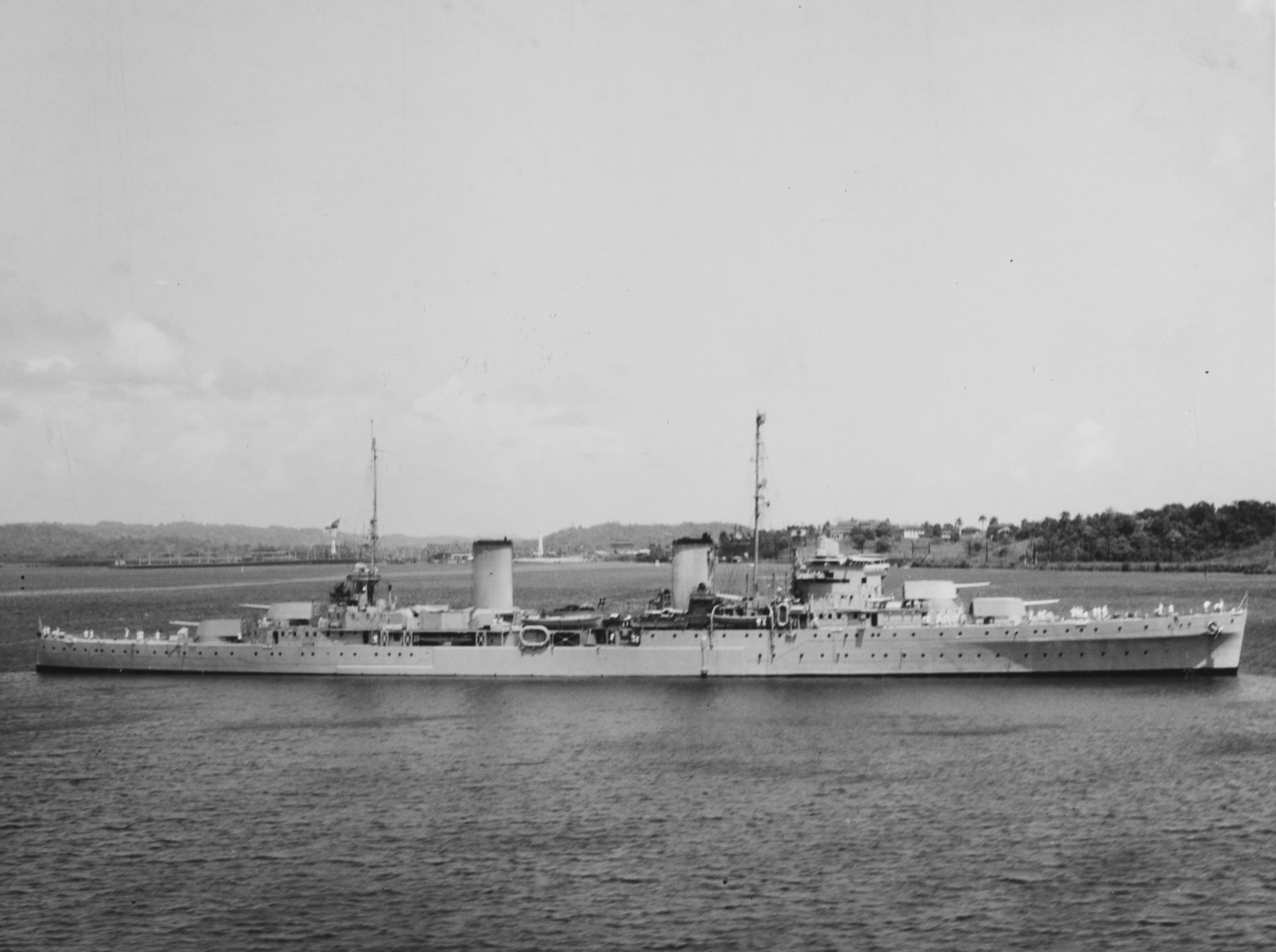
HMAS Perth
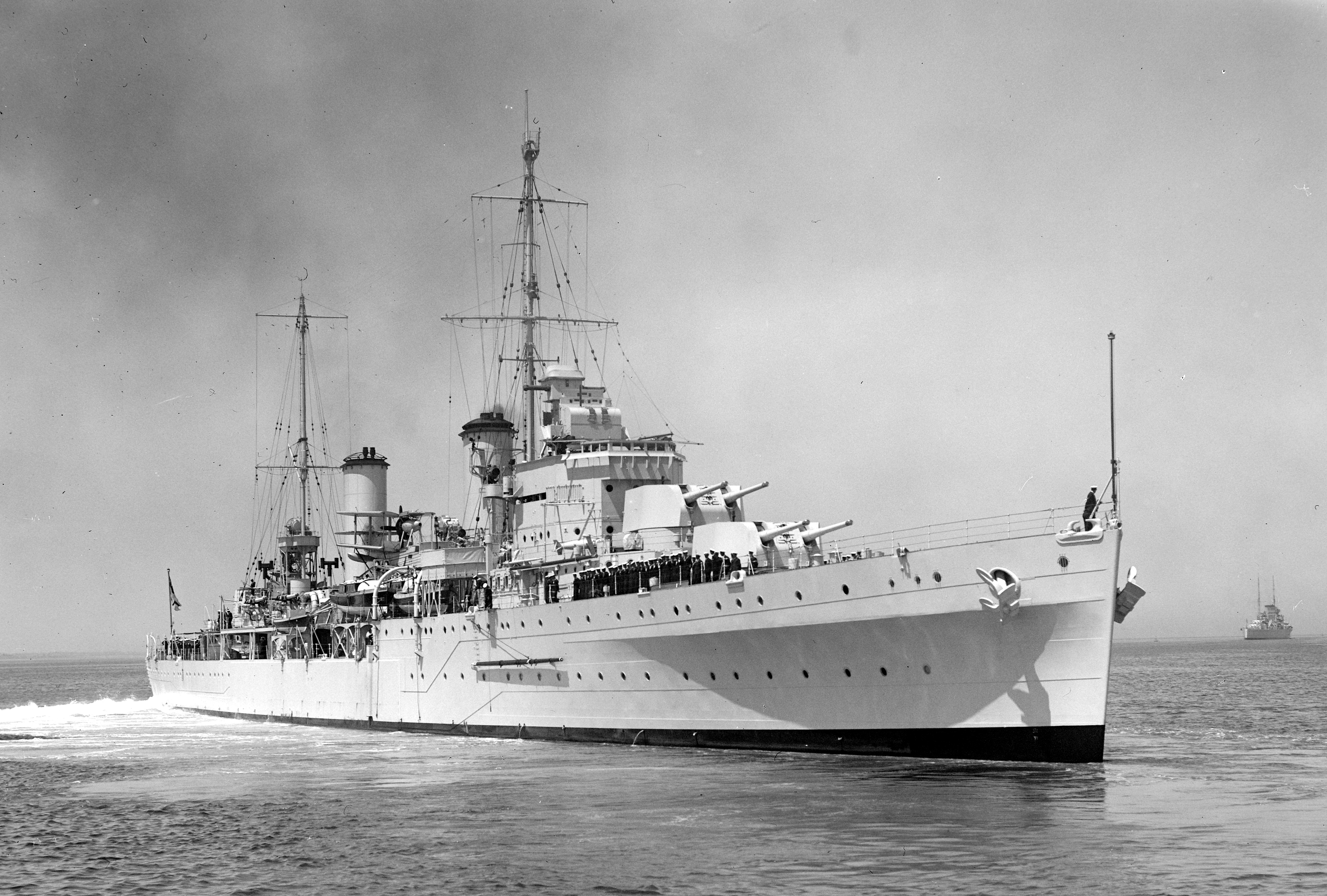
HMAS Sydney (1934)
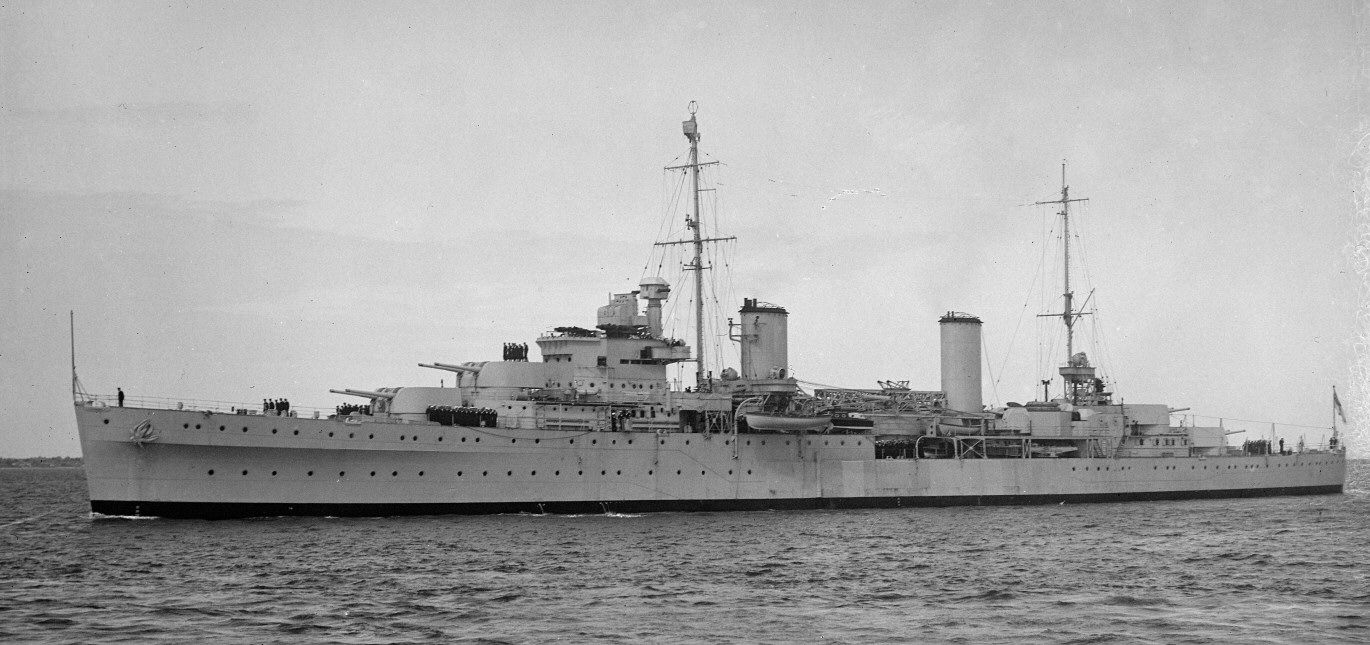
HMAS Hobart

### Brasilien
- (US-amerikanische) Brooklyn-Klasse
  - Barroso – ex USS Philadelphia (CL-41) (1936), 1951 erhalten
- (US-amerikanische) St.-Louis-Klasse
  - Tamandaré – ex USS St. Louis (CL-49) (1938), 1951 erhalten

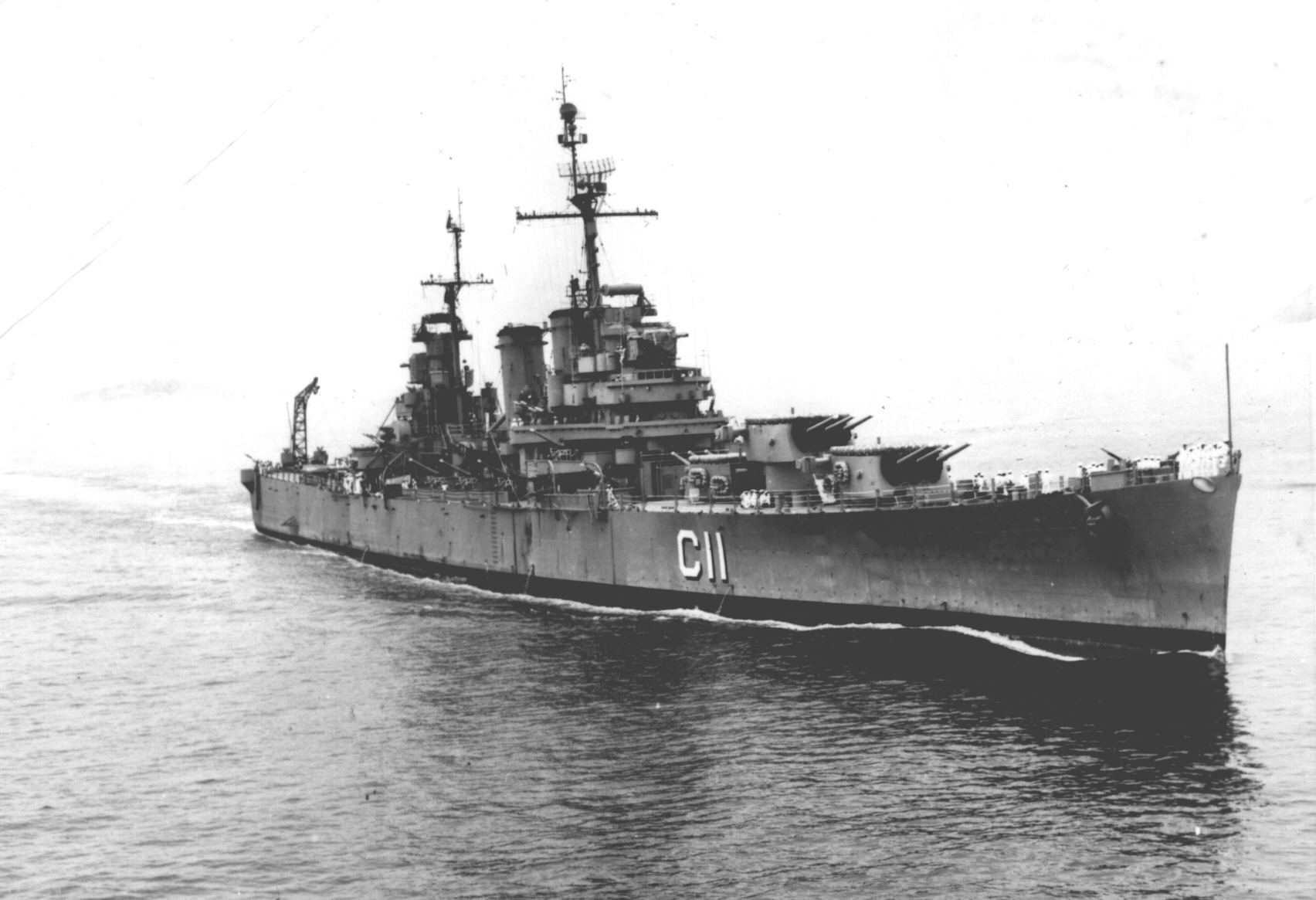
Barroso
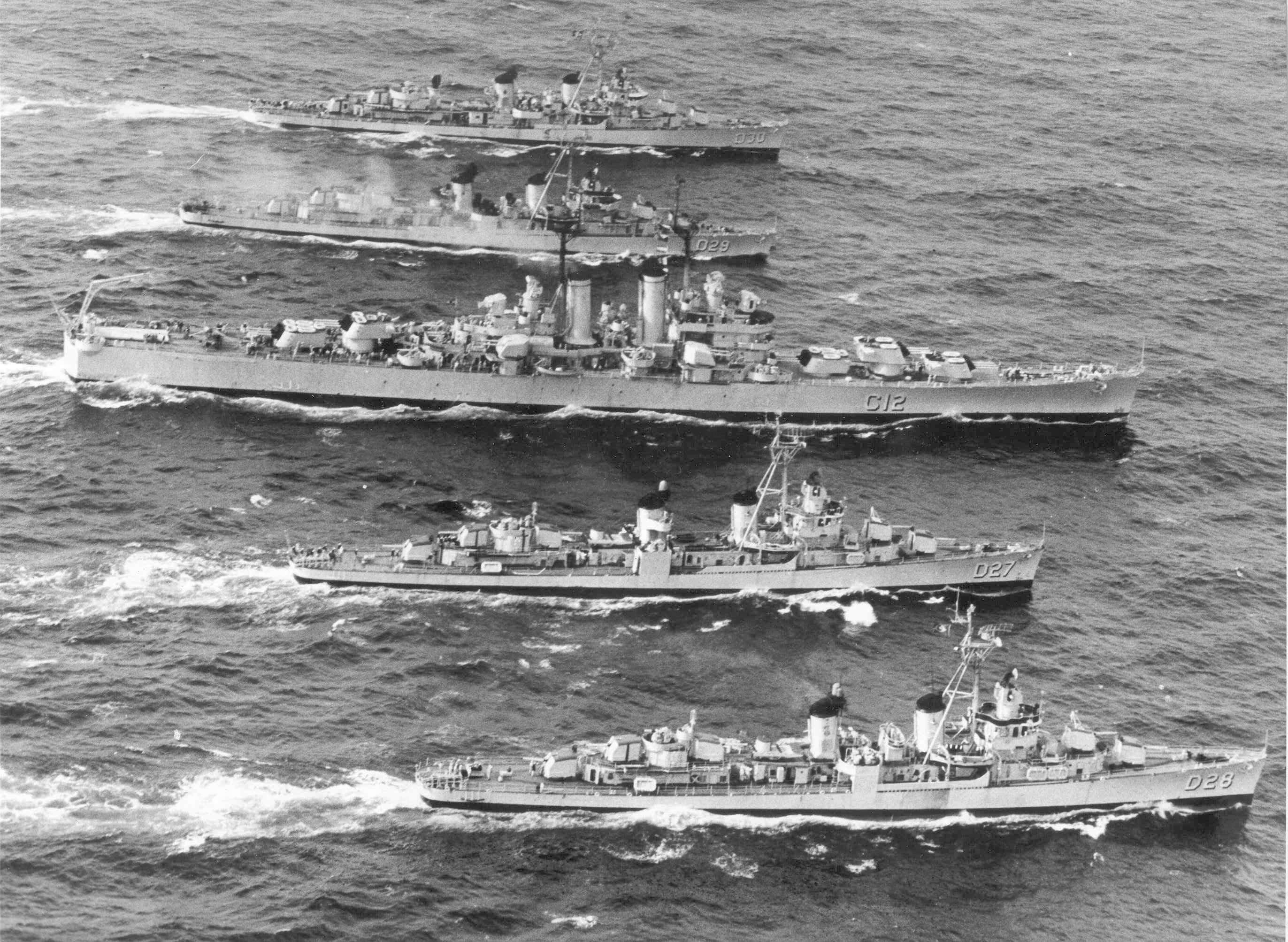
Tamandaré in Begleitung von vier Zerstörern

### Chile
- (US-amerikanische) Brooklyn-Klasse
  - O’Higgins – ex USS Brooklyn (CL-40) (1936), 1951 erhalten
  - Capitán Prat – ex USS Nashville (CL-43) (1937), 1951 erhalten
- (Schwedische) Tre-Kronor-Klasse
  - Almirante Latorre – ex HMS Göta Lejon (1945), 1971 angekauft

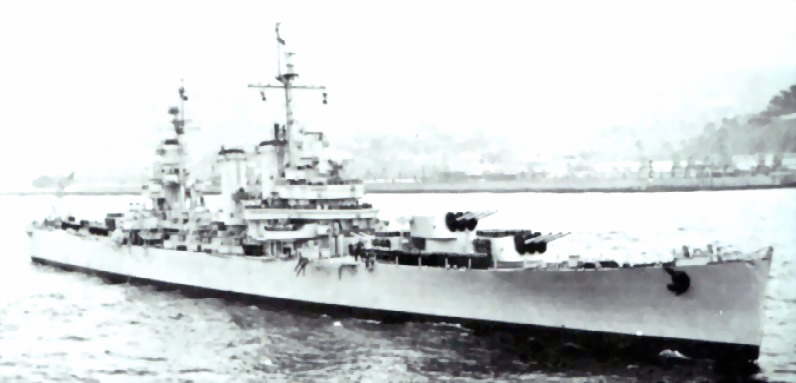
O’Higgins
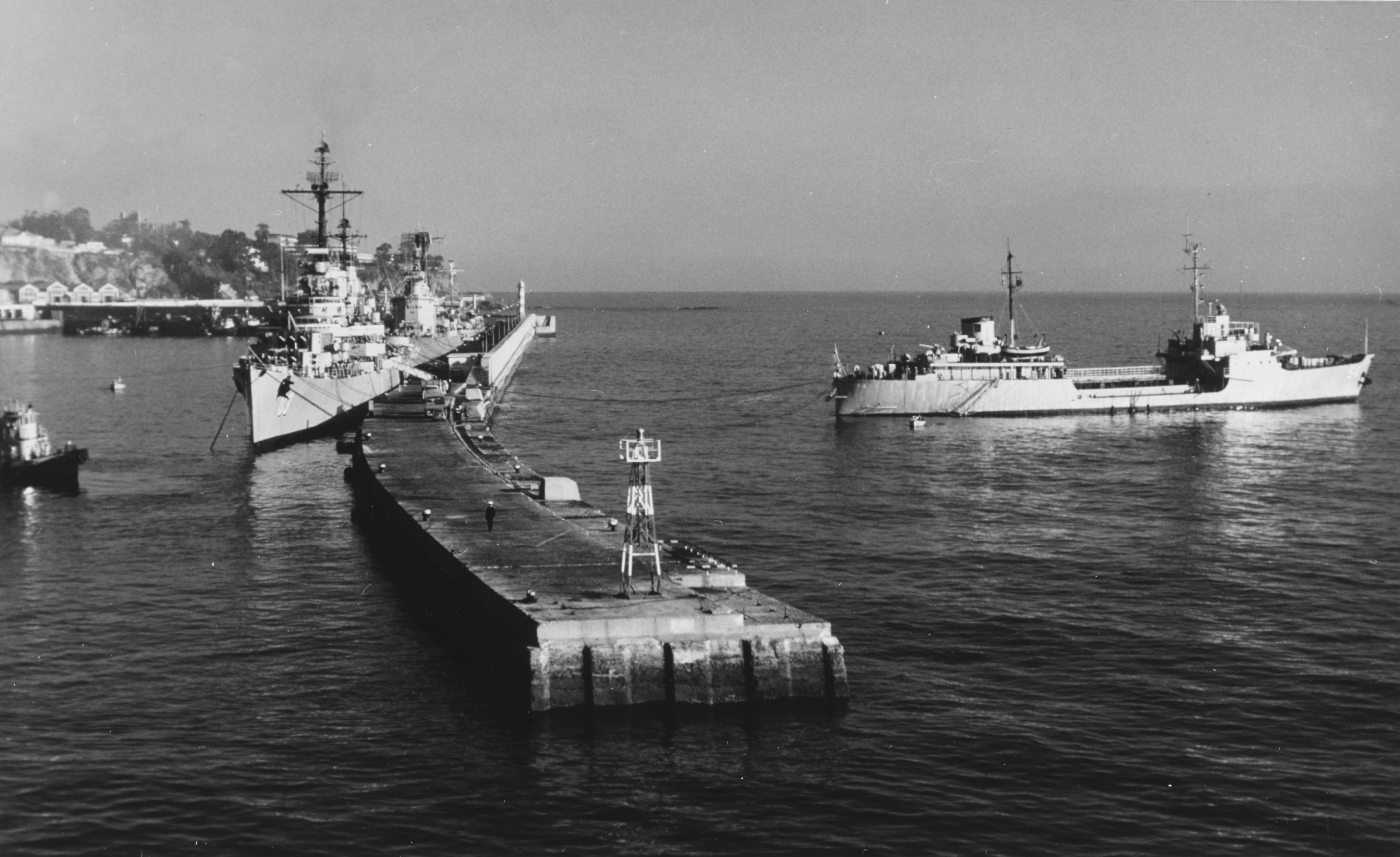
Capitán Prat links vorne, Almirante Latorre dahinter

### China
- Ning-Hai-Klasse
  - Ning Hai (Pinyin: Nínghǎi) (1931) – 1937 durch japanische Flugzeuge im Jangtse versenkt, 1938 von Japan erbeutet, 1944 als Ioshima wieder in Dienst
  - Ping Hai (Pinyin: Pínghǎi) (1935) – 1937 durch japanische Flugzeuge im Jangtse versenkt, 1938 von Japan erbeutet, 1944 als Yasoshima wieder in Dienst
- (Britische) Arethusa-Klasse
  - Chung King (Pinyin: Chóngqìng) – ex HMS Aurora (1936), 1948 als Kompensation für während des Zweiten Weltkriegs in Hongkong beschlagnahmte chinesische Schiffe erhalten

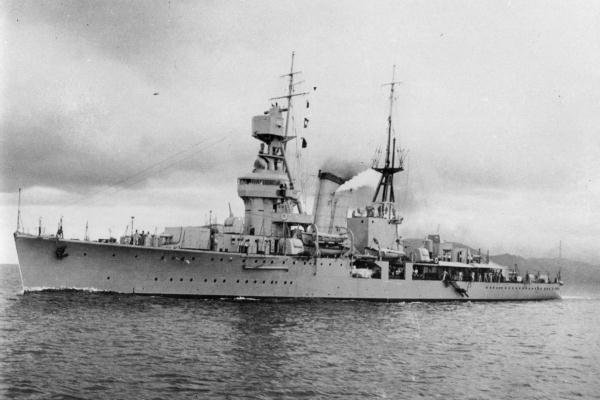
Ning Hai
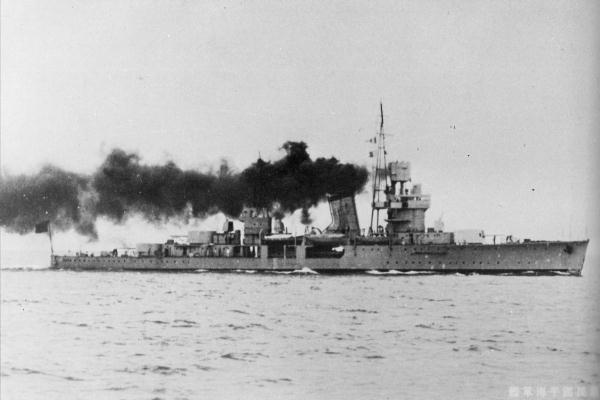
Ping Hai
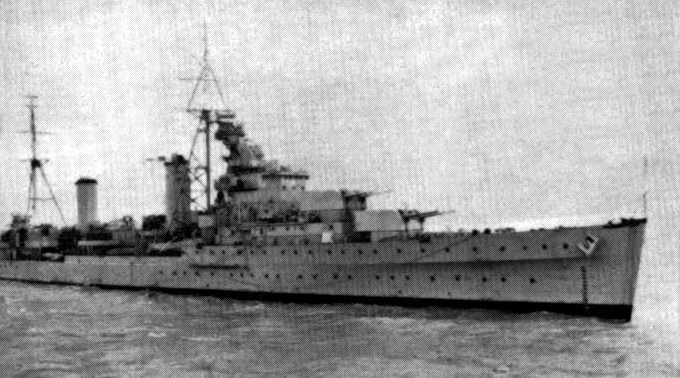
Chung King

### Deutschland
- Magdeburg-Klasse
  - Magdeburg (1911)
  - Breslau (1911) – 1914 an Türkei übergeben und in Midilli umbenannt
  - Straßburg (1911) – 1920 an Italien abgetreten und in Taranto umbenannt
  - Stralsund (1911) – 1920 an Frankreich abgetreten und in Mulhouse umbenannt
- Karlsruhe-Klasse
  - Karlsruhe (1912)
  - Rostock (1912)
- Graudenz-Klasse
  - Graudenz (1913) – 1920 an Italien abgetreten und in Ancona umbenannt
  - Regensburg (1914) – 1920 an Frankreich abgetreten und in Strasbourg umbenannt
- Pillau-Klasse, urspr. russ. Murawjow-Amurski-Klasse
  - Pillau, urspr. russ. Murawjow-Amurski (1914) – 1914 beschlagnahmt, 1920 an Italien abgetreten und in Bari umbenannt
  - Elbing, urspr. russ. Admiral Newelskoi (1914) – 1914 beschlagnahmt
- Wiesbaden-Klasse
  - Wiesbaden (1915)
  - Frankfurt (1915) – 1920 an die USA abgetreten, 1921 als Zielschiff für Fliegerbomben versenkt
- Brummer-Klasse – Minenkreuzer
  - SMS Brummer (1915)
  - SMS Bremse (1916)
- Königsberg-Klasse
  - Königsberg (1915) – 1920 an Frankreich abgetreten und in Metz umbenannt
  - Emden (1916)
  - Karlsruhe (1916)
  - Nürnberg (1916)
- Cöln-Klasse
  - SMS Cöln (1916)
  - SMS Wiesbaden (1917) – nicht fertiggestellt
  - SMS Dresden (1917)
  - SMS Magdeburg (1917) – nicht fertiggestellt
  - SMS Leipzig (1918) – nicht fertiggestellt
  - SMS Rostock (1918) – nicht fertiggestellt
  - SMS Frauenlob (1918) – nicht fertiggestellt
  - Ersatz Cöln – nicht fertiggestellt
  - Ersatz Emden – nicht fertiggestellt
  - Ersatz Karlsruhe – nicht fertiggestellt
- Emden (1925)
- Königsberg-Klasse
  - Königsberg (1927)
  - Karlsruhe (1927)
  - Köln (1928)
- Leipzig-Klasse
  - Leipzig (1929)
  - Nürnberg (1934) – 1945 der Sowjetunion zugesprochen, 1946 in Admiral Makarow umbenannt

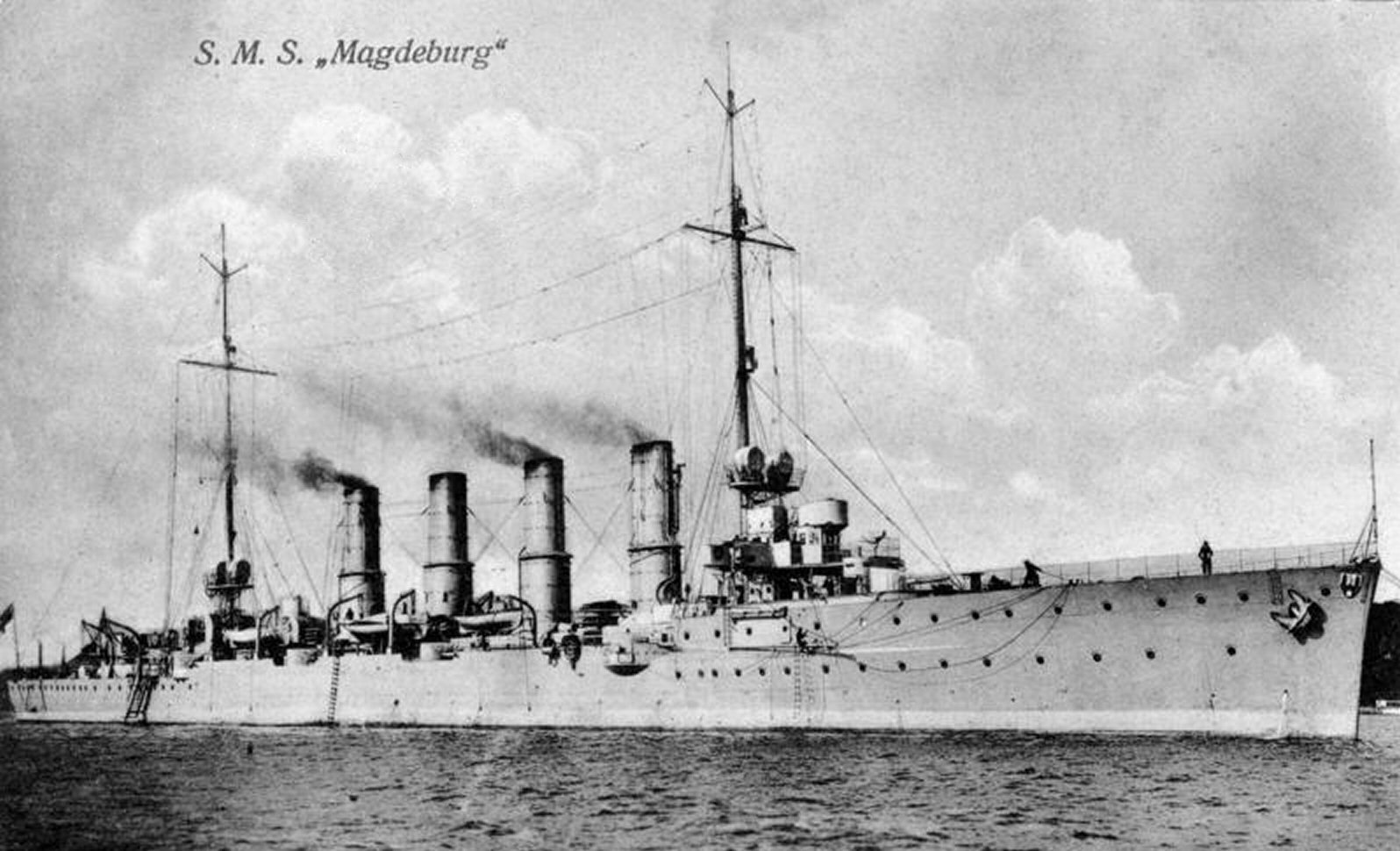
SMS Magdeburg
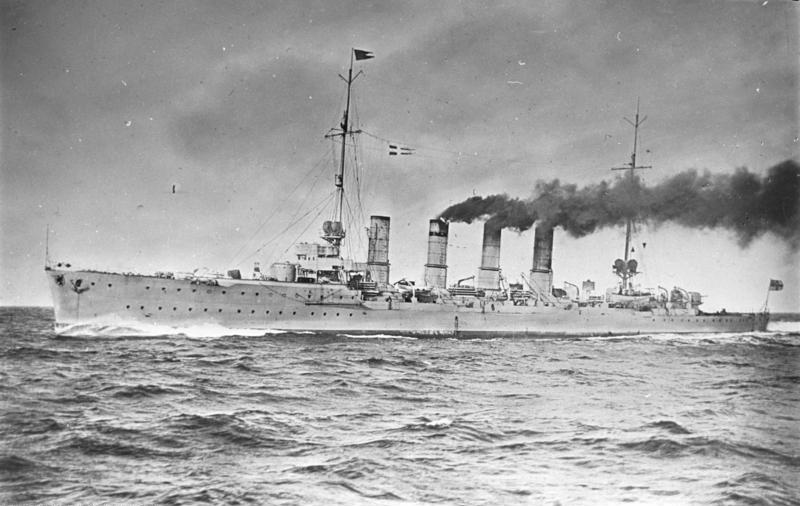
SMS Karlsruhe (1912)
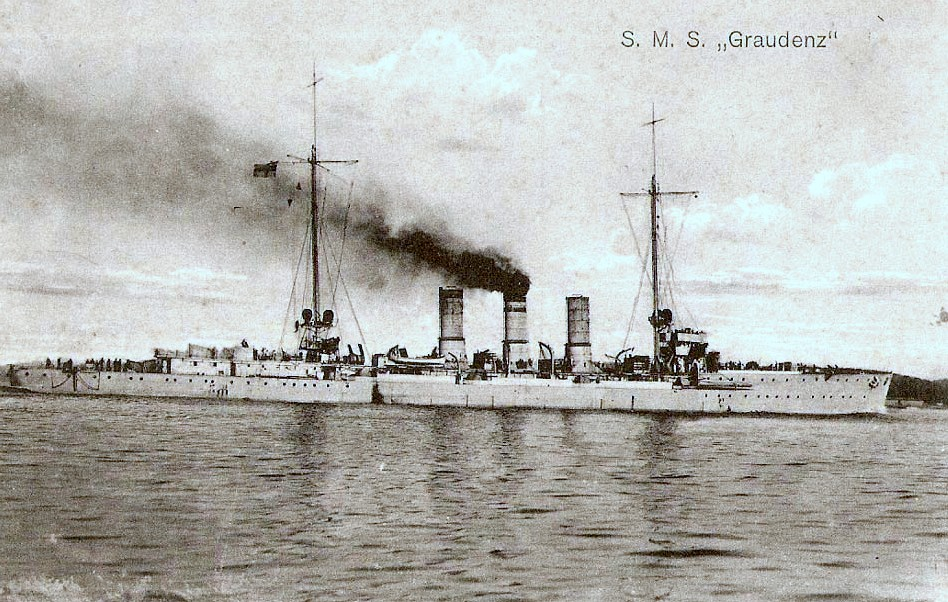
SMS Graudenz
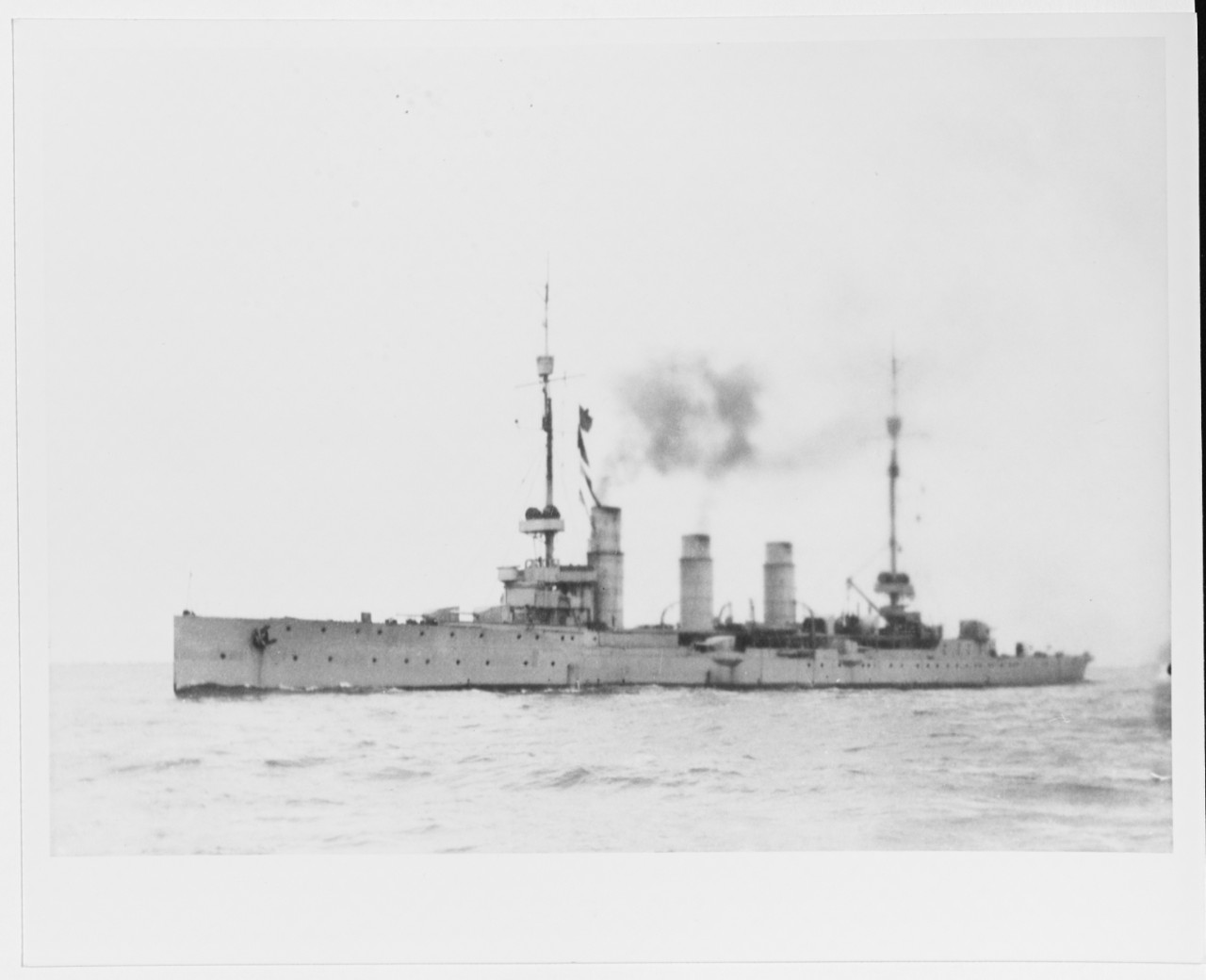
SMS Pillau
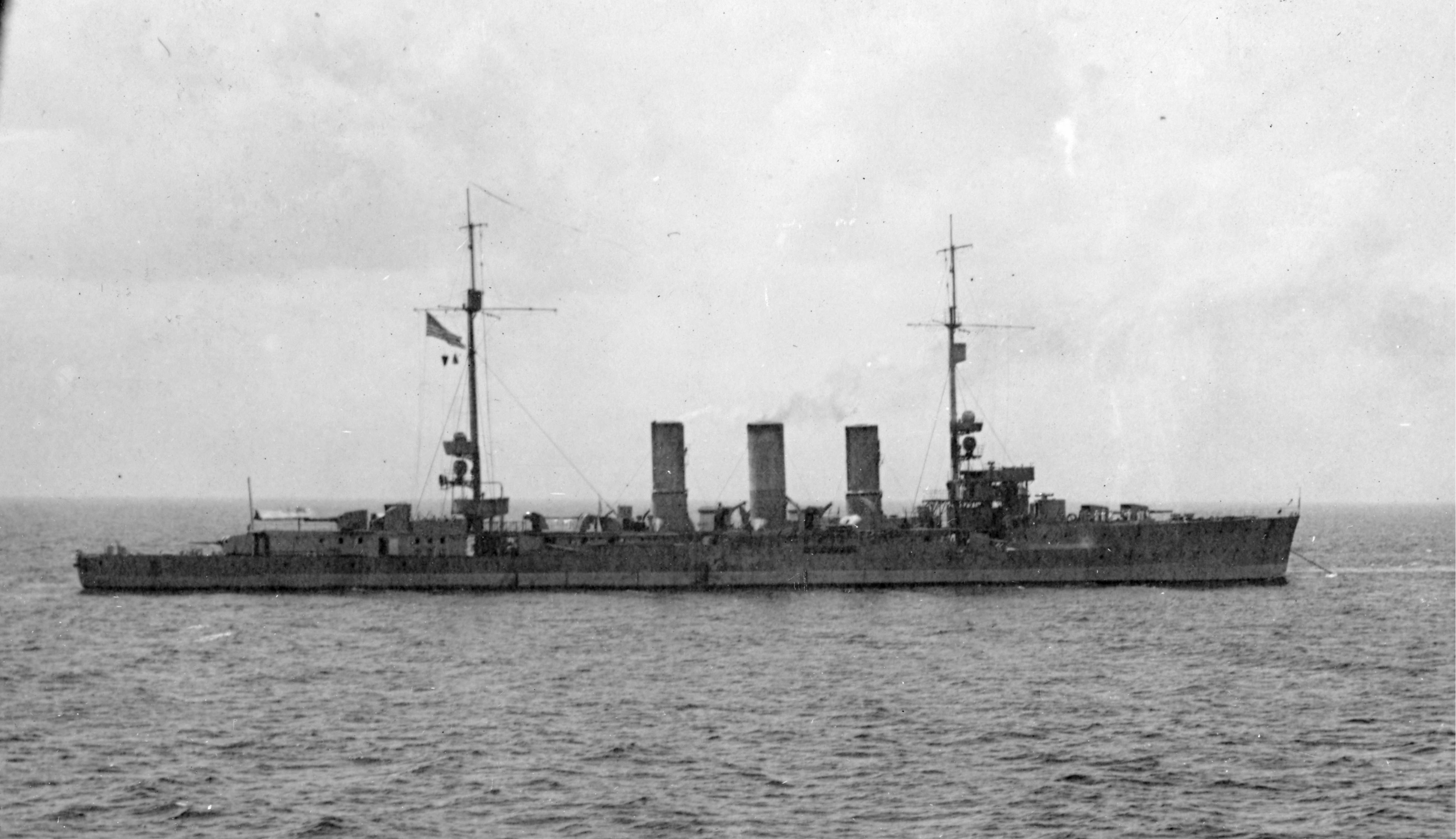
SMS Frankfurt als US-amerikanisches Zielschiff
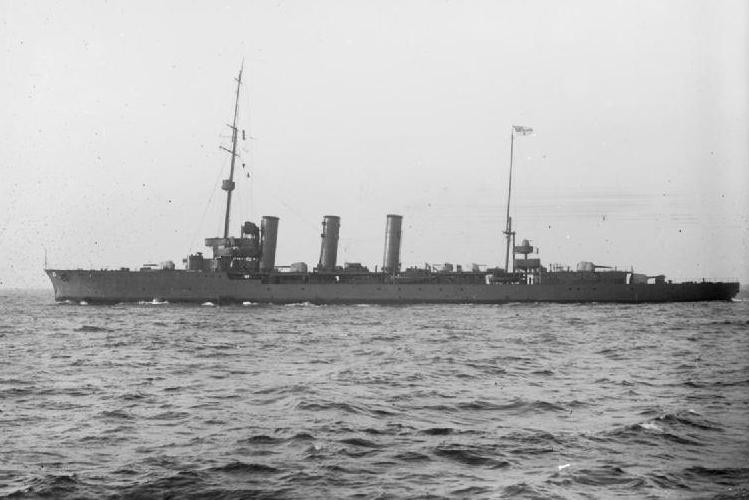
SMS Brummer
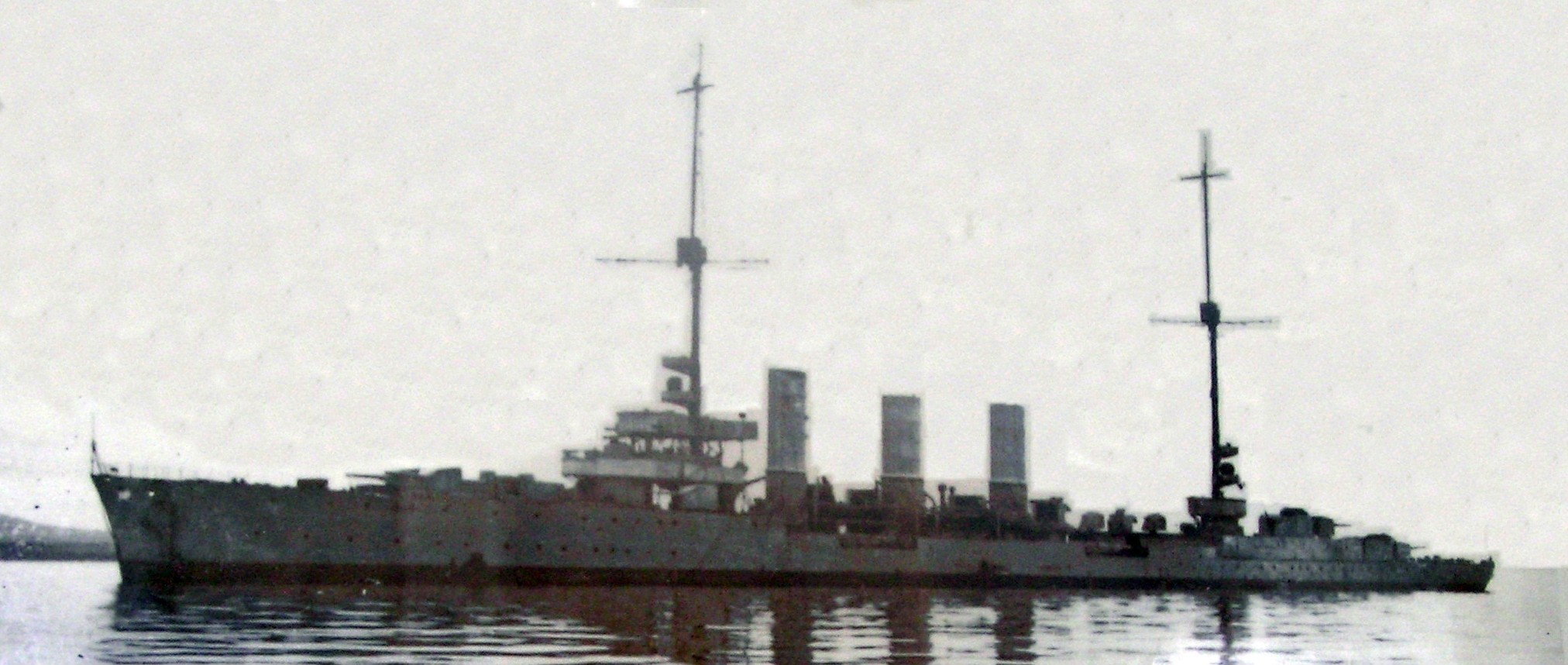
SMS Karlsruhe (1916)
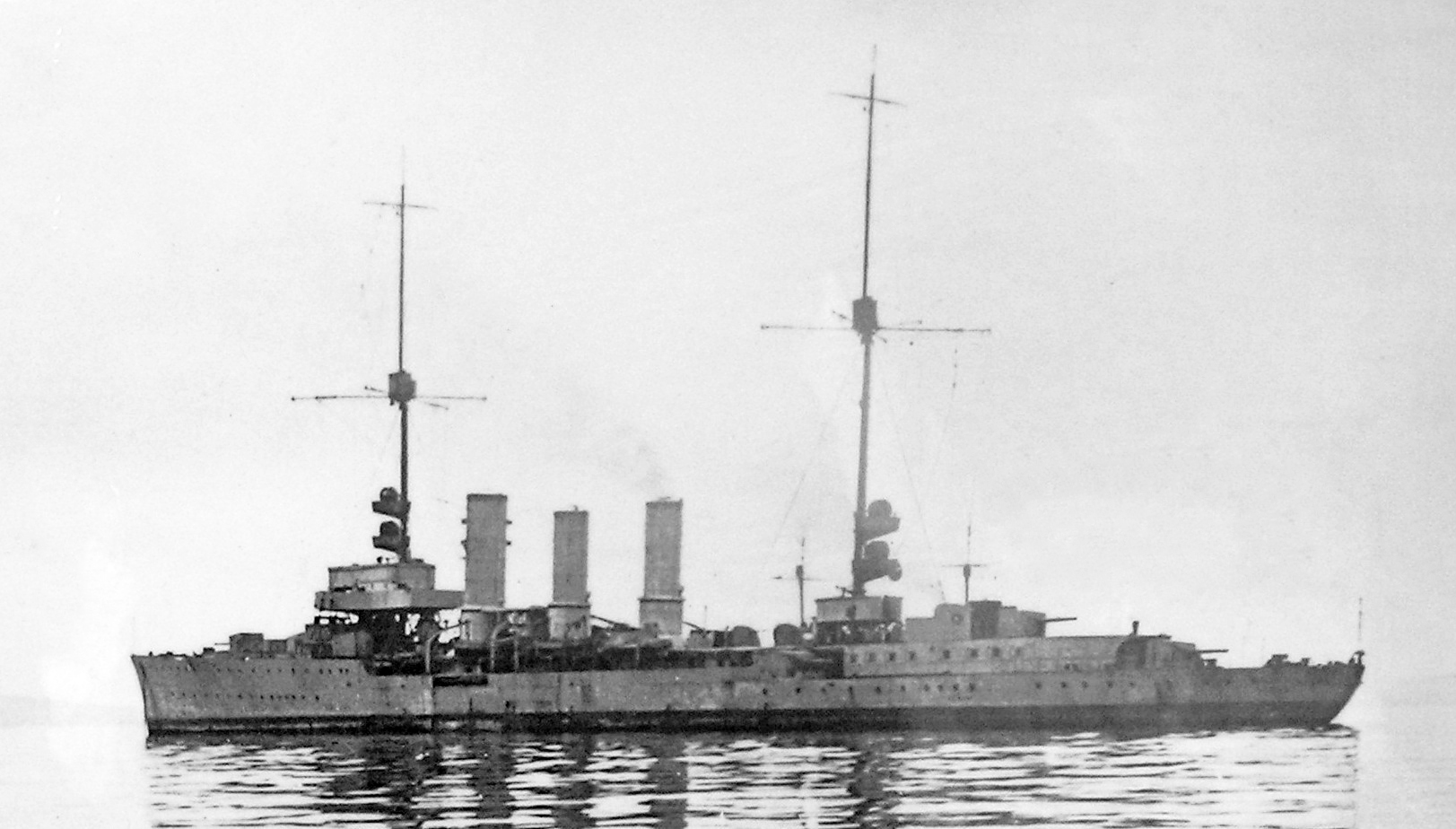
SMS Cöln (1916)
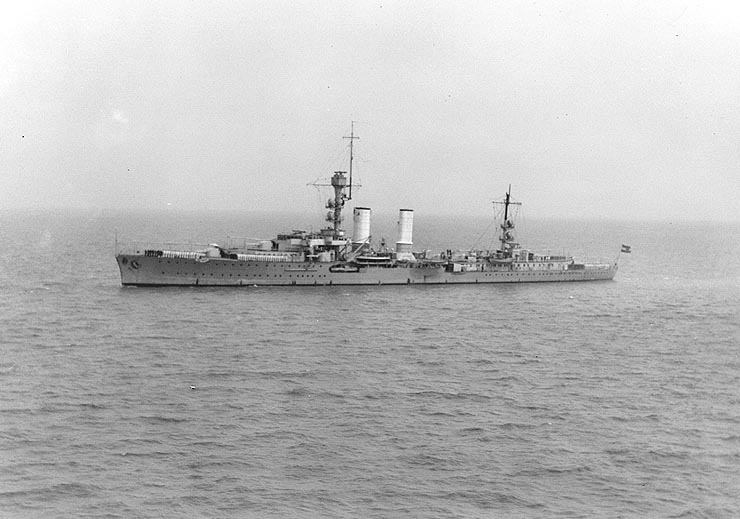
Emden
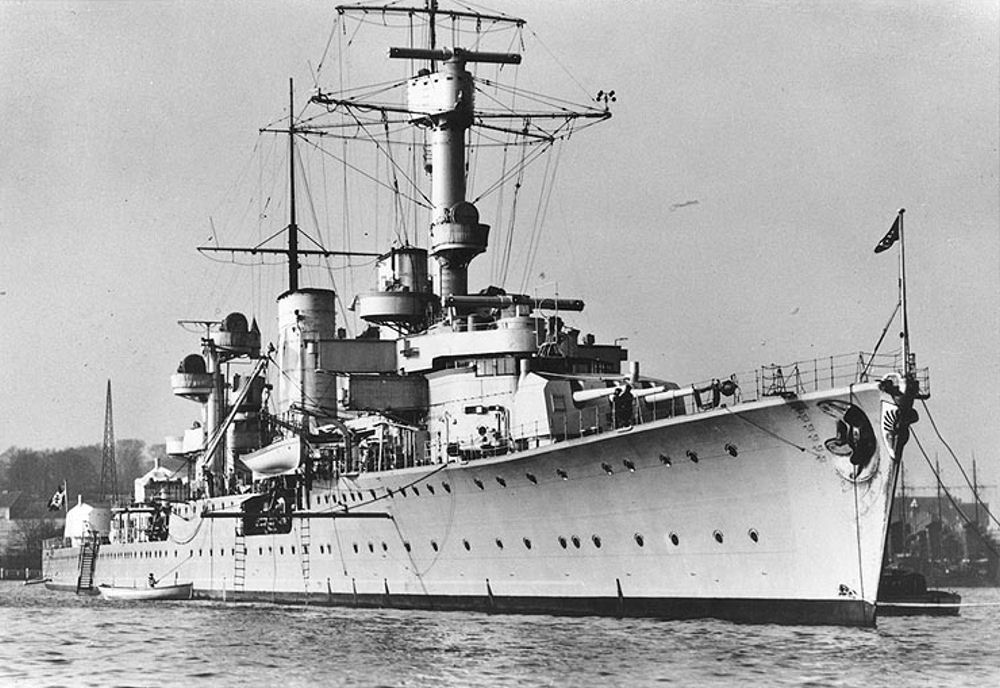
Königsberg
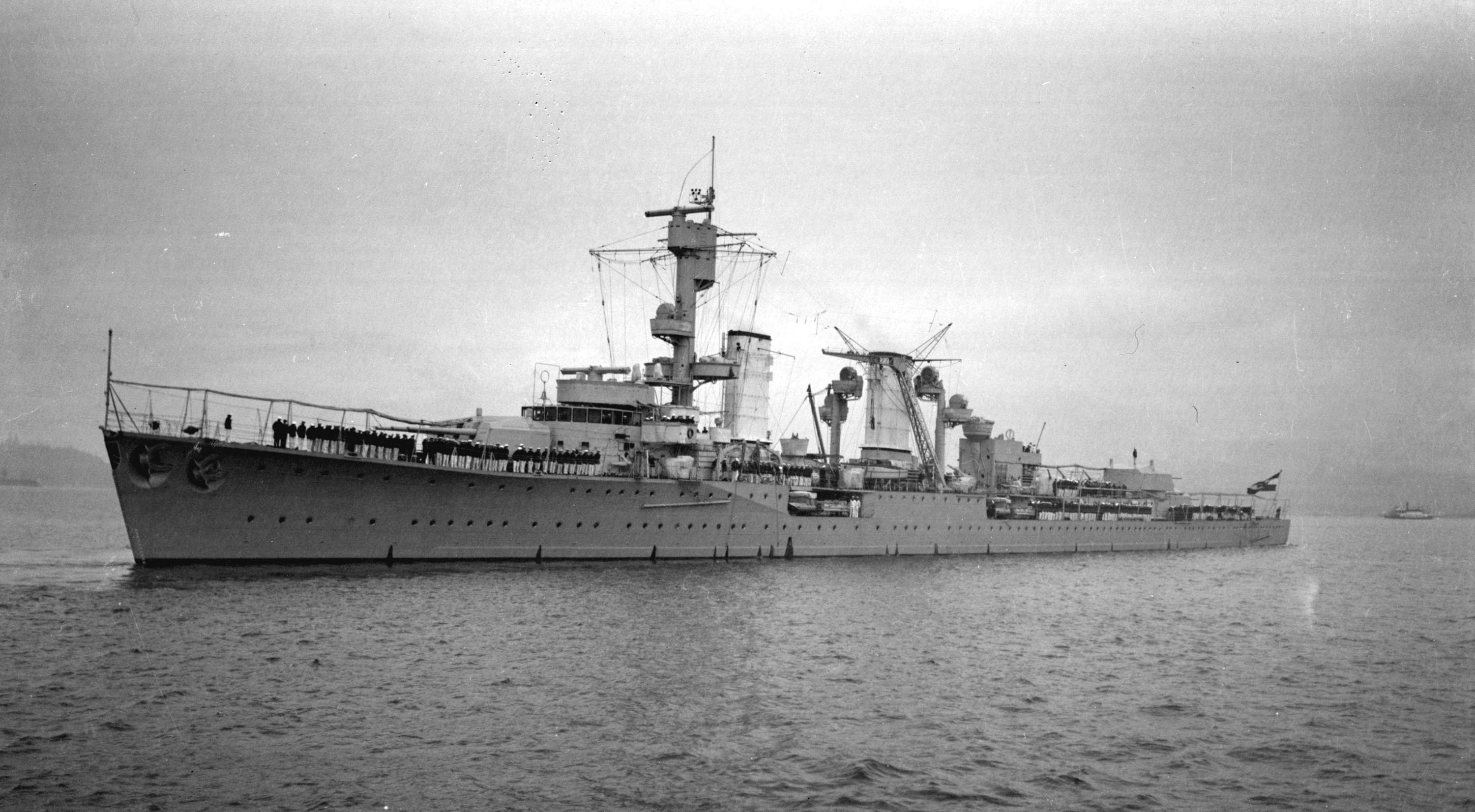
Karlsruhe
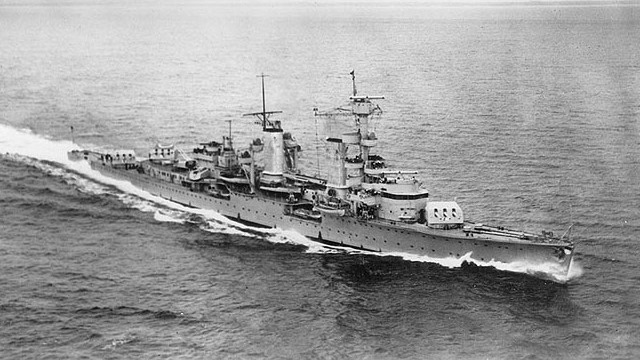
Köln
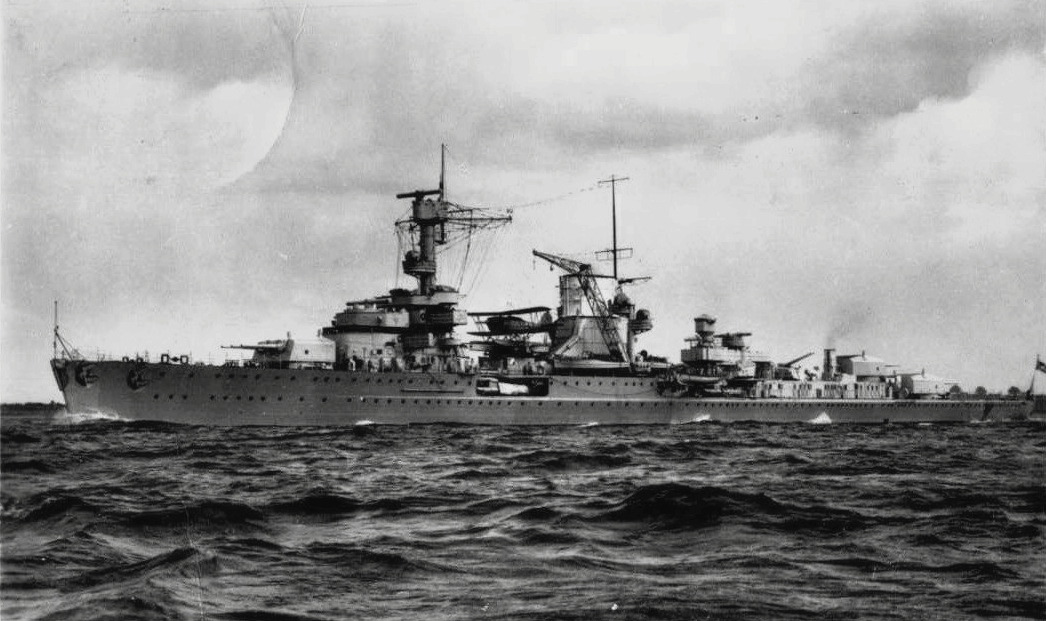
Leipzig
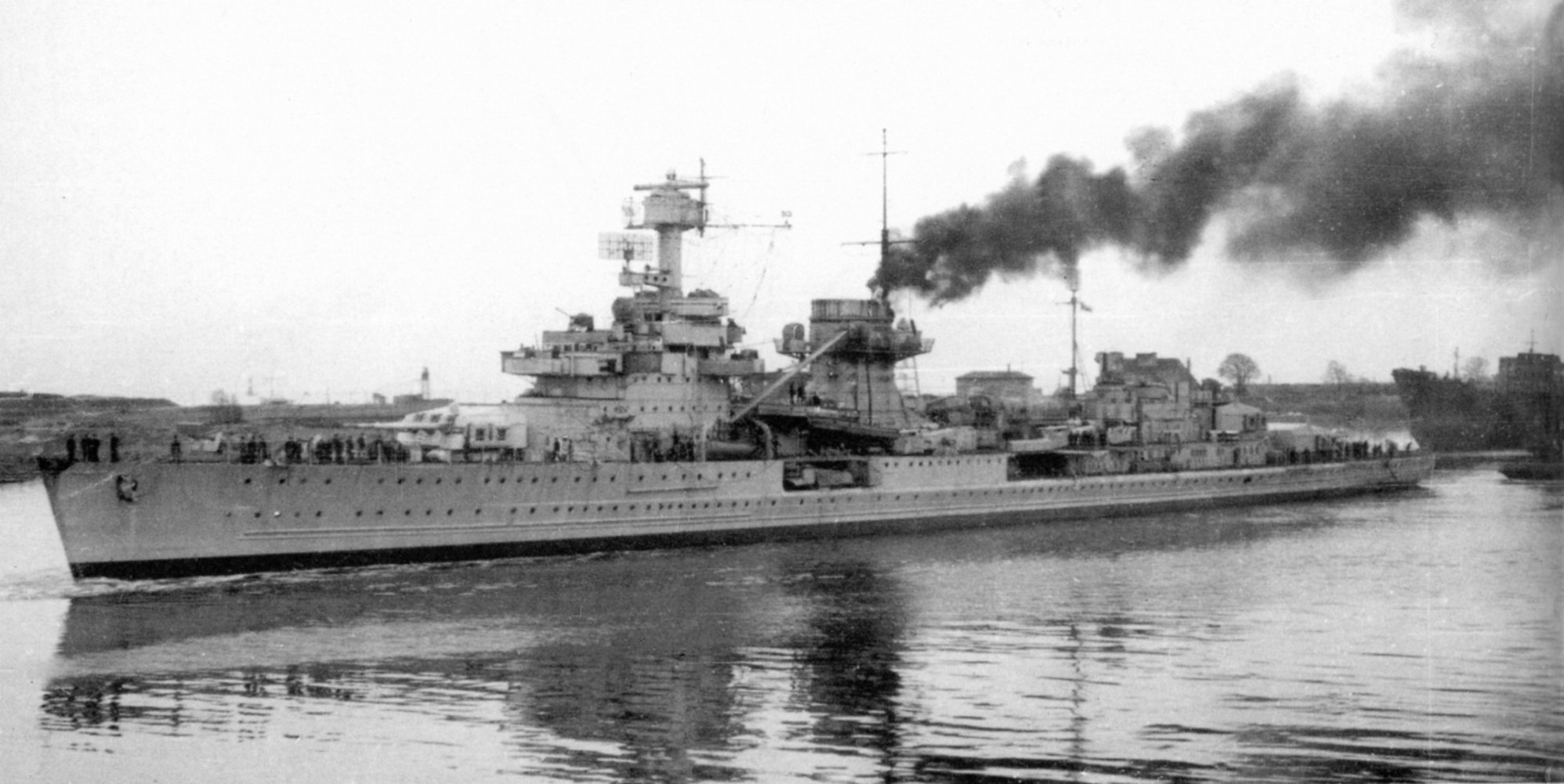
Nürnberg

### Frankreich
- (Deutsche) Magdeburg-Klasse
  - Mulhouse – ex deut. Stralsund (1911), 1920 erhalten
- (Deutsche) Graudenz-Klasse
  - Strasbourg – ex deut. Regensburg (1914), 1920 erhalten
- (Deutsche) Königsberg-Klasse
  - Metz – ex deut. Königsberg (1915), 1920 erhalten
- Duguay-Trouin-Klasse
  - Duguay Trouin (1923)
  - La Motte-Piquet (1924)
  - Primauguet (1924)
- Pluton (1929) – Minenkreuzer; 1939 nach Minenunfall gesunken
- Jeanne d‘Arc (1930) – Schulkreuzer
- Émile Bertin (1933)
- La-Galissonnière-Klasse
  - La Galissonnière (1933)
  - Marseillaise (1935)
  - Jean de Vienne (1935)
  - Gloire (1935)
  - Montcalm (1935)
  - Georges Leygues (1936)
- De-Grasse-Klasse
  - De Grasse (1946)
  - Châteaurenault – storniert
  - Guichen – storniert
- (Italienische) Capitani-Romani-Klasse
  - Châteaurenault – ex RN Attilio Regolo (1940), 1948 erhalten
  - Guichen – ex RN Scipione Africano (1941), 1948 erhalten

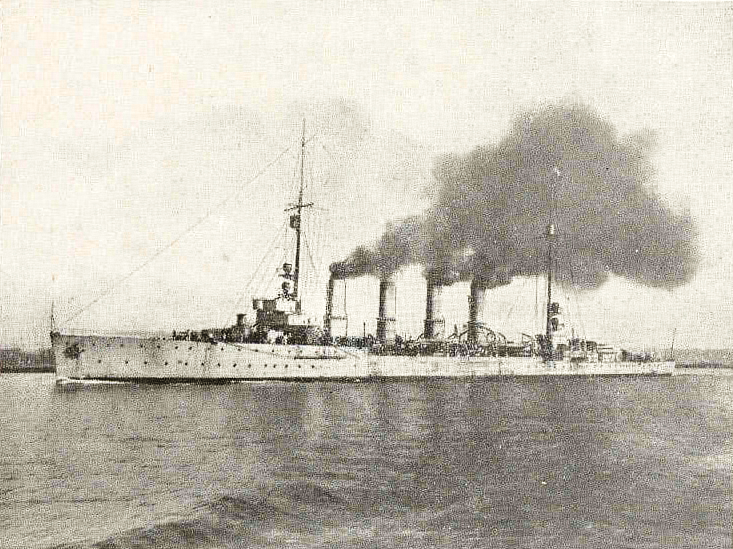
Mulhouse
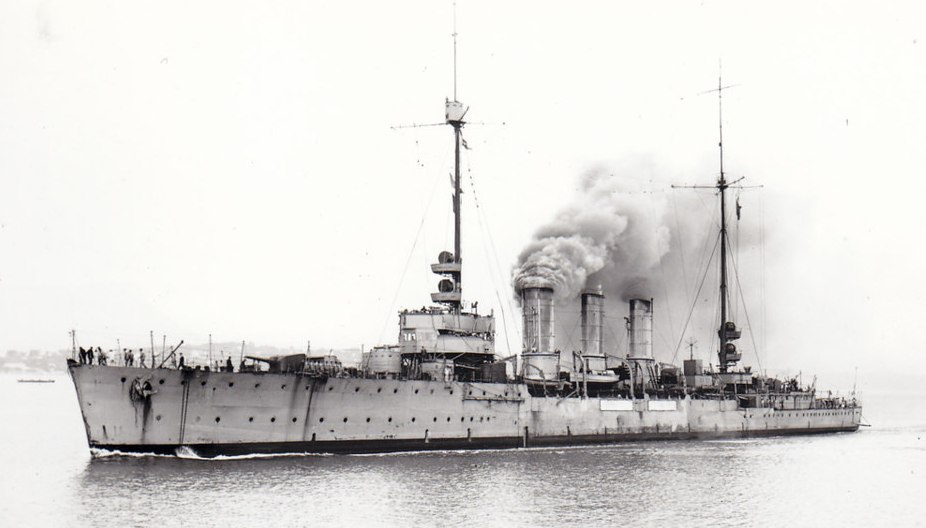
Strasbourg
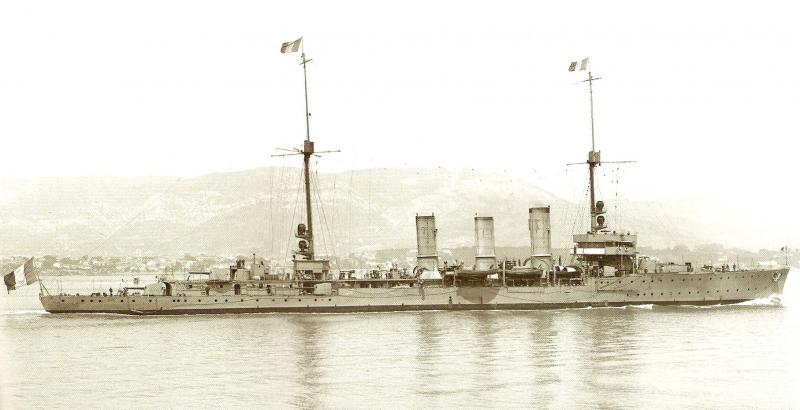
Metz
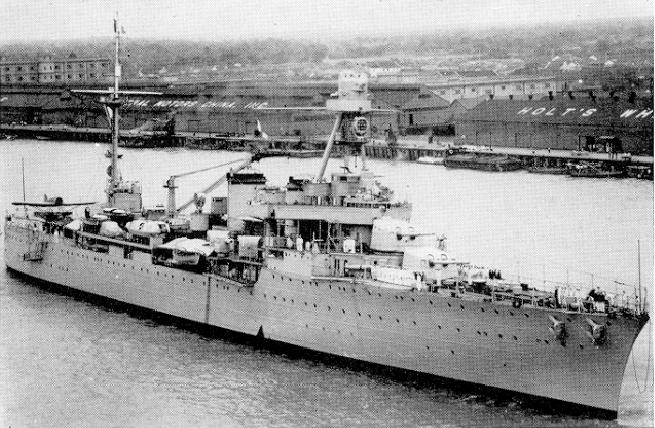
Duguay Trouin
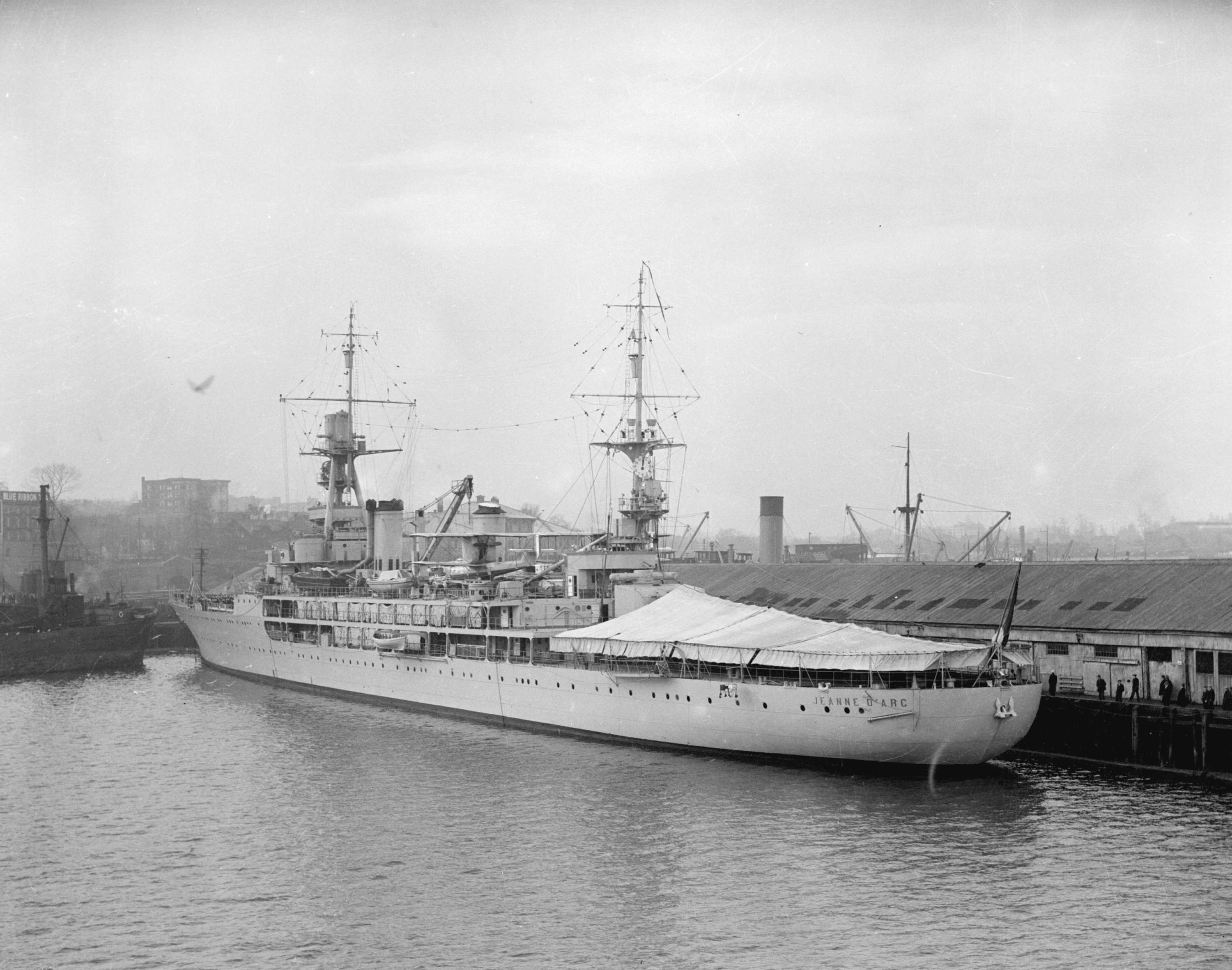
Jeanne d‘Arc
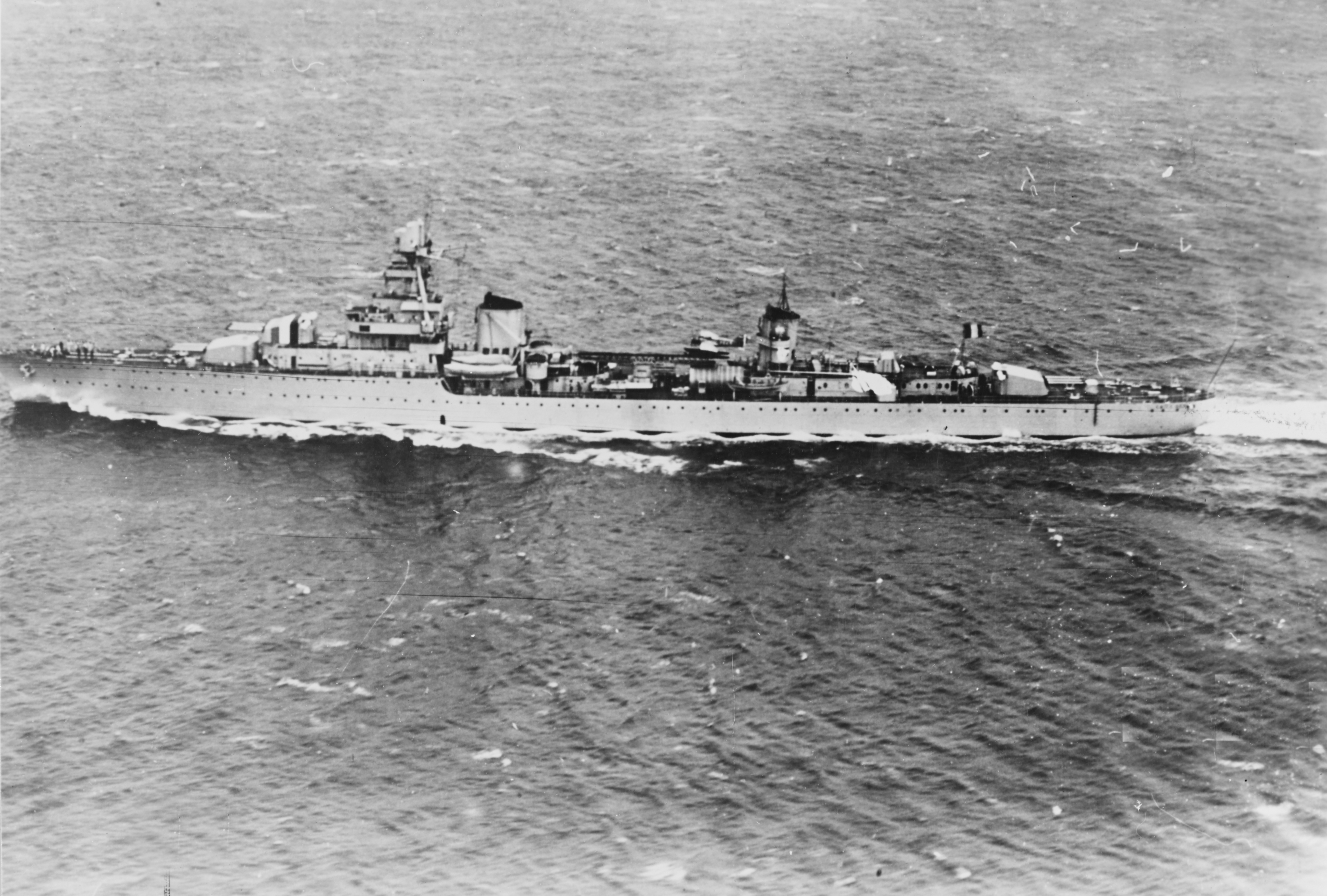
Émile Bertin
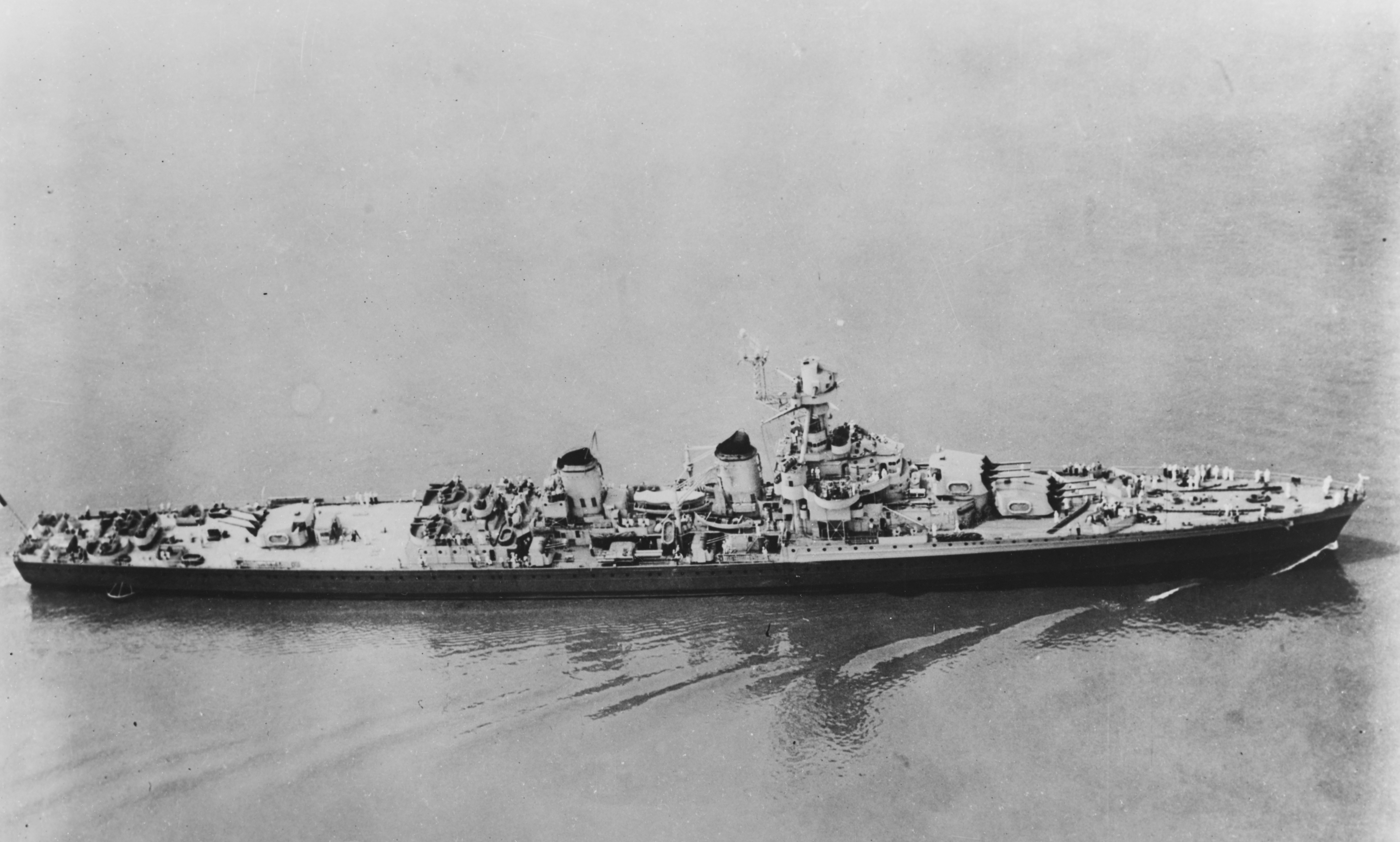
Montcalm
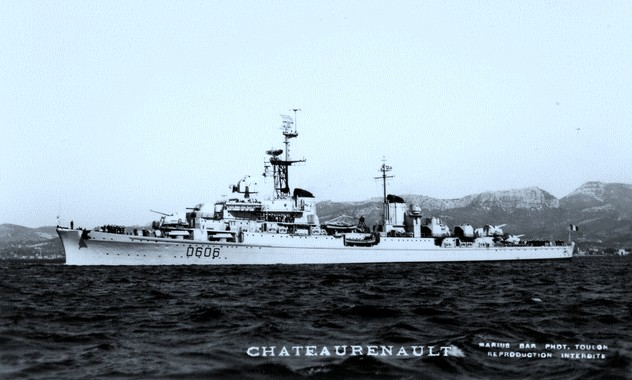
Châteaurenault

### Griechenland
- (Italienische) Condottieri-Klasse
  - Duca-d‘Aosta-Gruppe
    - VP Elli  – ex RN Eugenio di Savoia (1935), 1951 erhalten

### Großbritannien

#### Leichte Kreuzer bis zum Ende des Ersten Weltkriegs
- Town-Klasse
  - Bristol-Gruppe
    - HMS Bristol (1910)
    - HMS Glasgow (1909)
    - HMS Gloucester (1909)
    - HMS Liverpool (1909)
    - HMS Newcastle (1909)

  - Weymouth-Gruppe
    - HMS Dartmouth (1910)
    - HMS Falmouth (1910)
    - HMS Weymouth (1910)
    - HMS Yarmouth (1911)

  - Chatham-Gruppe
    - HMS Chatham (1911)
    - HMS Dublin (1911)
    - HMS Southampton (1912)

  - Birmingham-Gruppe
    - HMS Birmingham (1913)
    - HMS Lowestoft (1913)
    - HMS Nottingham (1913)

  - Birkenhead-Gruppe
    - HMS Birkenhead, urspr. griech. VP Andinafarchos Koundouriotis (1915) – 1915 erworben
    - HMS Chester, urspr. griech. VP Lambros Katsonis (1915) – 1915 erworben
- Arethusa-Klasse
  - HMS Arethusa (1913)
  - HMS Aurora (1913) – 1920 an die Royal Canadian Navy übergeben und als HMCS Aurora weiter in Dienst
  - HMS Galatea (1914)
  - HMS Inconstant (1914)
  - HMS Penelope (1914)
  - HMS Phaeton (1914)
  - HMS Royalist (1915)
  - HMS Undaunted (1914)
- C-Klasse
  - Caroline-Gruppe
    - HMS Caroline (1914)
    - HMS Carysfort (1914)
    - HMS Cleopatra (1915)
    - HMS Comus (1914)
    - HMS Conquest (1915)
    - HMS Cordelia (1914)

  - Calliope-Gruppe
    - HMS Calliope (1914)
    - HMS Champion (1915)

  - Cambrian-Gruppe
    - HMS Cambrian (1916)
    - HMS Canterbury (1915)
    - HMS Castor (1915)
    - HMS Constance (1915)

  - Centaur-Gruppe
    - HMS Centaur (1916)
    - HMS Concord (1916)

  - Caledon-Gruppe
    - HMS Caledon (1916)
    - HMS Calypso (1917)
    - HMS Caradoc (1916)
    - HMS Cassandra (1916)

  - Ceres-Gruppe
    - HMS Cardiff, urspr. Caprice (1917)
    - HMS Ceres (1917)
    - HMS Coventry, urspr. Corsair (1917)
    - HMS Curacoa (1917)
    - HMS Curlew (1917)

  - Carlisle-Gruppe
    - HMS Cairo (1918)
    - HMS Calcutta (1918)
    - HMS Capetown (1919)
    - HMS Carlisle, urspr. Cawnpore (1918)
    - HMS Colombo (1918)
- Danae- oder D-Klasse
  - HMS Danae (1918) – 1944/46 an die Polnische Marine verliehen und in ORP Conrad umbenannt
  - HMS Dauntless (1918)
  - HMS Delhi (1918)
  - HMS Despatch (1919)
  - HMS Diomede (1919)
  - HMS Dragon (1917) – 1943 an die Polnische Marine verliehen und als ORP Dragon in Dienst; 1944 von deutschem Kleinst-U-Boot schwer beschädigt und selbstversenkt
  - HMS Dunedin (1918)
  - HMS Durban (1919)
  - HMS Daedalus – Bau 1918 eingestellt
  - HMS Daring – Bau 1918 eingestellt
  - HMS Desperate – Bau 1918 eingestellt
  - HMS Dryad – Bau 1918 eingestellt
- Emerald- oder E-Klasse
  - HMS Emerald (1920)
  - HMS Enterprise (1919)
  - HMS Euphrates – Bau 1918 eingestellt

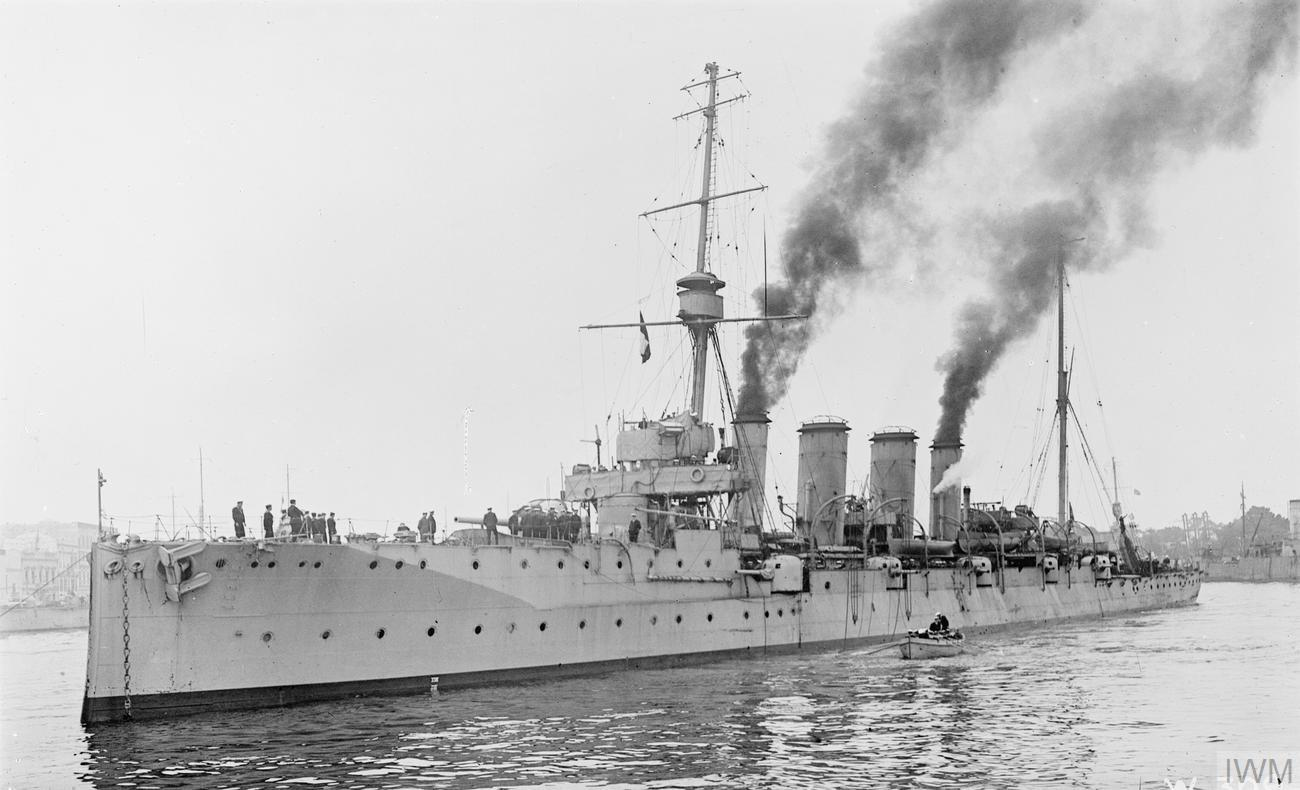
HMS Gloucester
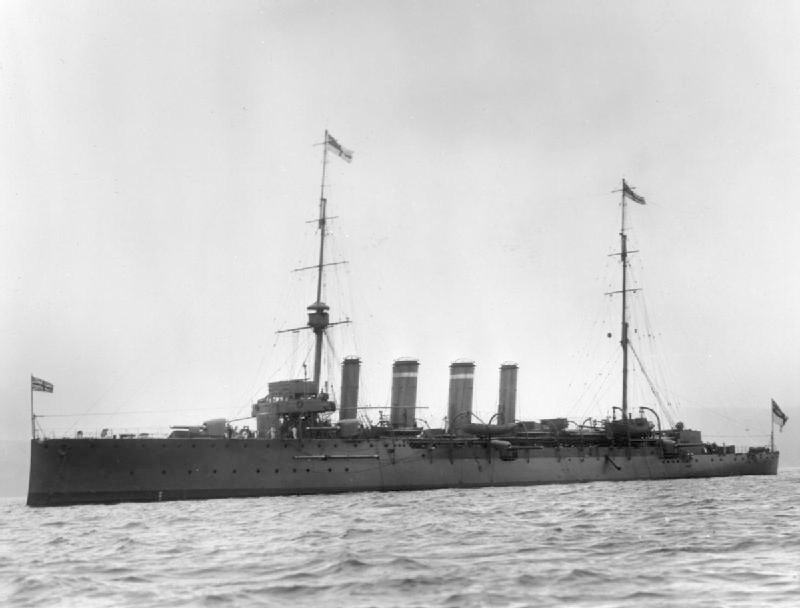
HMS Falmouth
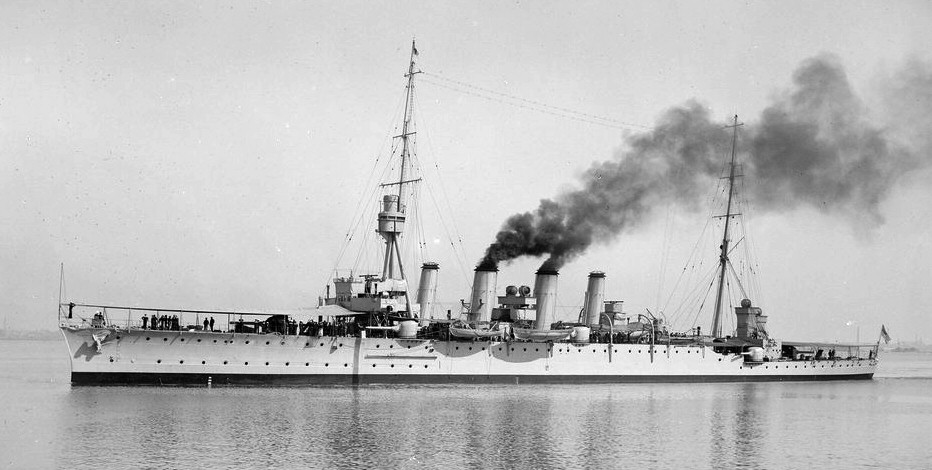
HMS Chatham
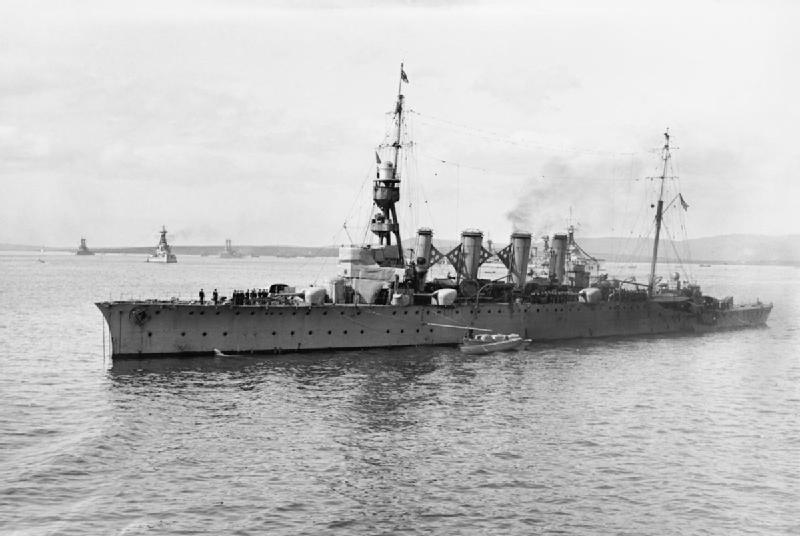
HMS Birmingham
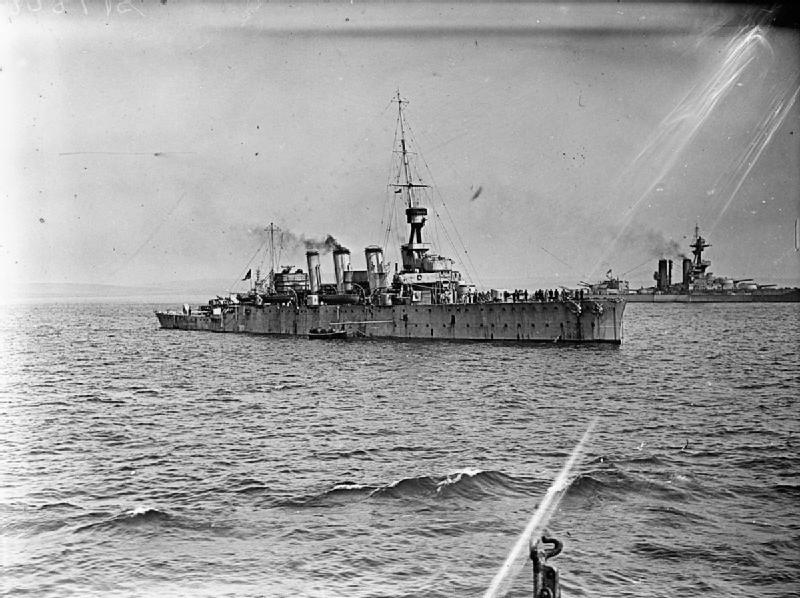
HMS Birkenhead
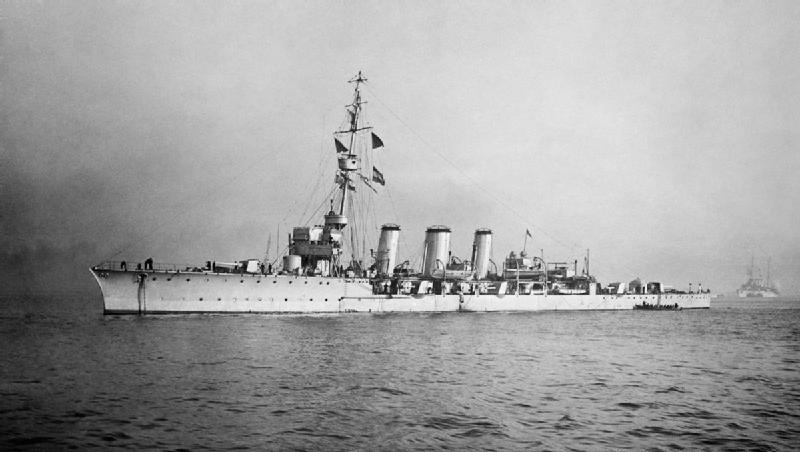
HMS Galatea
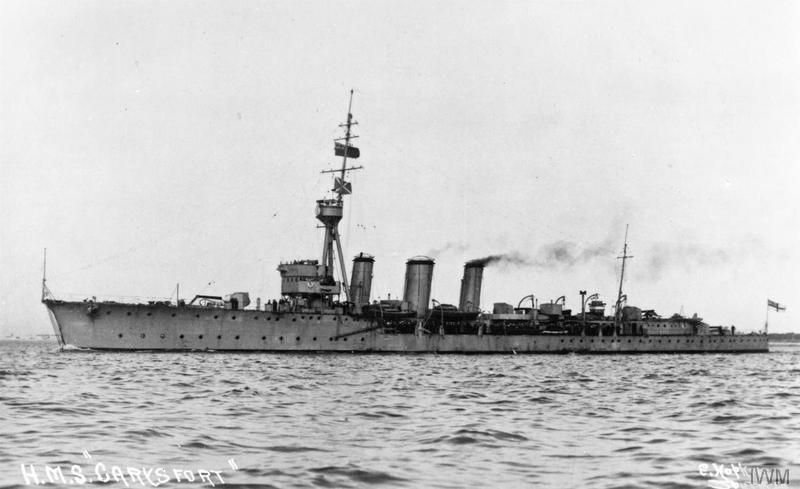
HMS Carysfort
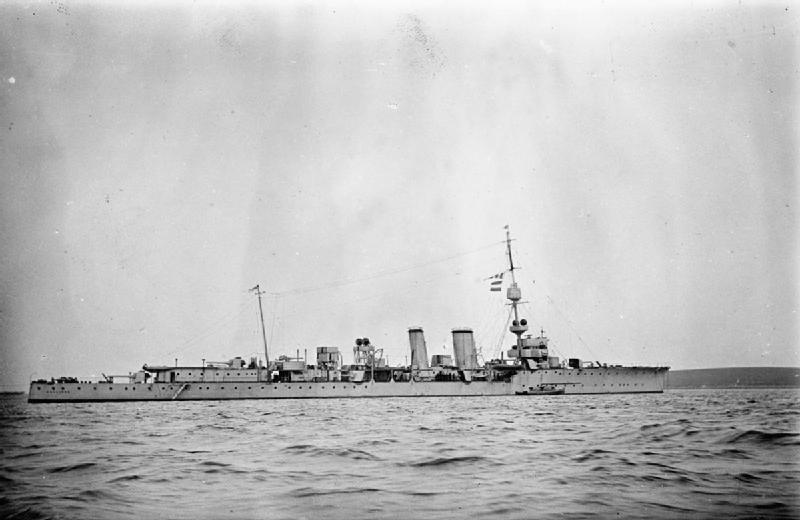
HMS Calliope
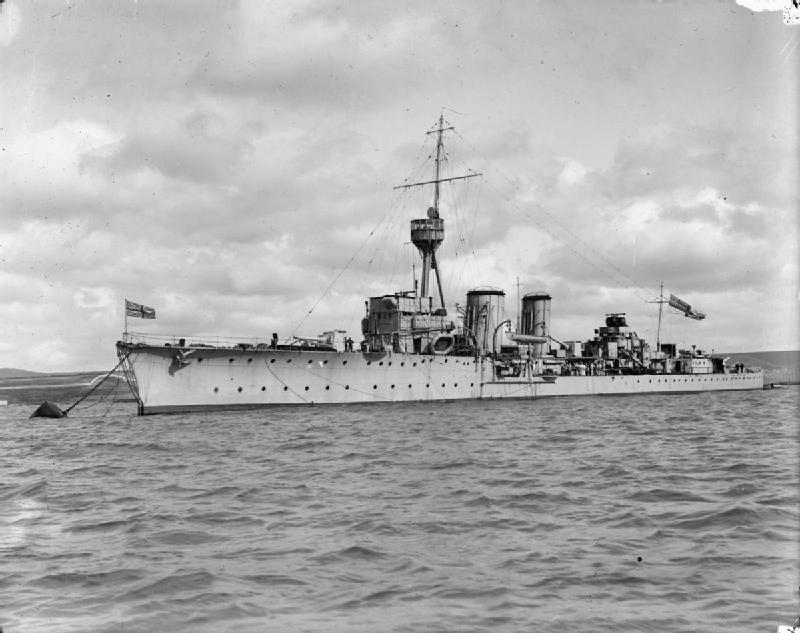
HMS Canterbury
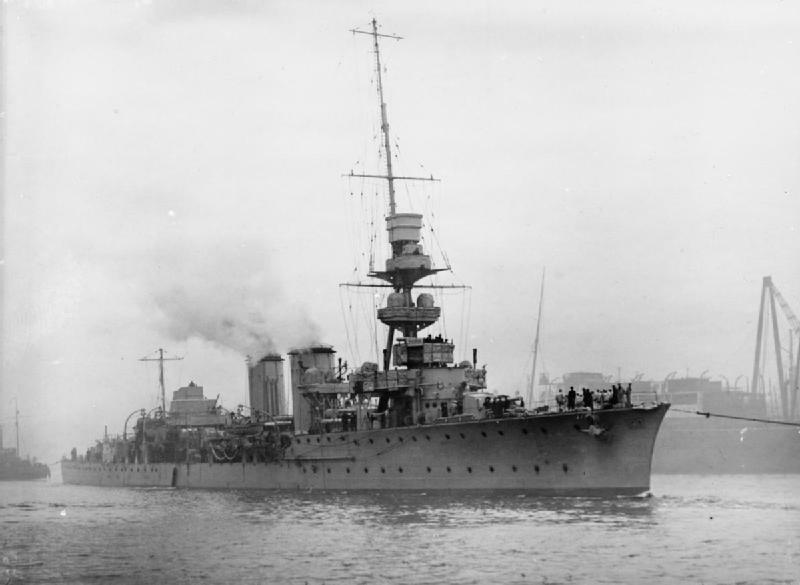
HMS Centaur
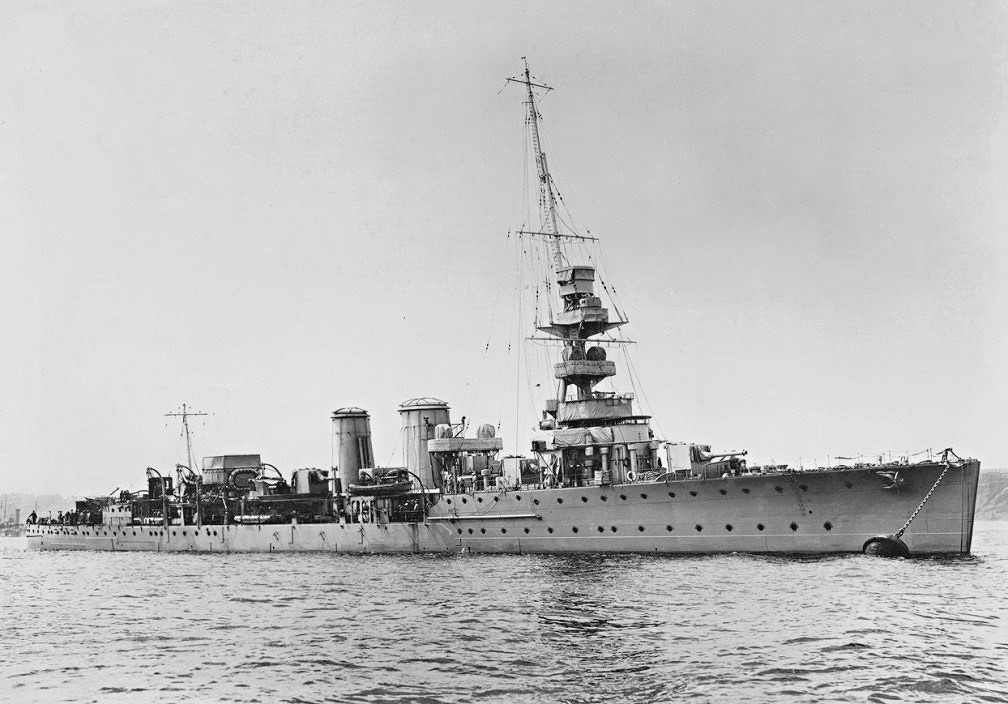
HMS Calypso
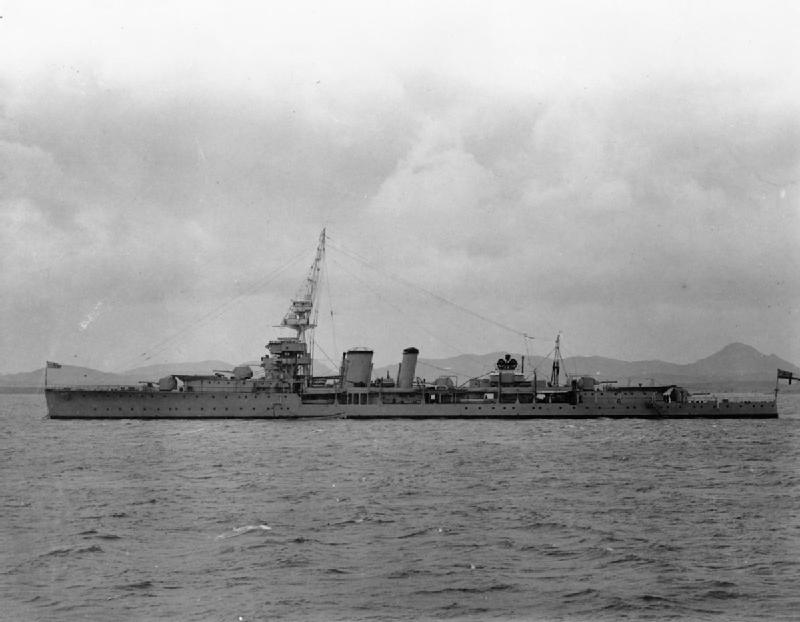
HMS Ceres
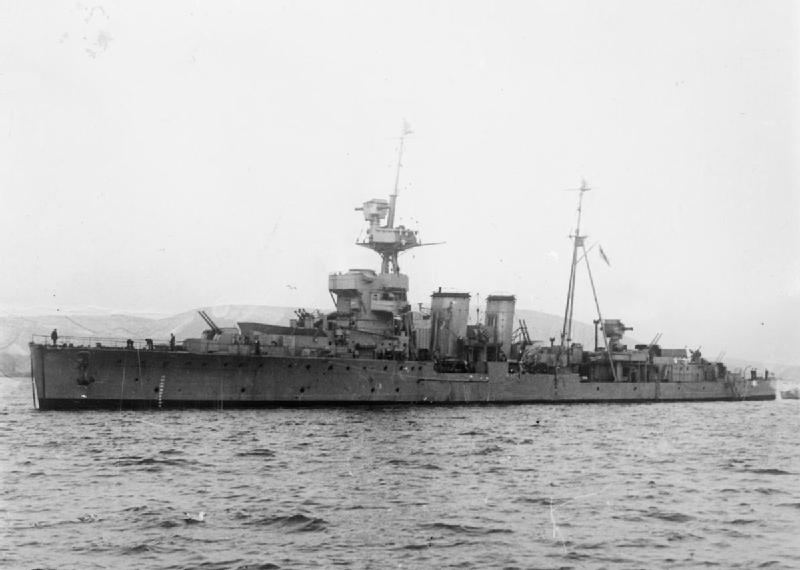
HMS Curacao während des 2. Weltkriegs
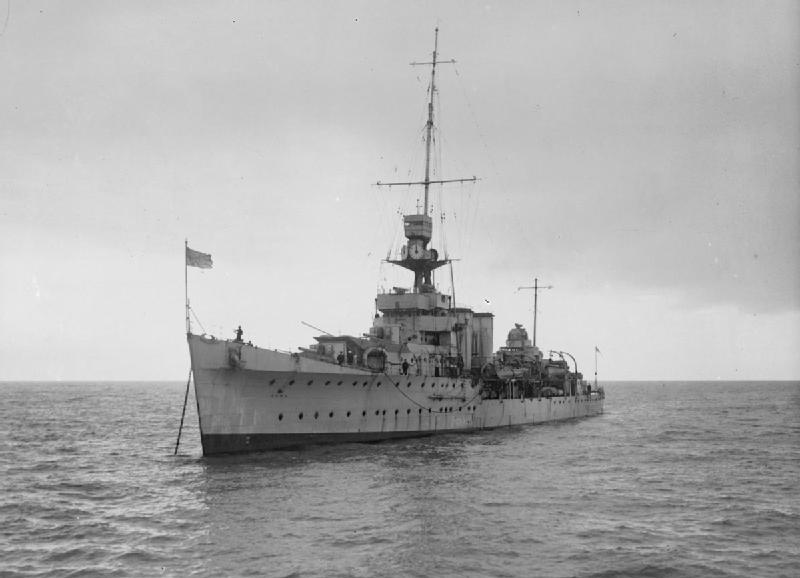
HMS Calcutta
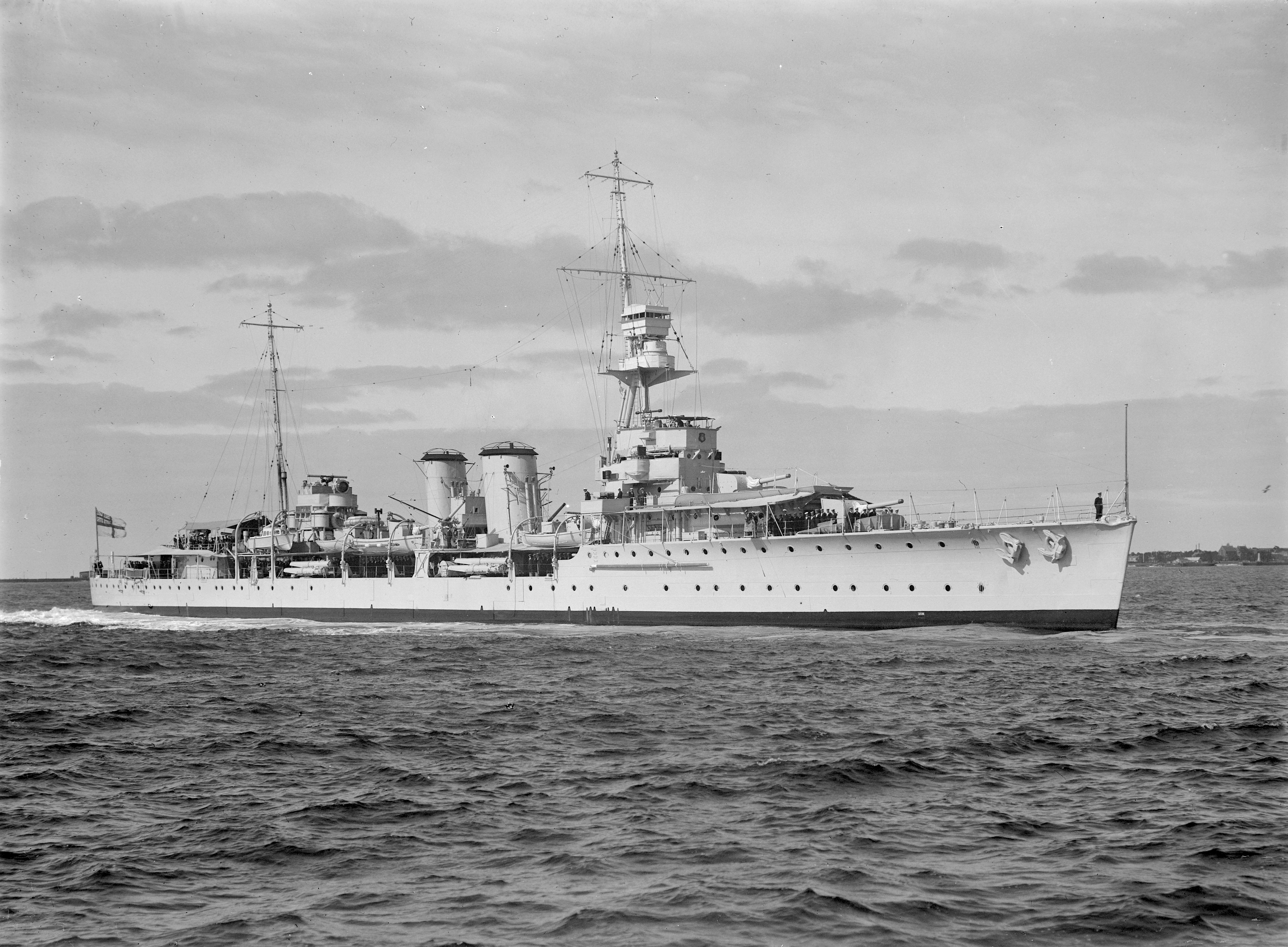
HMS Danae
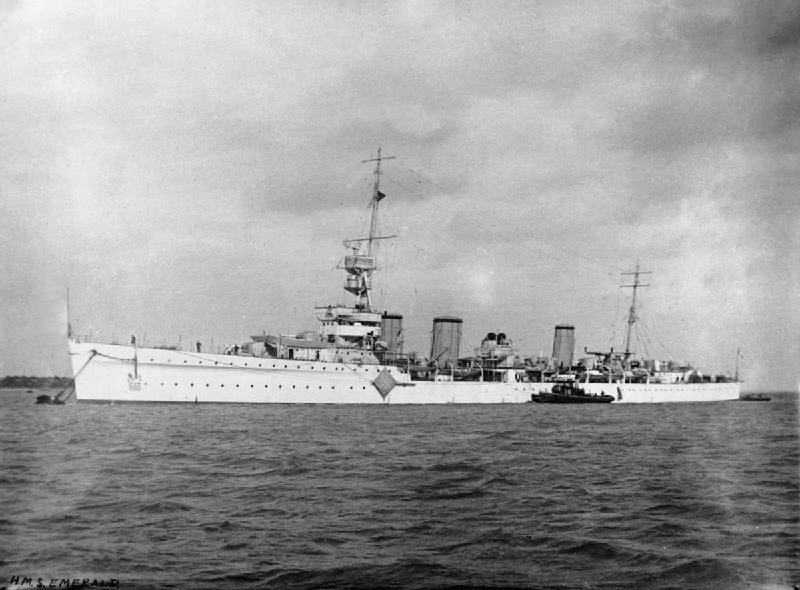
HMS Emerald

#### Leichte Kreuzer ab 1930
- Leander-Klasse
  - Leander-Gruppe
    - Leander (1931) – 1941/45 an die neugegründete Royal New Zealand Navy verliehen
    - Achilles (1932) – 1941/46 an die neugegründete Royal New Zealand Navy verliehen, 1948 an Indien verkauft und in Delhi umbenannt
    - Orion (1932)
    - Neptune (1933)
    - Ajax (1934)
- Arethusa-Klasse
  - HMS Arethusa (1934)
  - HMS Aurora (1936) – 1948 an Nationalchina abgegeben und in Chung King umbenannt
  - HMS Galatea (1934)
  - HMS Penelope (1935)
- Town-Klasse
  - Southampton-Gruppe
    - HMS Birmingham (1936)
    - HMS Glasgow (1936)
    - HMS Newcastle (1936)
    - HMS Sheffield (1936)
    - HMS Southampton (1936)

  - Gloucester-Gruppe
    - HMS Gloucester (1937)
    - HMS Liverpool (1937)
    - HMS Manchester (1937)

  - Edinburgh-Gruppe
    - HMS Belfast (1938) – Museumsschiff in London
    - HMS Edinburgh (1938)
- Dido-Klasse
  - Dido-Gruppe
    - HMS Argonaut (1941)
    - HMS Bonaventure (1939)
    - HMS Charybdis (1940)
    - HMS Cleopatra (1940)
    - HMS Dido (1939)
    - HMS Euryalus (1939)
    - HMS Hermione (1939)
    - HMS Naiad (1939)
    - HMS Phoebe (1939)
    - HMS Scylla (1940)
    - HMS Sirius (1940)

  - Bellona-Gruppe
    - HMS Bellona (1942) – 1946/56 an die Royal New Zealand Navy verliehen
    - HMS Black Prince (1942) – 1946/61 an die Royal New Zealand Navy verliehen
    - HMS Diadem (1942) – 1956 an Pakistan verkauft und in PNS Babur umbenannt
    - HMS Royalist (1942) – 1946/66 an die Royal New Zealand Navy verliehen
    - HMS Spartan (1942)
- Crown-Colony-Klasse
  - Fiji-Gruppe
    - HMS Bermuda (1941)
    - HMS Fiji (1939)
    - HMS Gambia (1940) – 1943/46 an die Royal New Zealand Navy verliehen
    - HMS Jamaica (1940)
    - HMS Kenya (1939)
    - HMS Mauritius (1939)
    - HMS Nigeria (1939) – 1957 an Indien verkauft und in INS Mysore umbenannt
    - HMS Trinidad (1940)

  - Ceylon-Gruppe
    - HMS Ceylon (1942) – 1959 an Peru verkauft und in BAP Coronel Bolognesi umbenannt
    - HMS Newfoundland (1941) – 1959 an Peru verkauft und in BAP Almirante Grau umbenannt
    - HMS Uganda (1941) – 1944 an die Royal Canadian Navy übergeben
- Minotaur- oder Swiftsure-Klasse
  - HMS Minotaur (1943) – 1944 vor Fertigstellung an die Royal Canadian Navy übergeben und in HMCS Ontario umbenannt
  - HMS Swiftsure (1943)
  - HMS Superb (1943)
  - HMS Hawke – Bau 1946 eingestellt
  - HMS Bellerophon, ehem. Blake, urspr. Tiger – Bau 1946 eingestellt
  - HMS Blake, ehem. Tiger, urspr. Blake (1945) – erst 1961 als Kreuzer der Tiger-Klasse fertiggestellt
  - HMS Defence (1944) – erst 1960 als Kreuzer HMS Lion der Tiger-Klasse fertiggestellt
  - HMS Tiger, urspr. Bellerophon (1945) – erst 1959 als Kreuzer der Tiger-Klasse fertiggestellt
- Tiger-Klasse
  - HMS Blake, ehem. Tiger, urspr. Blake (1945)
  - HMS Lion (1944) – ex HMS Defence, 1957 umbenannt
  - HMS Tiger, urspr. Bellerophon (1945)

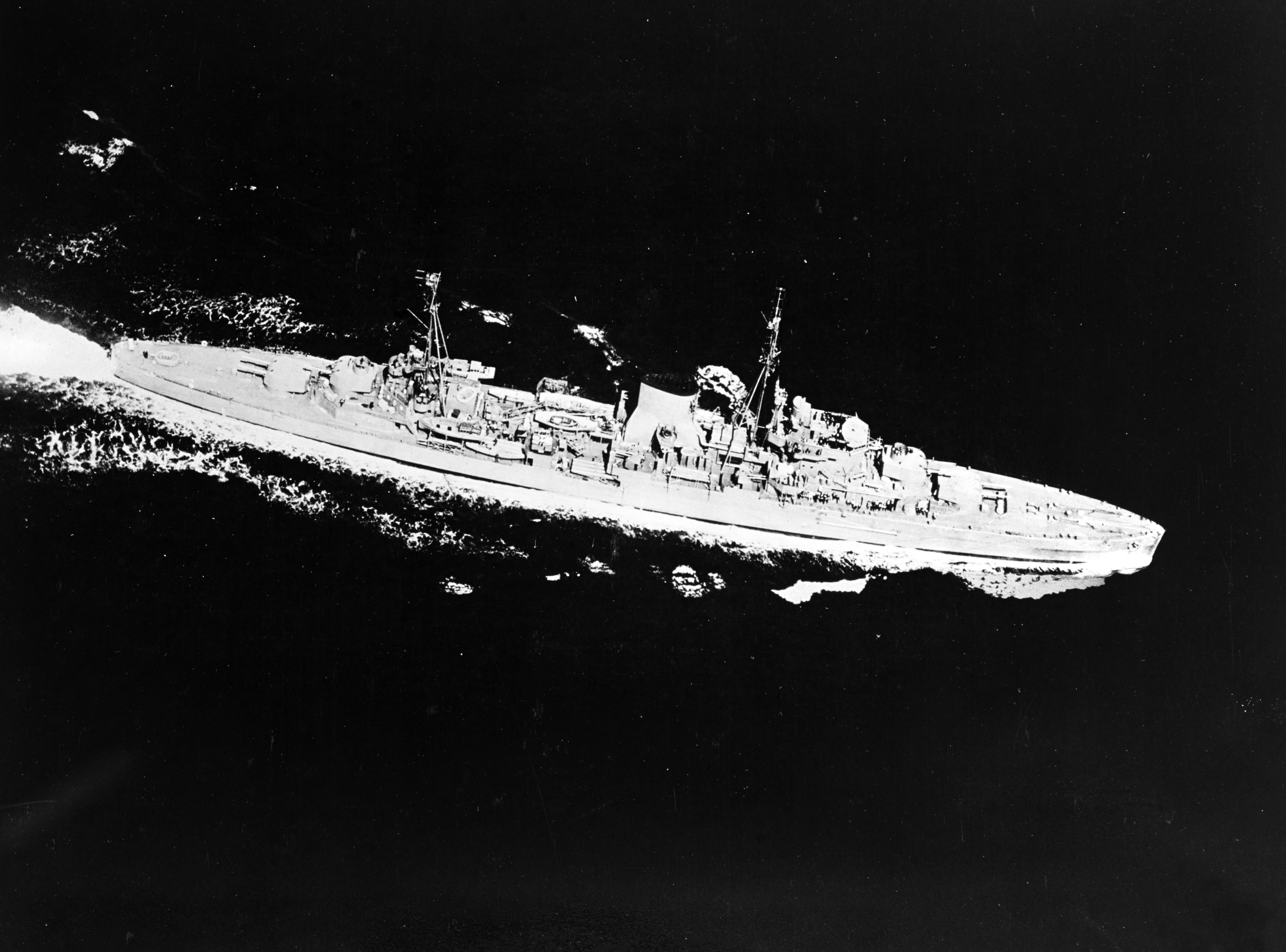
HMS Orion
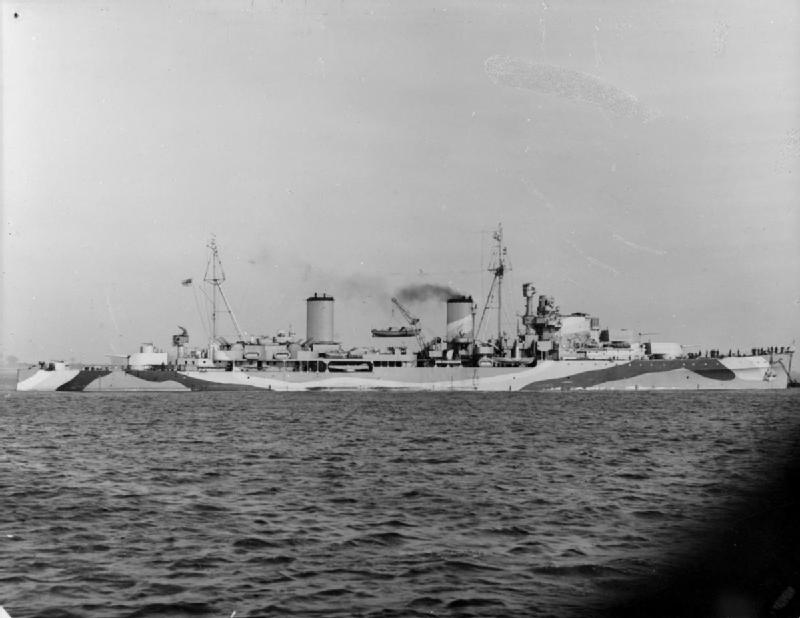
HMS Arethusa
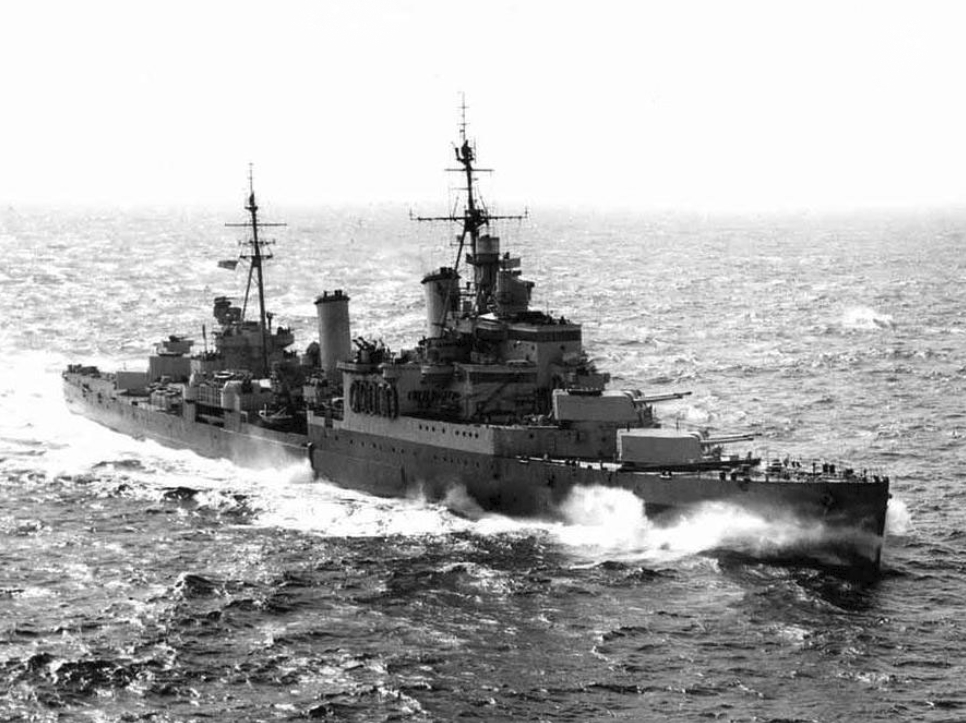
HMS Sheffield
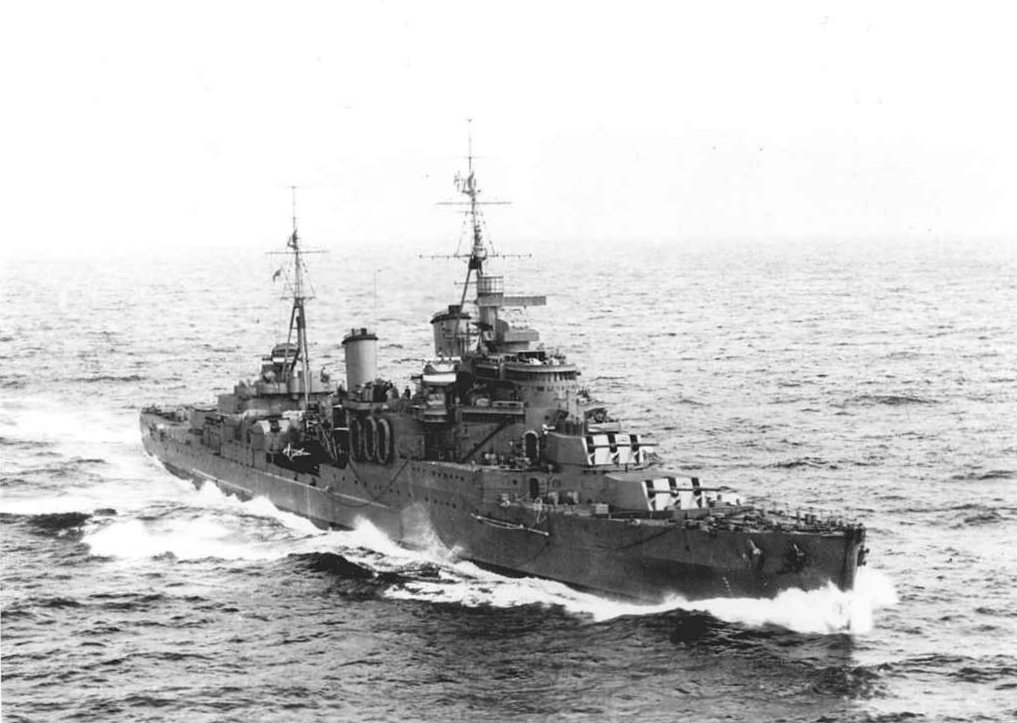
HMS Manchester
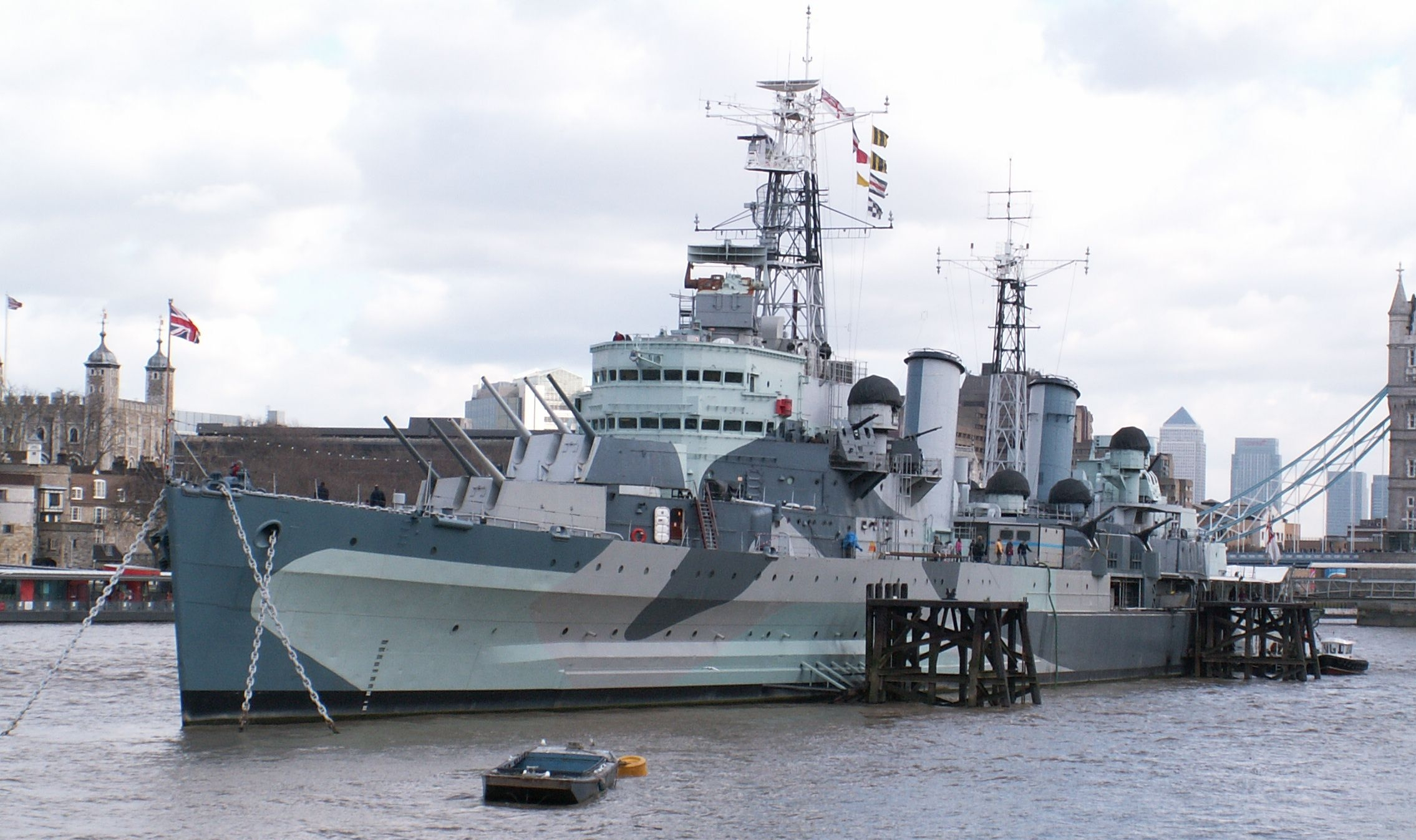
HMS Belfast als Museumsschiff in London
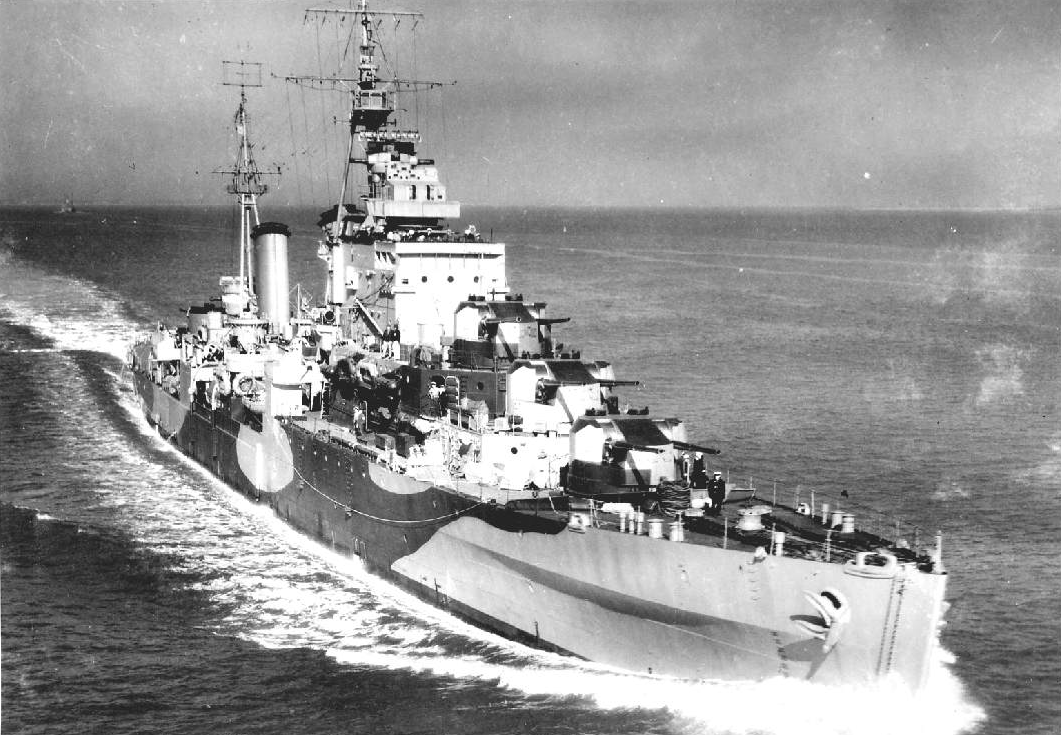
HMS Argonaut
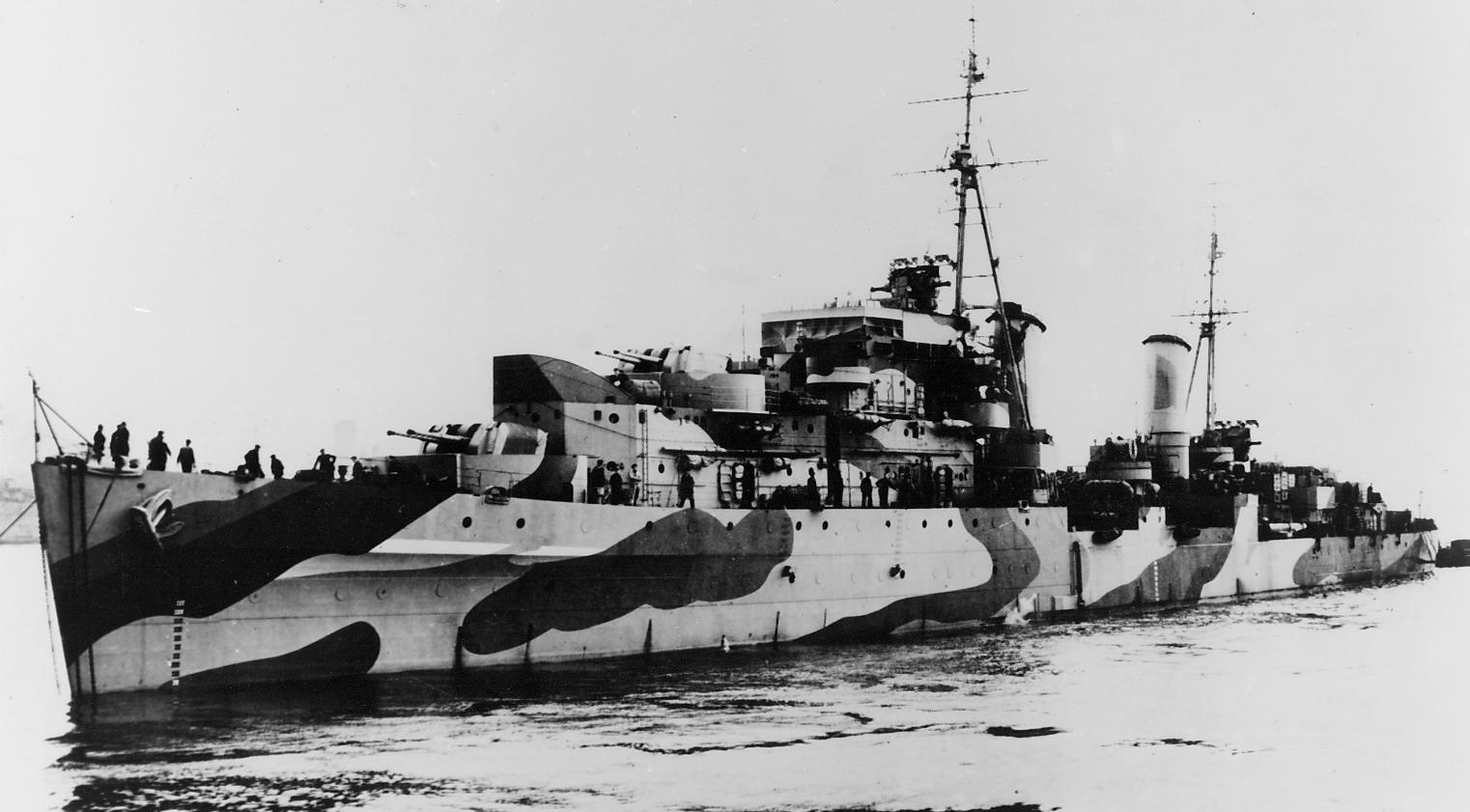
HMS Charybdis
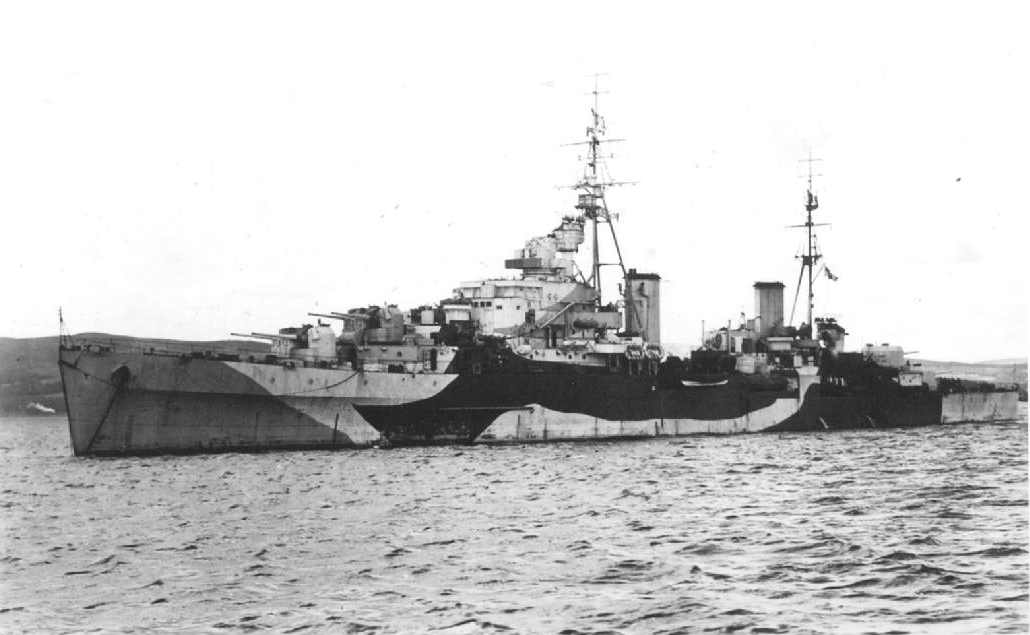
HMS Spartan
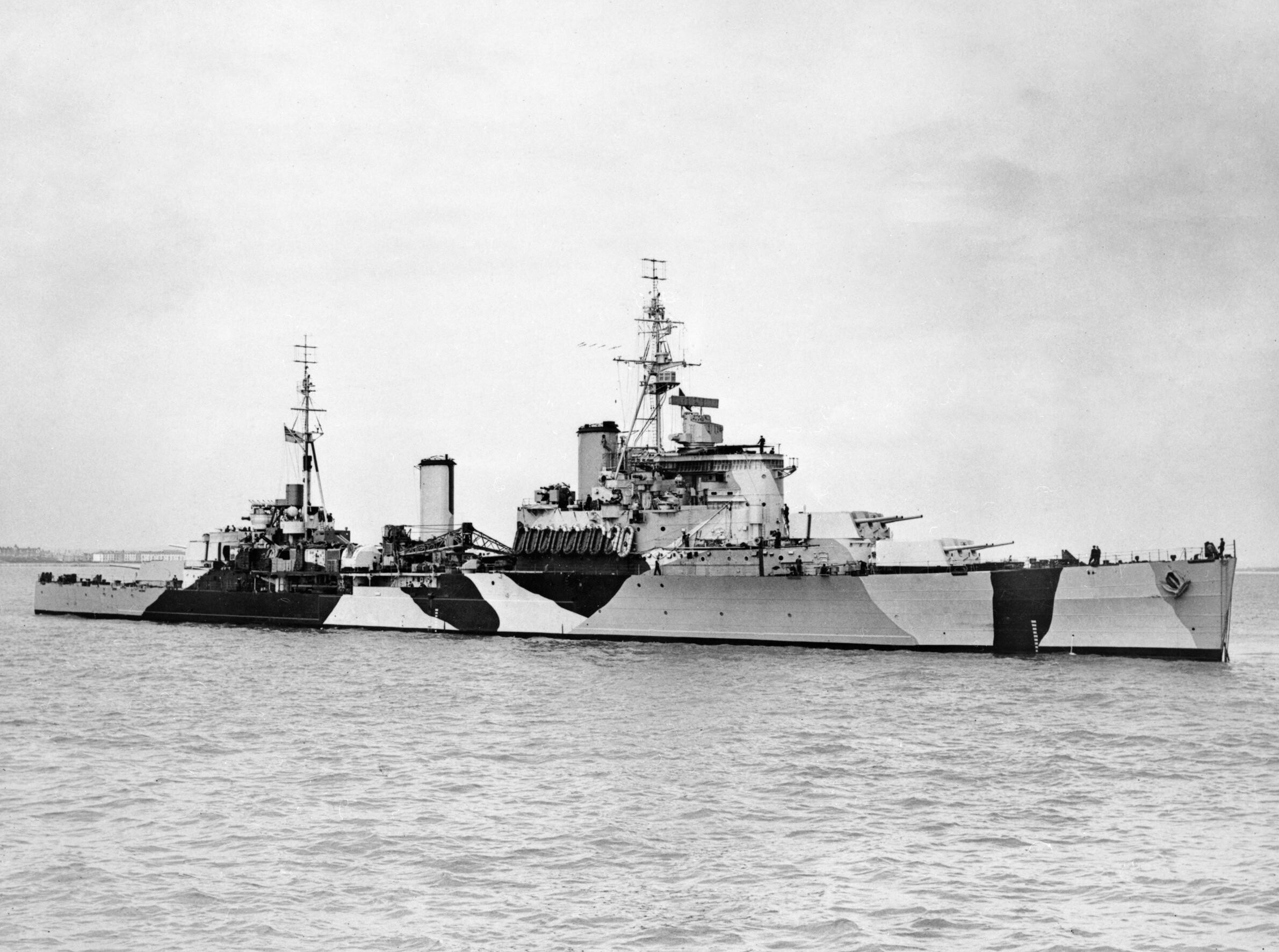
HMS Jamaica
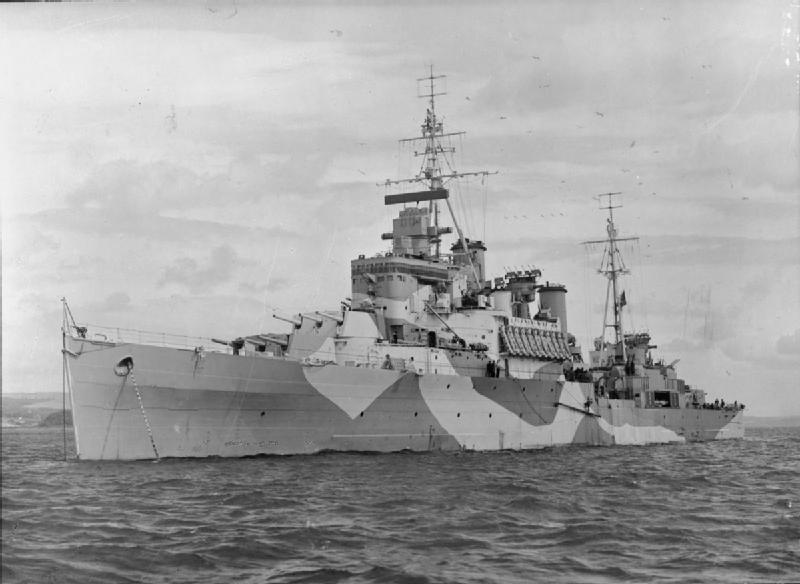
HMS Ceylon
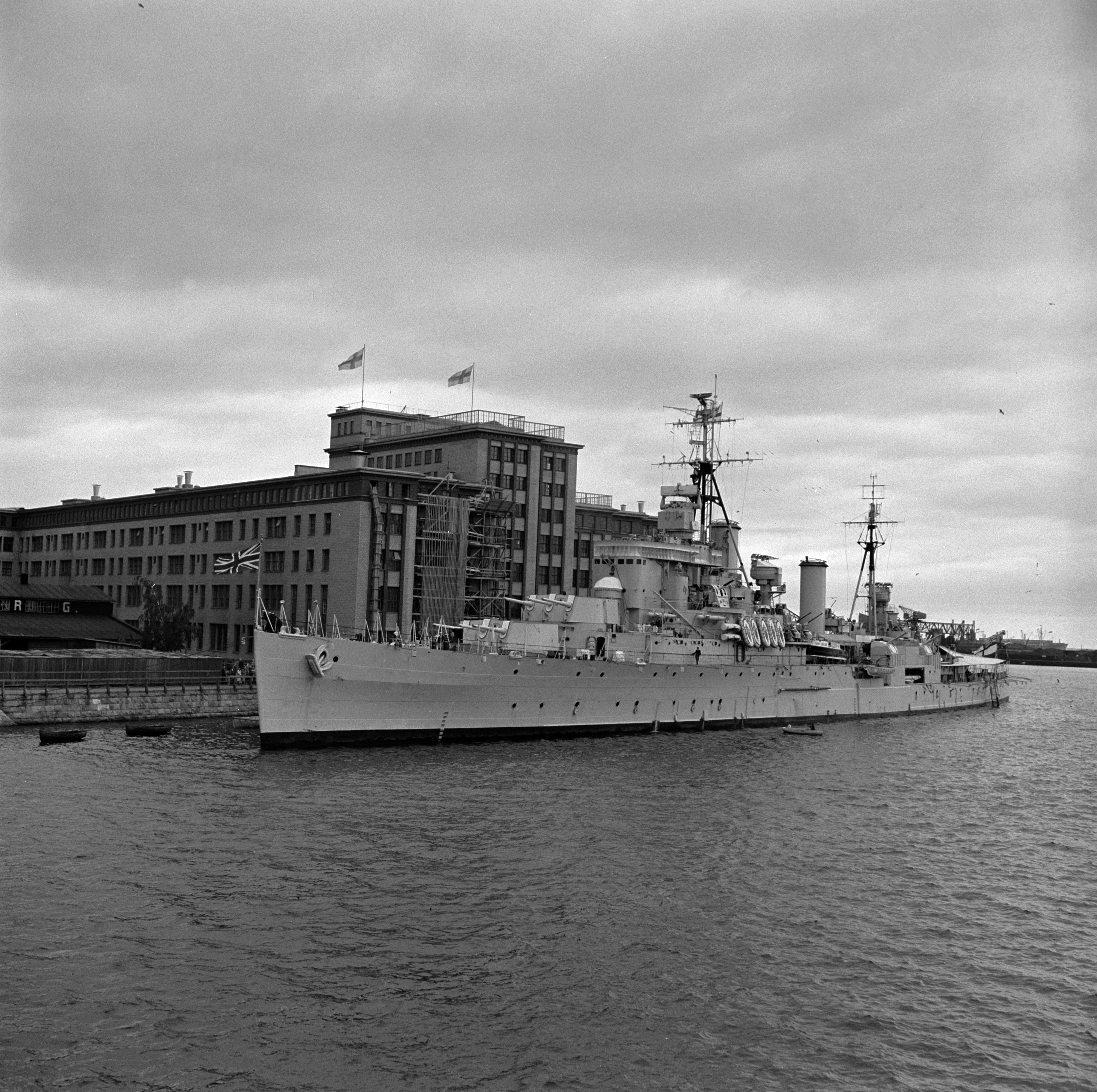
HMS Swiftsure
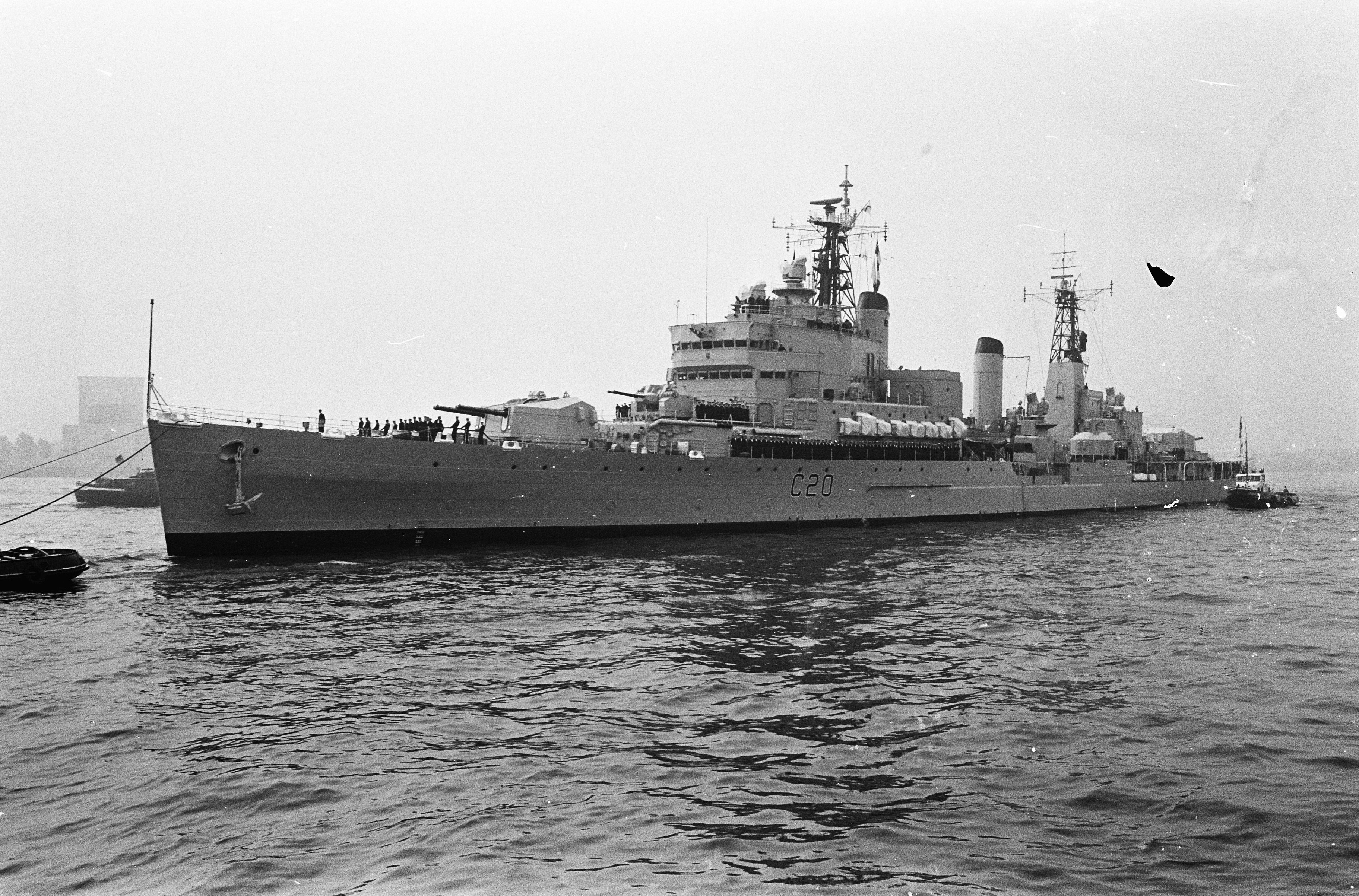
HMS Tiger
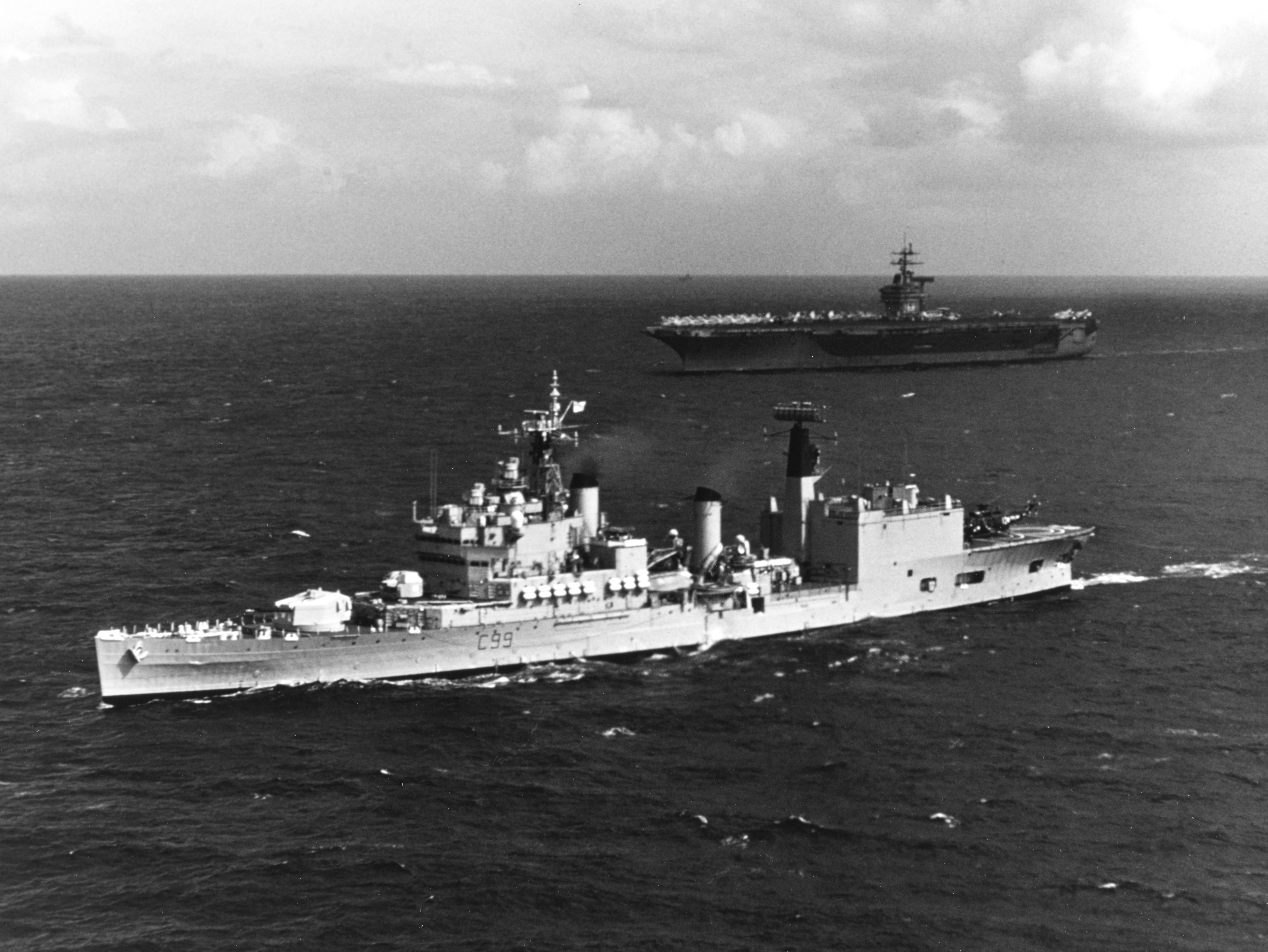
HMS Blake nach Umbau

### Italien
- (Deutsche) Magdeburg-Klasse
  - Taranto – ex deut. Straßburg (1911), 1920 erhalten
- (Deutsche) Graudenz-Klasse
  - Ancona – ex deut. Graudenz (1913), 1920 erhalten
- (Deutsche) Pillau-Klasse
  - Bari – ex deut. Pillau (1914), 1920 erhalten
- Condottieri-Klasse
  - Alberto-di-Giussano-Gruppe
    - Alberto di Giussano (1930)
    - Alberico da Barbiano (1930)
    - Bartolomeo Colleoni (1930)
    - Giovanni delle Bande Nere (1930)

  - Cadorna-Gruppe
    - Luigi Cadorna (1931)
    - Armando Diaz (1932)

  - Montecuccoli-Gruppe
    - Raimondo Montecuccoli (1934)
    - Muzio Attendolo (1934)

  - Duca-d‘Aosta-Gruppe
    - Emanuele Filiberto Duca d’Aosta (1934) – 1949 an Sowjetunion abgetreten und erst in Stalingrad, dann in Kertsch umbenannt
    - Eugenio di Savoia (1935) – 1951 an Griechenland abgetreten und in VP Elli umbenannt

  - Duca-degli-Abruzzi-Gruppe
    - Luigi di Savoia Duca degli Abruzzi (1936)
    - Giuseppe Garibaldi (1936)
- Capitani-Romani-Klasse
  - Attilio Regolo (1940) – 1948 an Frankreich abgetreten und in Châteaurenault umbenannt
  - Caio Mario (1941) – nicht fertiggestellt
  - Claudio Druso – nicht fertiggestellt
  - Claudio Tiberio – nicht fertiggestellt
  - Cornelio Silla (1941) – nicht fertiggestellt
  - Giulio Germanico (1941)
  - Ottaviano Augusto (1941) – nicht fertiggestellt
  - Paolo Emilio – nicht fertiggestellt
  - Pompeo Magno (1941)
  - Scipione Africano (1941) – 1948 an Frankreich abgetreten und in Guichen umbenannt
  - Ulpio Traiano (1942) – nicht fertiggestellt
  - Vipsanio Agrippa – nicht fertiggestellt
- Etna-Klasse, urspr. thailändische Taksin-Klasse
  - Vesuvio, urspr. thail. Naresuan (1941) – nicht fertiggestellt
  - Etna, urspr. thail. Taksin (1942) – nicht fertiggestellt
- (Französische) La-Galissonnière-Klasse
  - FR 11 – ex franz. Jean de Vienne (1935), nach Selbstversenkung 1942 übernommen und Rekonstruktion begonnen, durch alliierten Luftangriff versenkt
  - FR 12 – ex franz. La Galissonnière (1933), nach Selbstversenkung 1942 übernommen und Rekonstruktion begonnen, durch alliierten Luftangriff versenkt

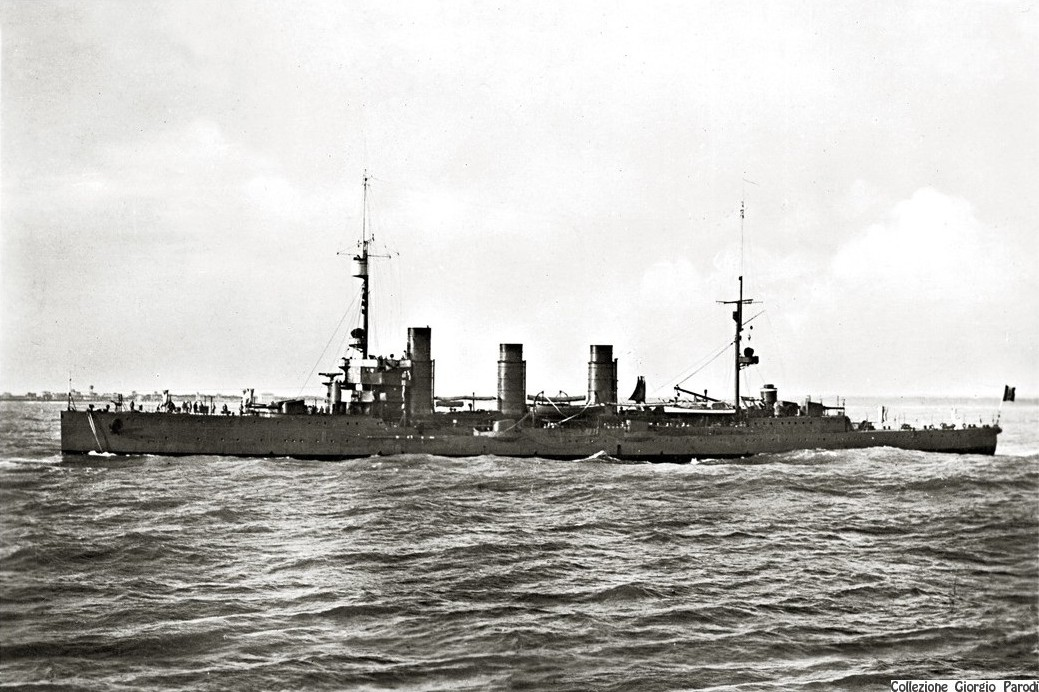
Bari
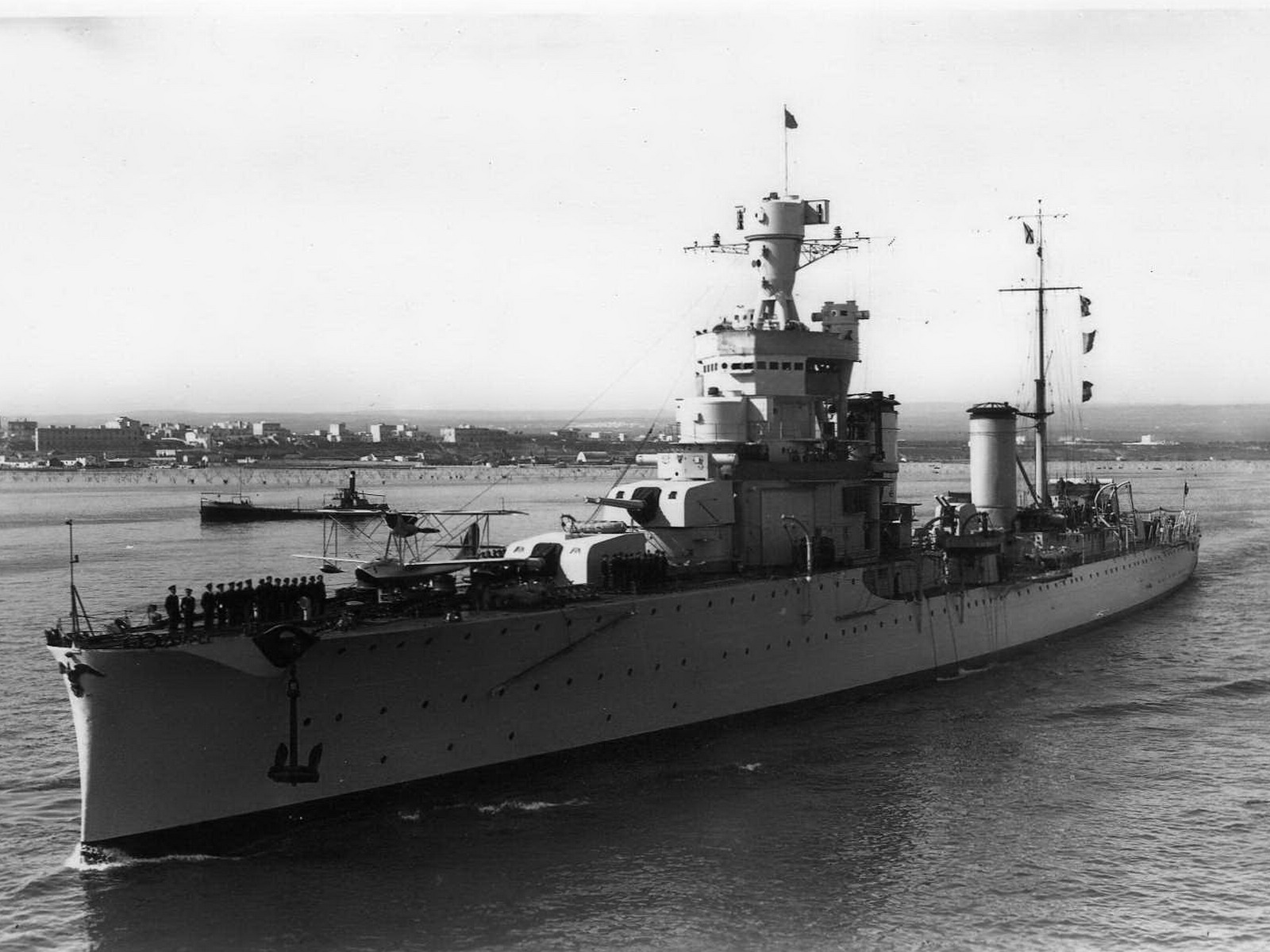
Alberto da Giussano
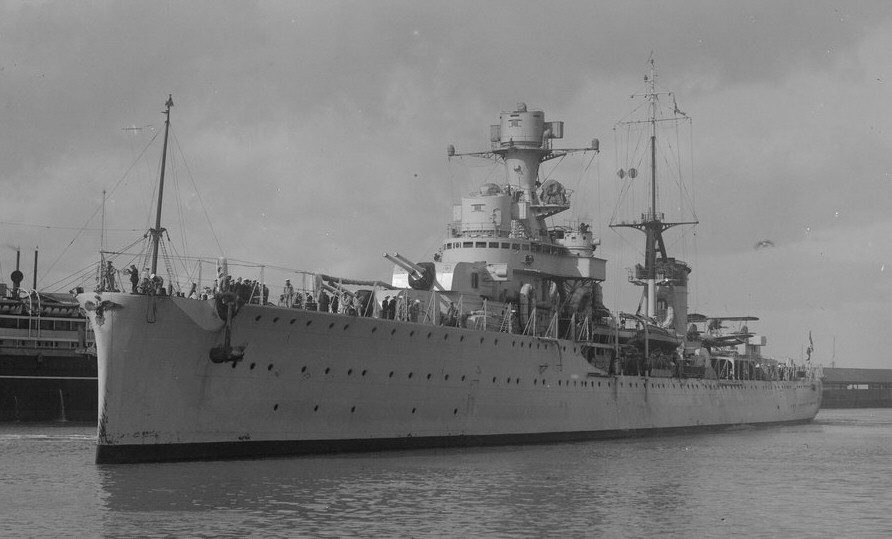
Armando Diaz
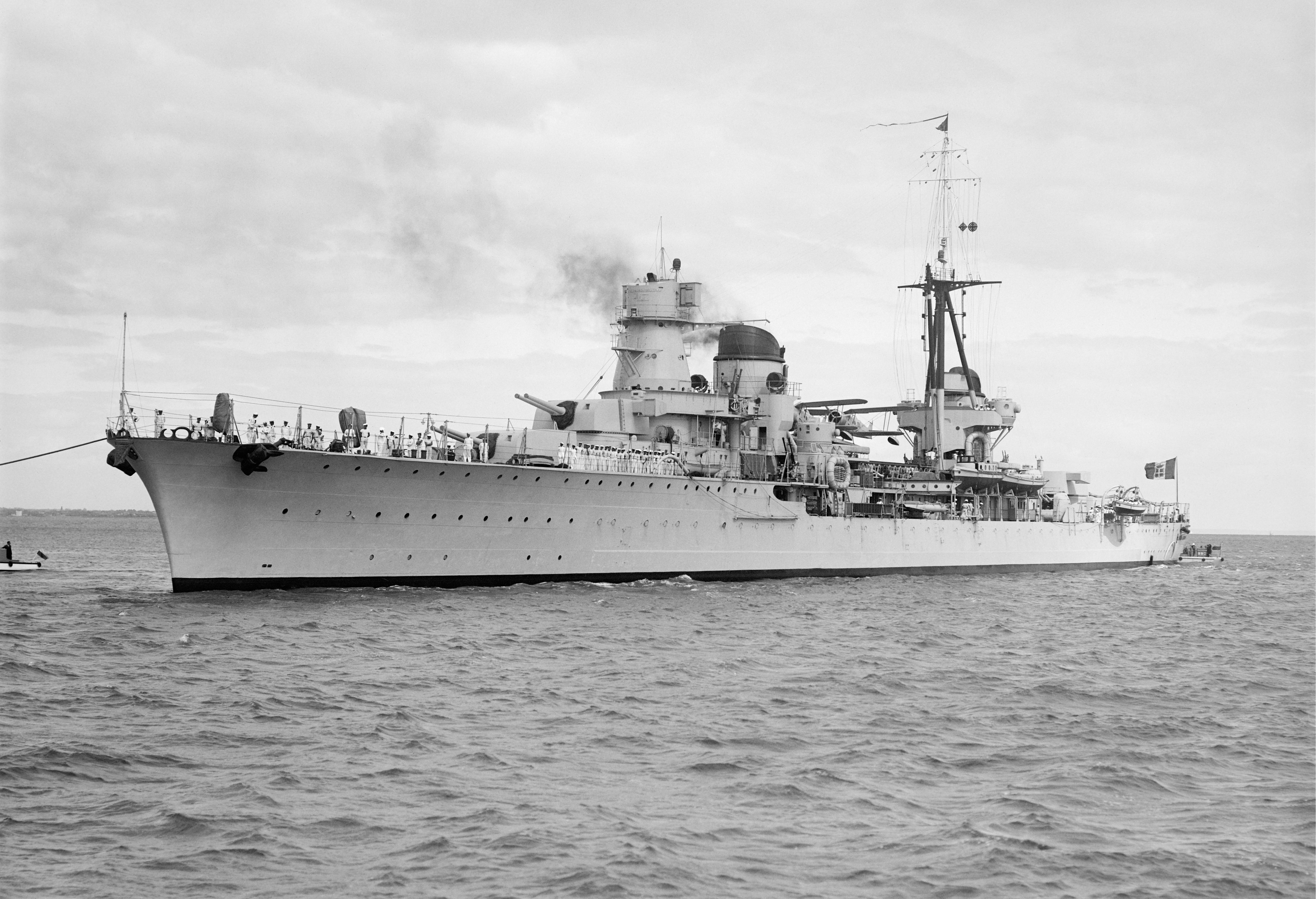
Raimondo Montecuccoli
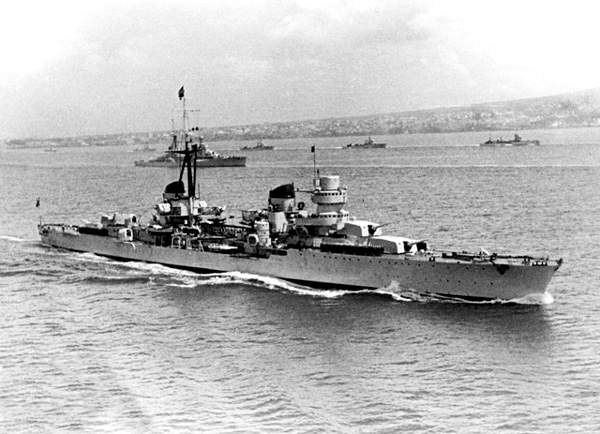
Eugenio di Savoia
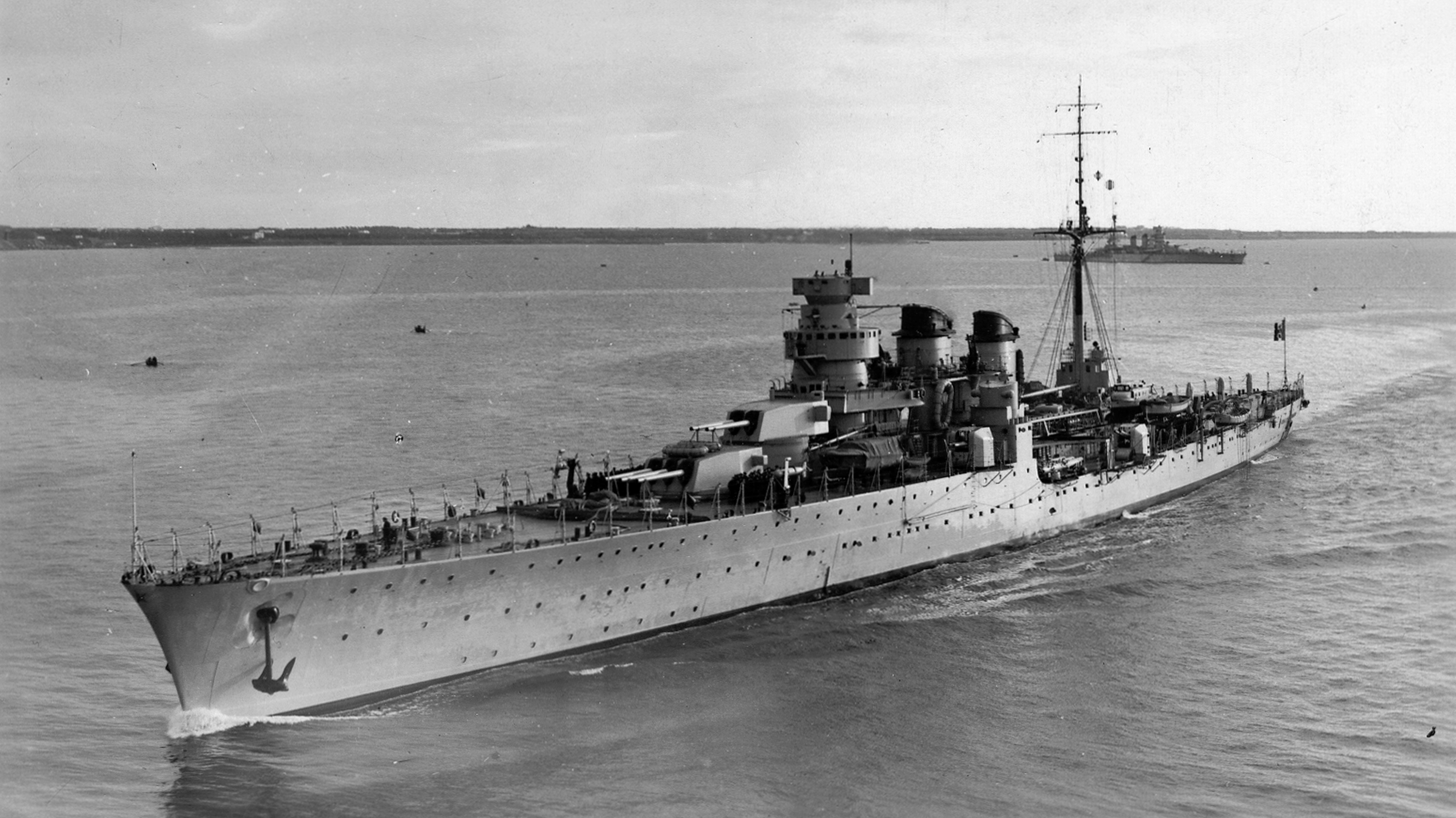
Giuseppe Garibaldi
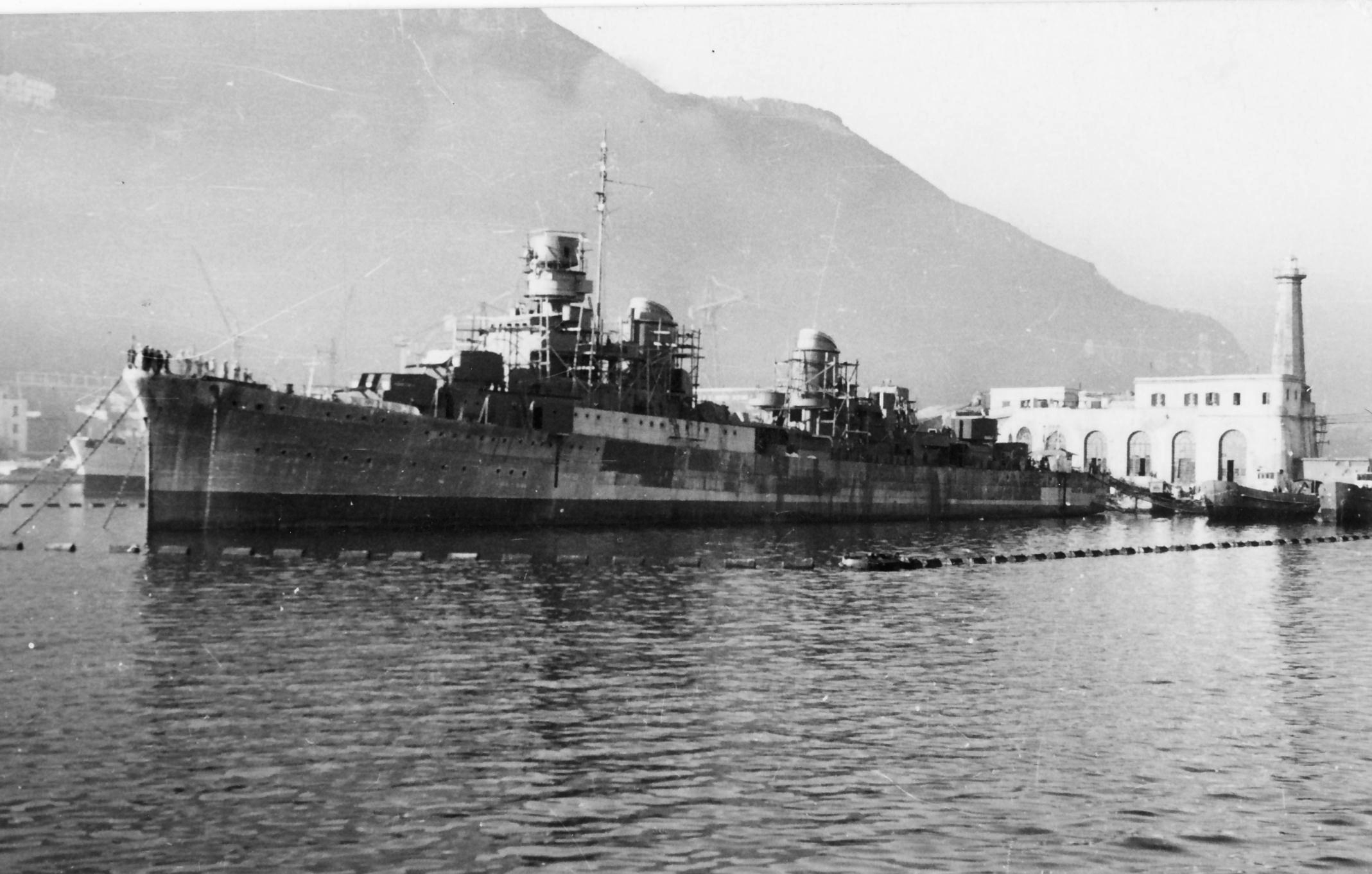
Giulio Germanico
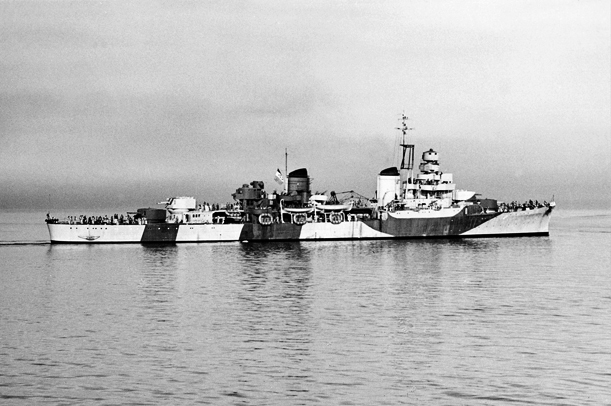
Pompeo Magno

### Indien
- (Britische) Leander-Klasse
  - Delhi – ex Achilles (1932), 1948 angekauft
- (Britische) Crown-Colony-Klasse
  - Mysore – ex Nigeria (1939), 1957 angekauft

### Indonesien
- (Sowjetische) Swerdlow-Klasse (Projekt 68-bis)
  - KRI Irian – ex sowjet. Ordschonikidse (1950), 1962 angekauft

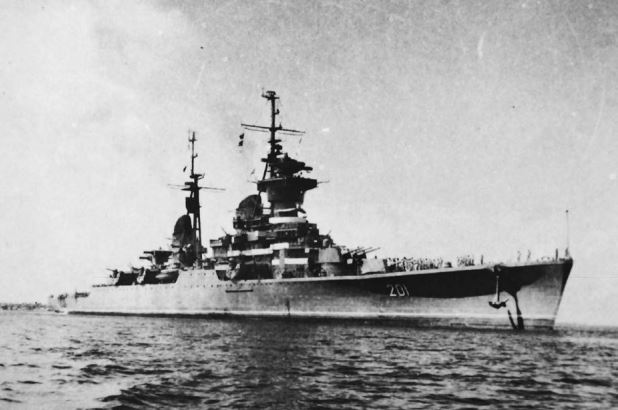
KRI Irian

### Japan
- Chikuma-Klasse
  - Chikuma (1911)
  - Yahagi (1911)
  - Hirado (1911)
- Tenryū-Klasse
  - Tenryū (1918)
  - Tatsuta (1918)
- Kuma-Klasse
  - Kuma (1919)
  - Tama (1920)
  - Kitakami (1920)
  - Ōi (1920)
  - Kiso (1920)
- Nagara-Klasse
  - Nagara (1921)
  - Isuzu (1921)
  - Natori (1922)
  - Yura (1922)
  - Kinu (1922)
  - Abukuma (1922)
- Sendai-Klasse
  - Sendai (1923)
  - Jintsū (1923)
  - Naka (1925)
  - Kako – Bau 1922 eingestellt
- Yūbari (1923)
- Mogami-Klasse – 1939 zu Schweren Kreuzern umarmiert (20,3-cm-Geschütze)
  - Mogami (1934)
  - Mikuma (1934)
  - Suzuya (1934)
  - Kumano (1936)
- Okinoshima (1935) – Minenkreuzer
- Katori-Klasse – Schulkreuzer
  - Katori (1939)
  - Kashima (1939)
  - Kashii (1941)
  - Kashihara – Bau 1941 eingestellt
- Agano-Klasse
  - Agano (1941)
  - Noshiro (1942)
  - Yahagi (1942)
  - Sakawa (1944)
- Ōyodo-Klasse
  - Ōyodo (1942) – weitere 8 geplante Schiffe dieser Klasse wurden nicht begonnen
- Ioshima-Klasse, ex chinesische Ning-Hai-Klasse
  - Ioshima (1931) – ex chin. Ning Hai (Pinyin: Nínghǎi), 1938 erbeutet und geborgen, 1944 wieder in Dienst
  - Yasoshima (1935) – ex chin, Ping Hai (Pinyin: Pínghǎi), 1938 erbeutet und geborgen, 1944 wieder in Dienst

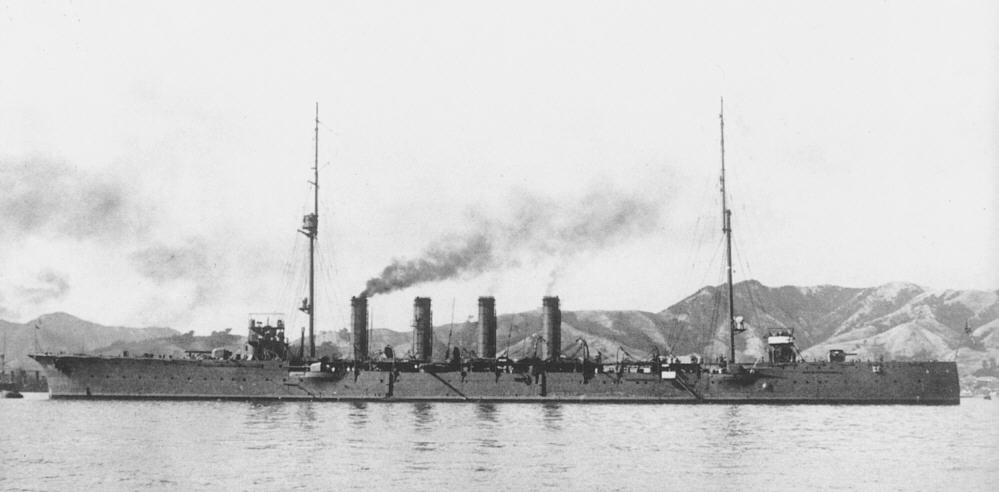
Yahagi
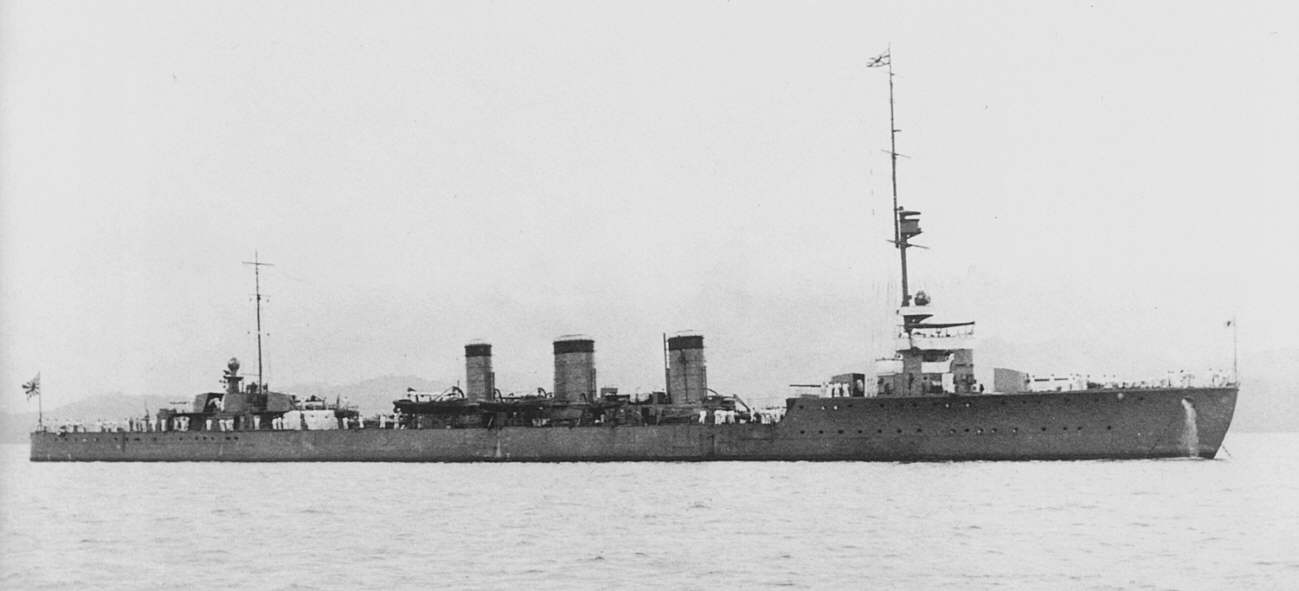
Tatsuta
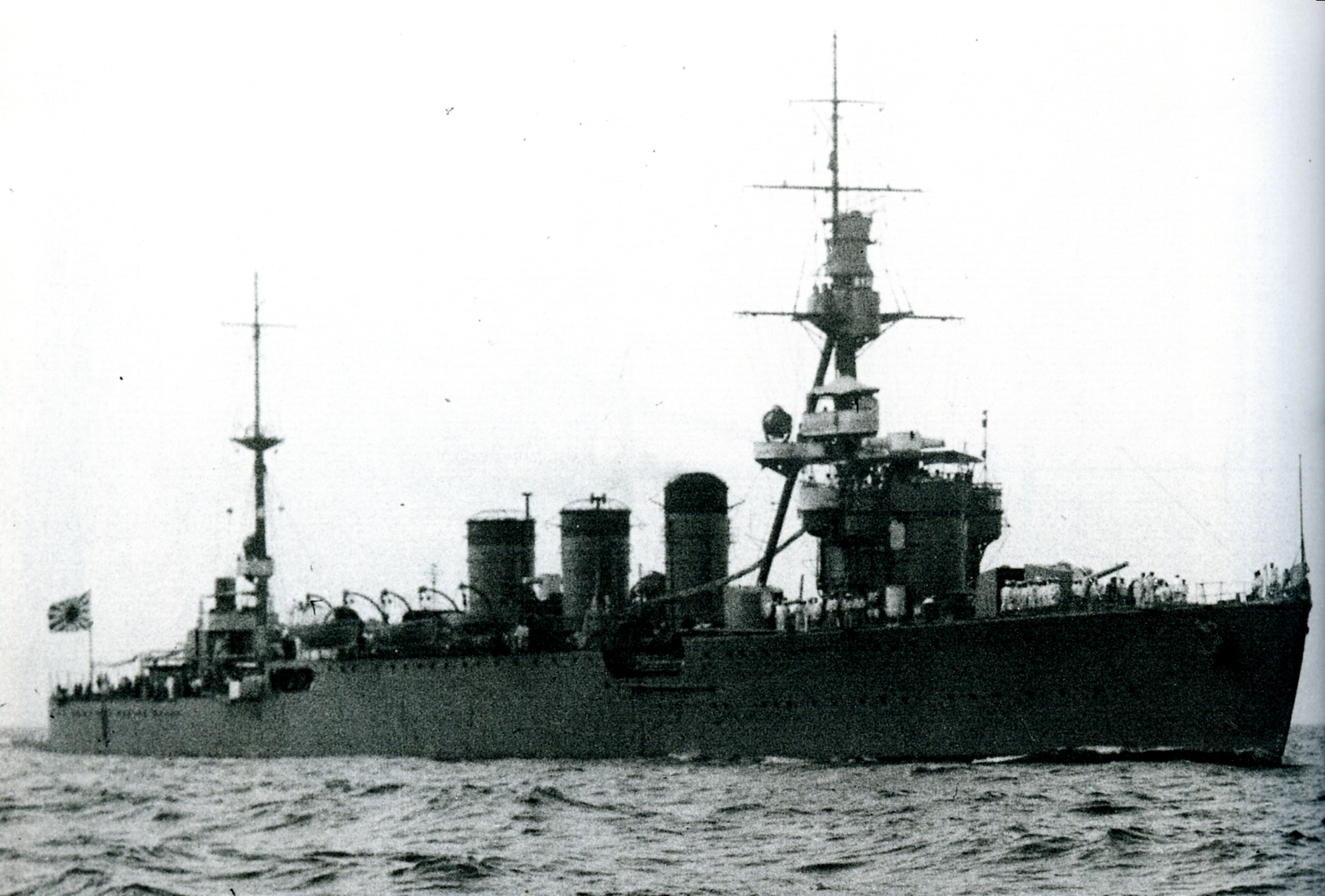
Kitakami
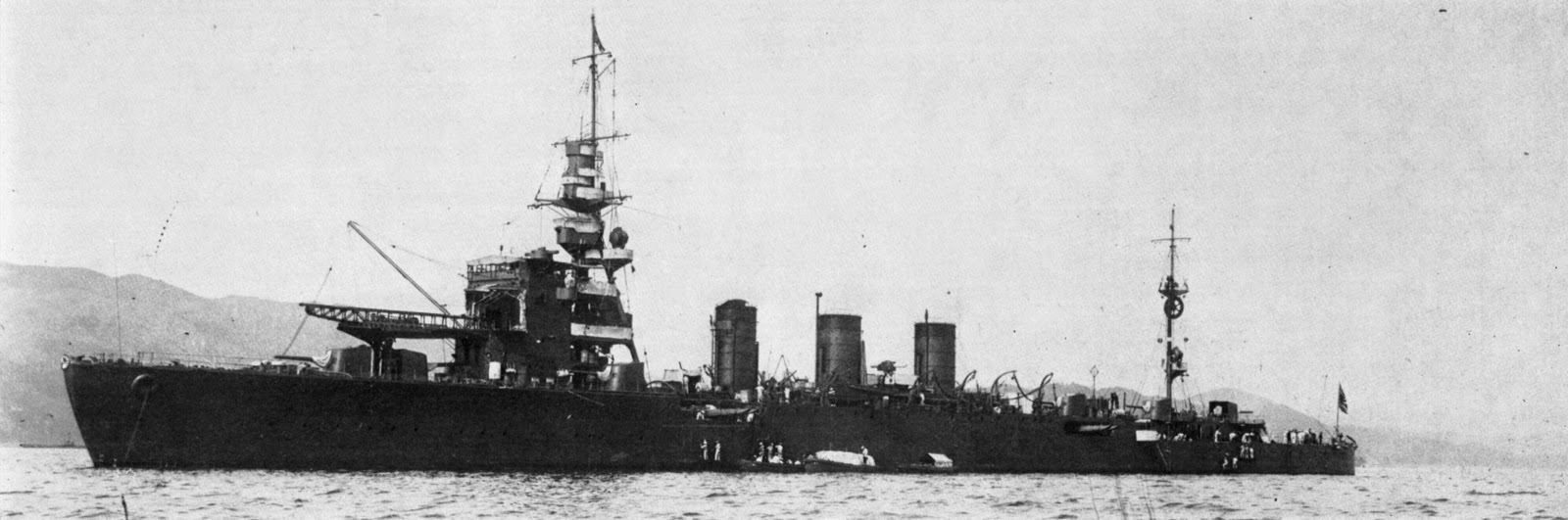
Kinu
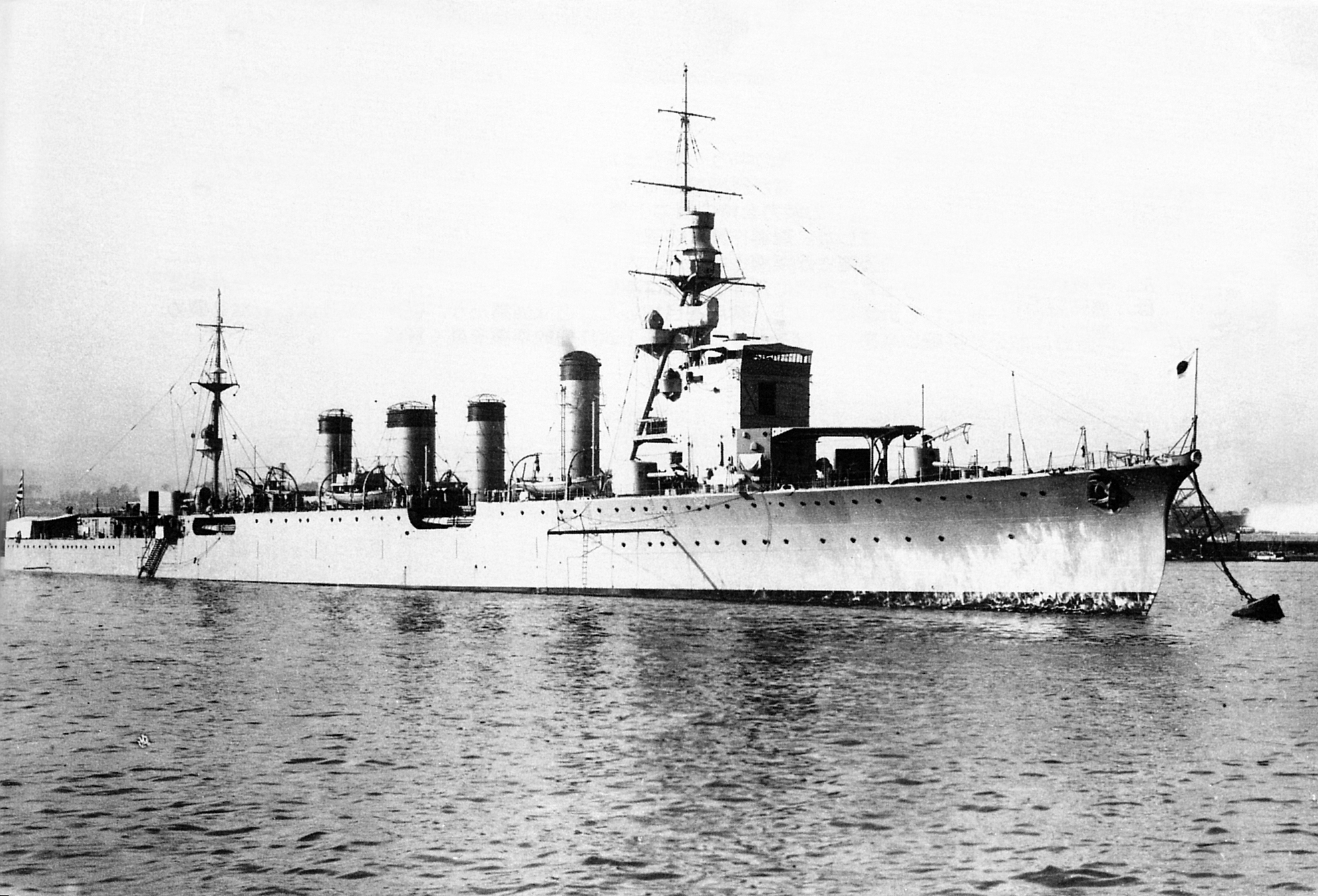
Naka
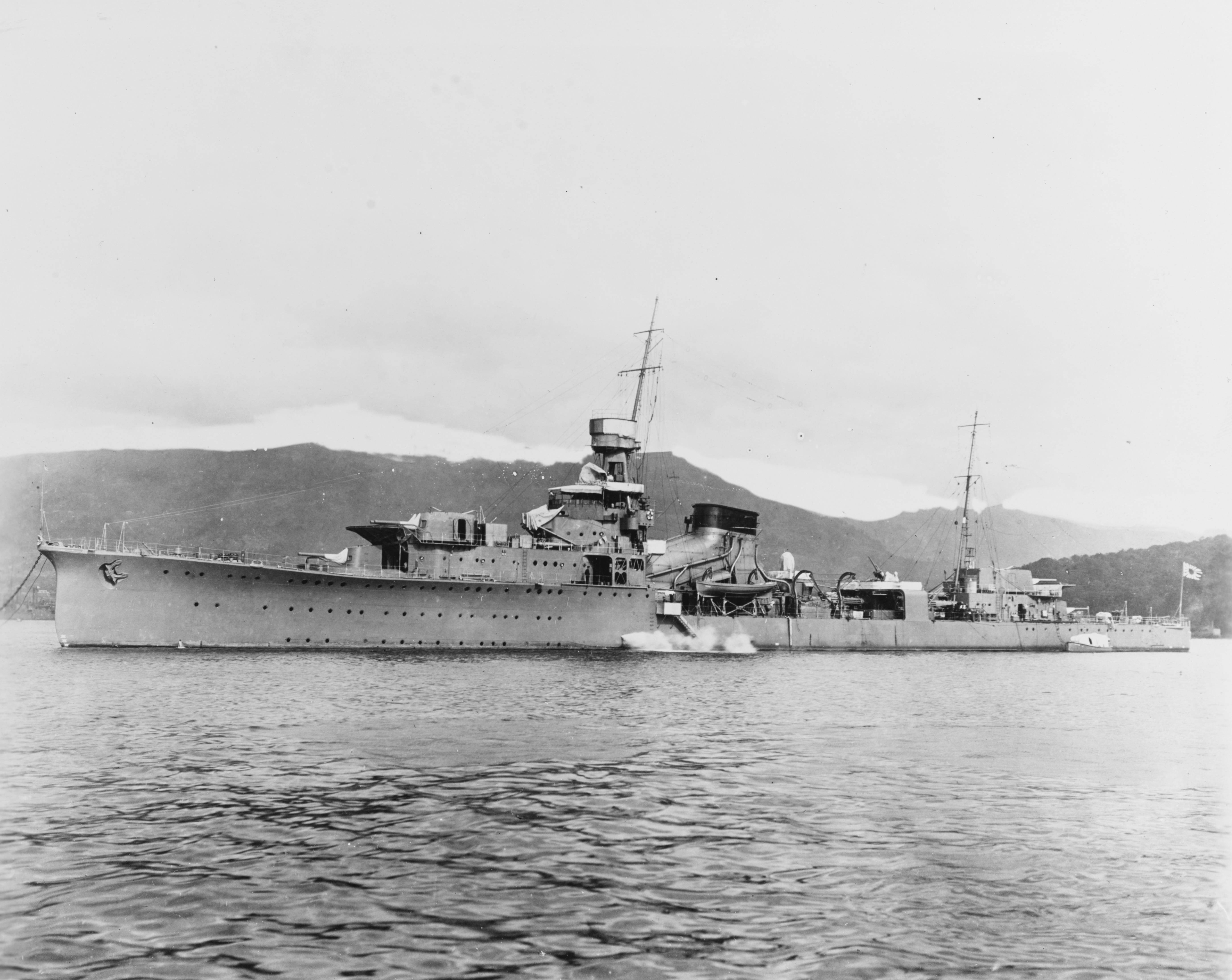
Yubari
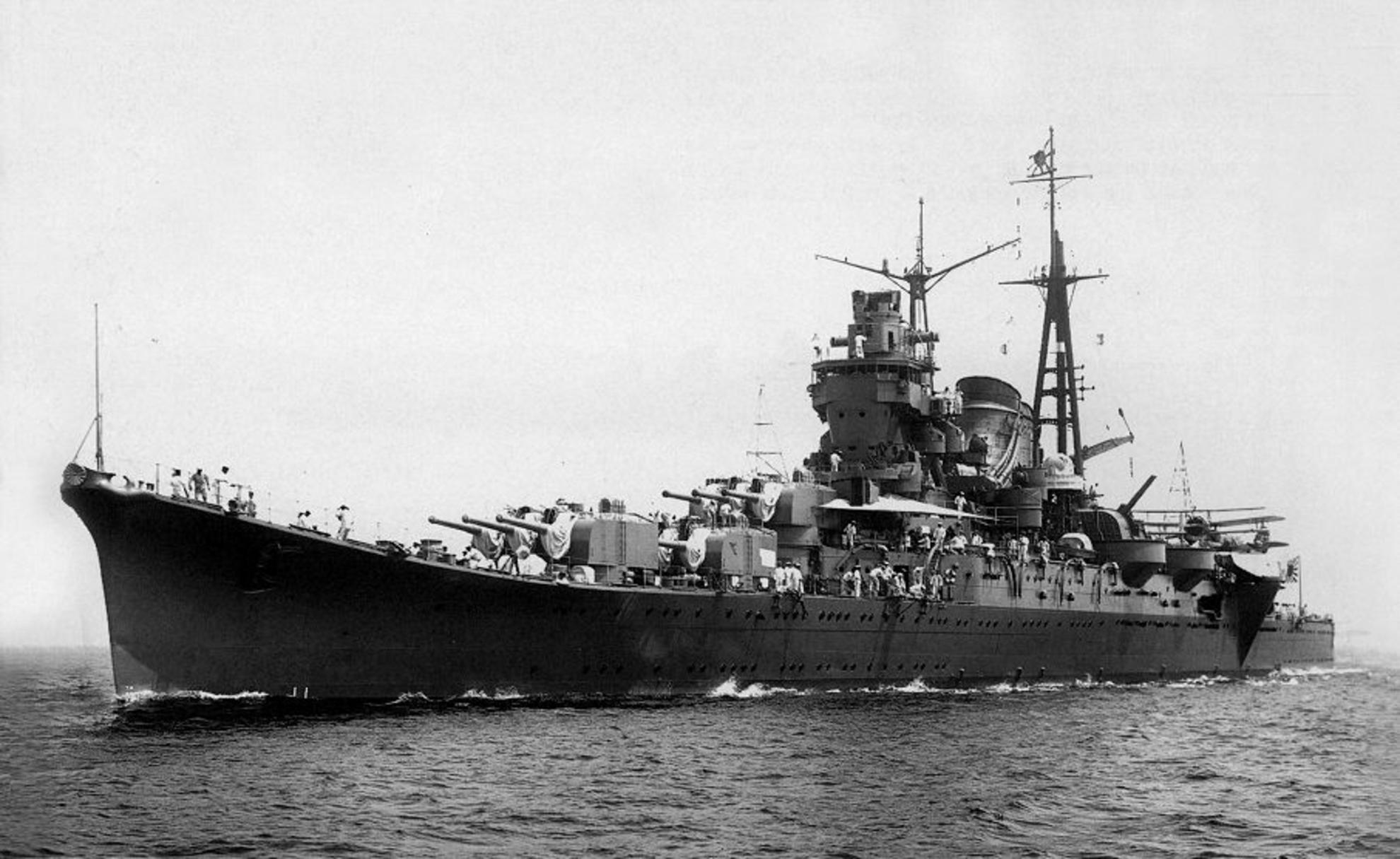
Mogami
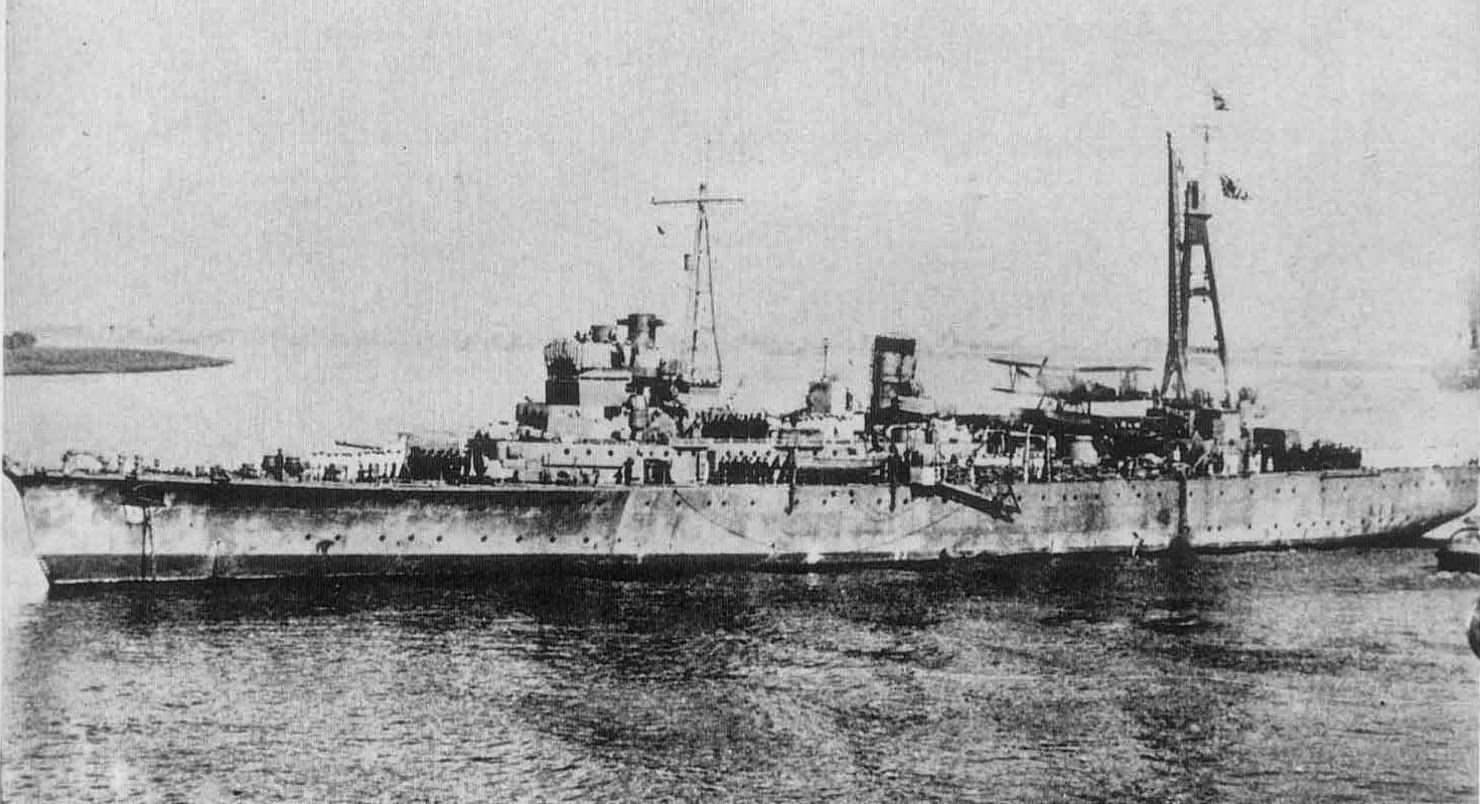
Okinoshima
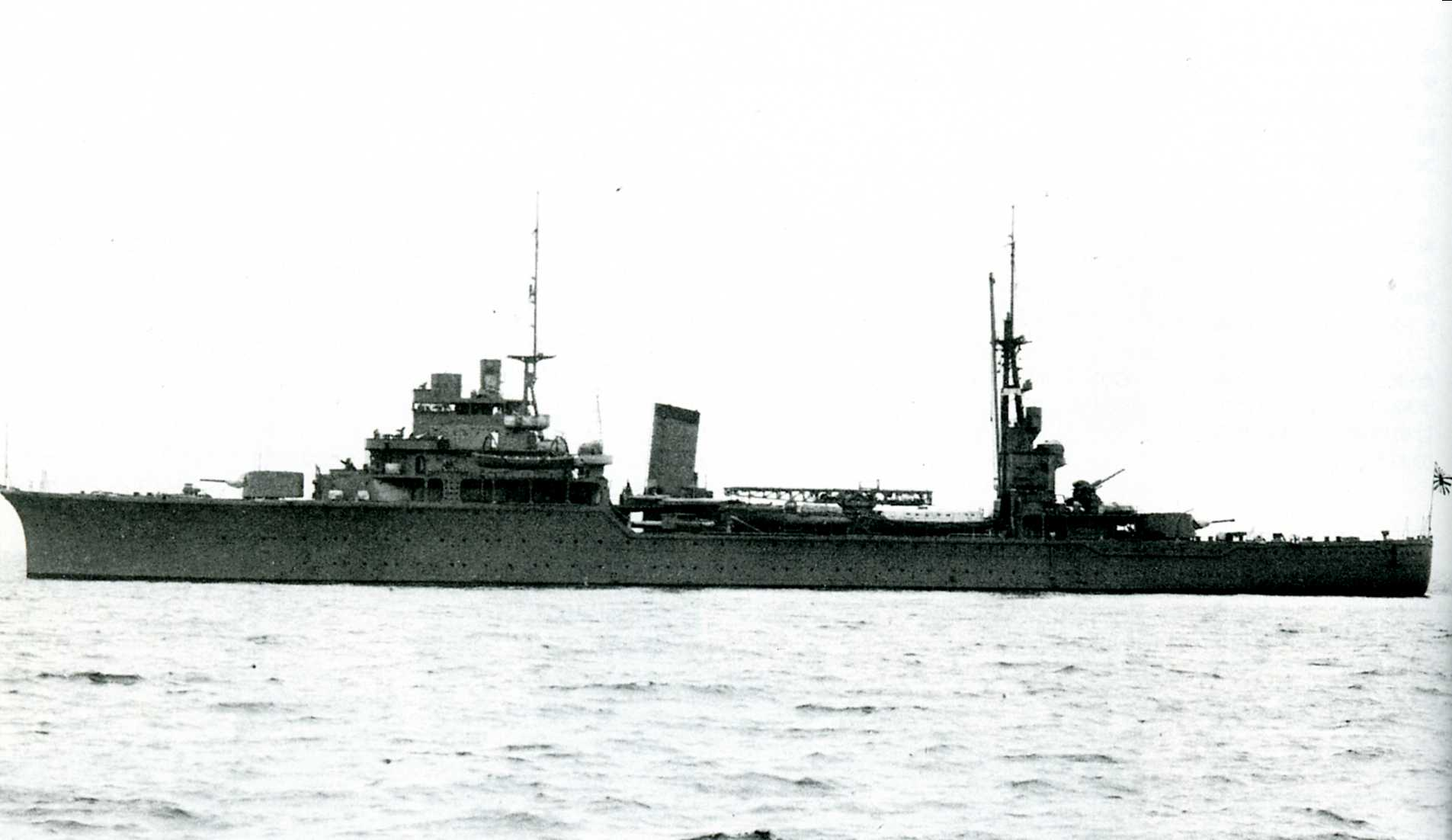
Kashii
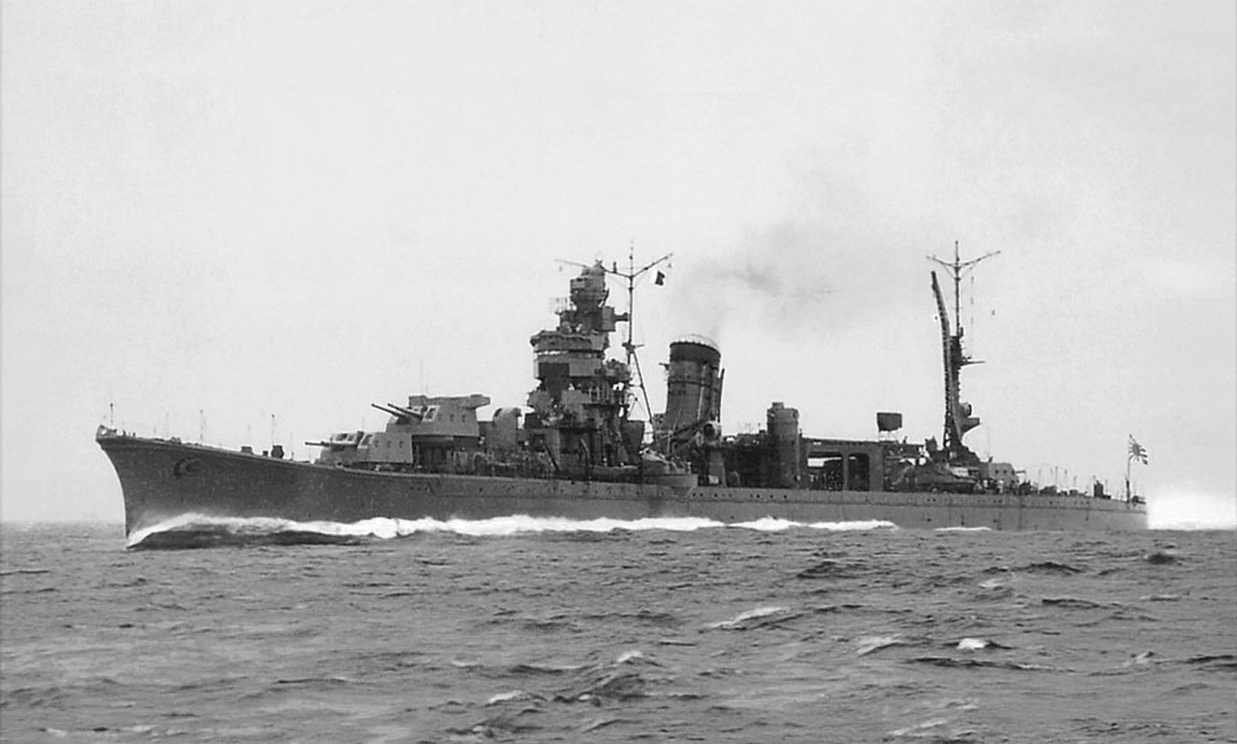
Noshiro
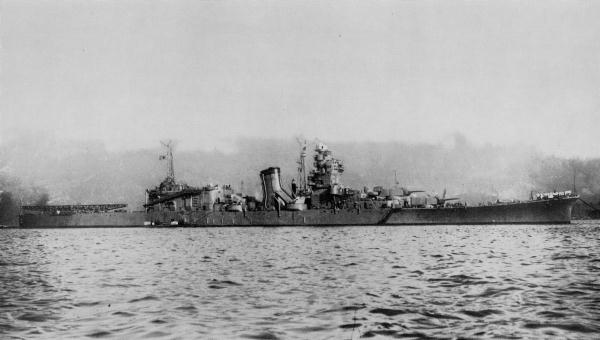
Ōyodo
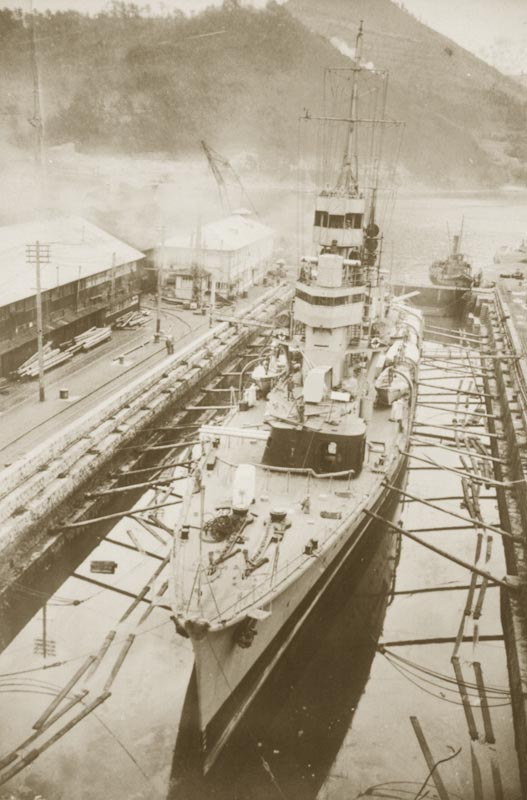
Ping Hai bei der Rekonstruktion in Japan

### Kanada
- (Britische) Arethusa-Klasse
  - HMCS Aurora – ex HMS Aurora (1913), 1920 übernommen
- (Britische) Crown-Colony-Klasse
  - HMCS Uganda – ex HMS Uganda (1941), 1944 übernommen, 1952 in HMCS Quebec umbenannt
- (Britische) Minotaur-Klasse
  - HMCS Ontario, urspr. HMS Minotaur (1943) – 1944 übernommen

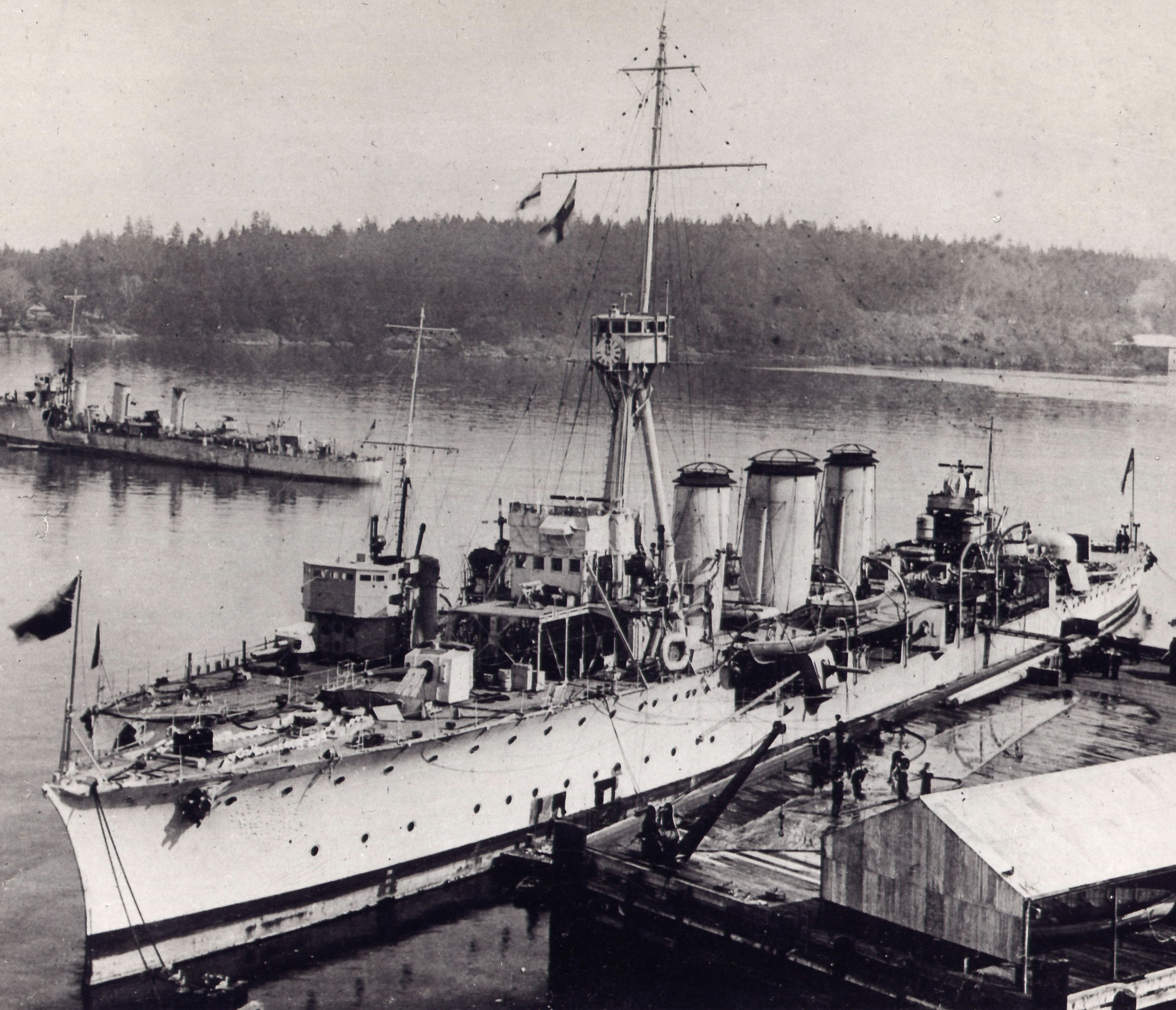
HMCS Aurora
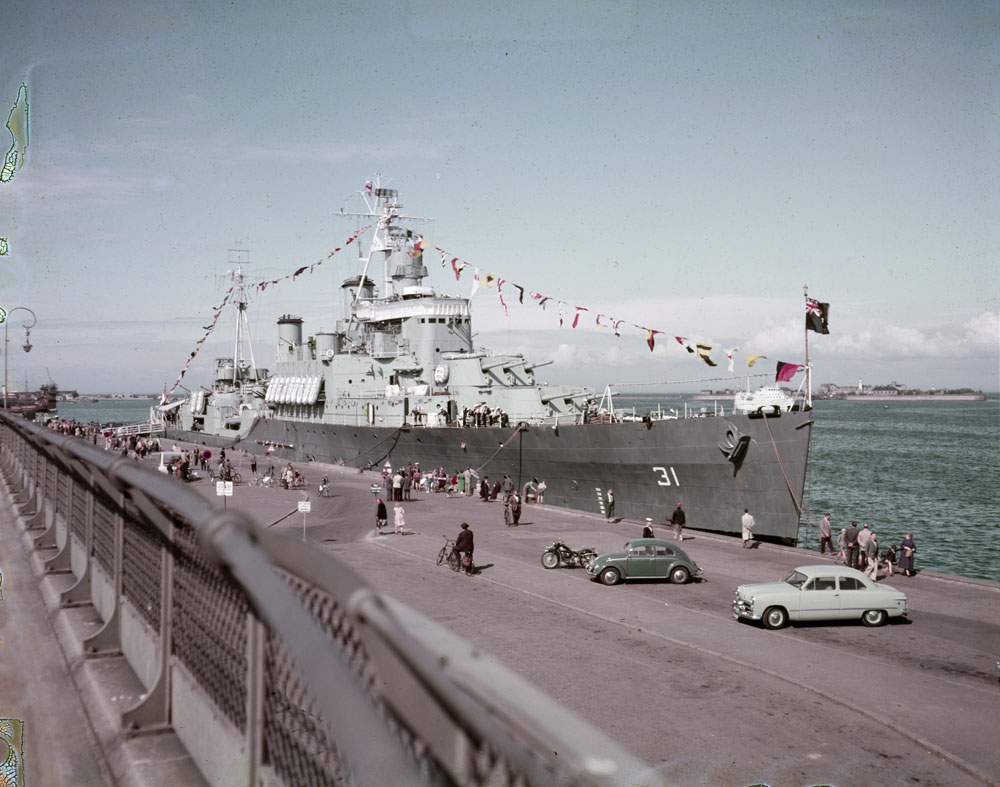
HMCS Quebec
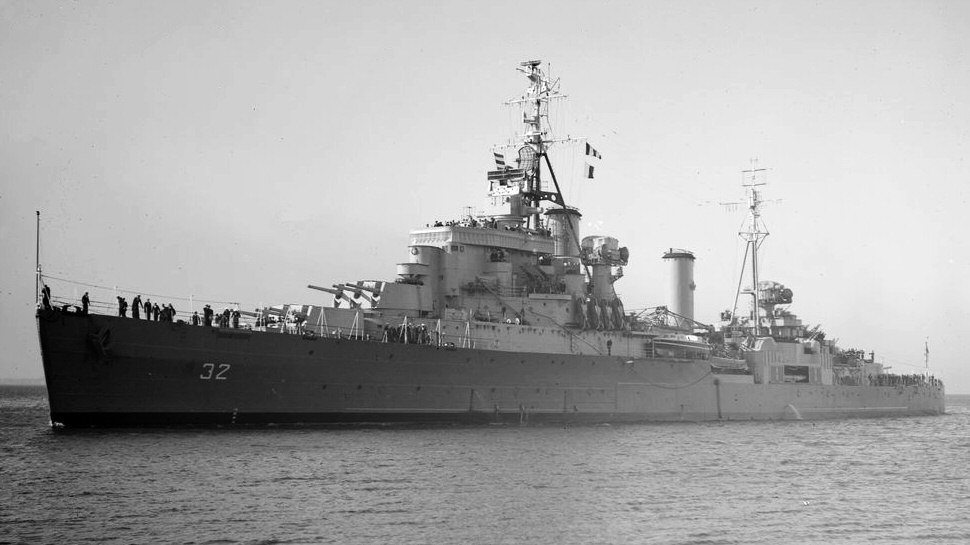
HMCS Ontario

### Niederlande
- Java-Klasse
  - Sumatra (1920)
  - Java (1921)
  - Celebes – Bau 1919 eingestellt
- De Ruyter (1936)
- Tromp-Klasse
  - Tromp (1937)
  - Jacob van Heemskerck (1939)
- De-Zeven-Provinciën-Klasse
  - De Zeven Provinciën (1941) – 1976 an Peru verkauft und in Aguirre umbenannt
  - De Ruyter (1944) – 1972 an Peru verkauft und in Almirante Grau umbenannt

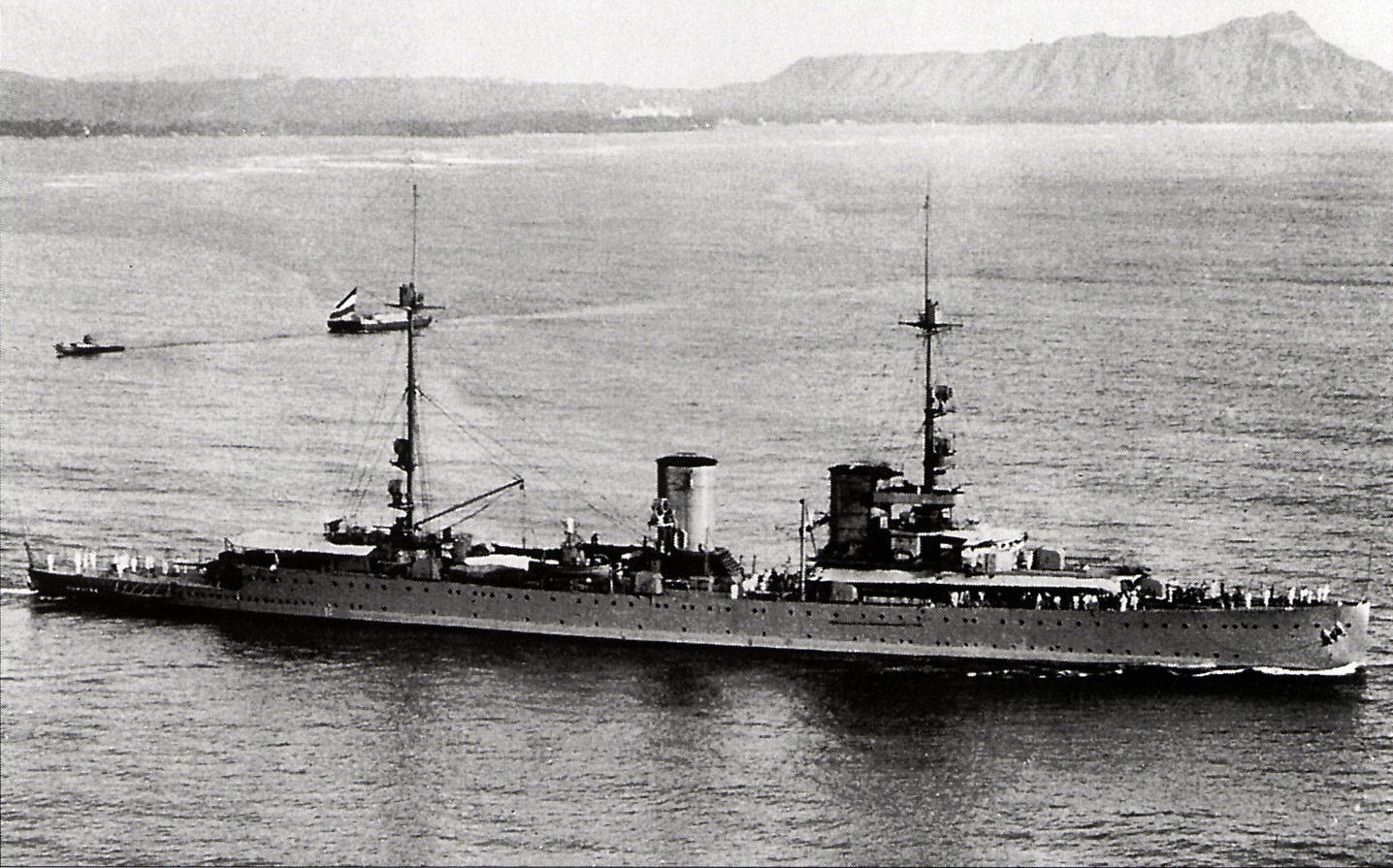
Sumatra
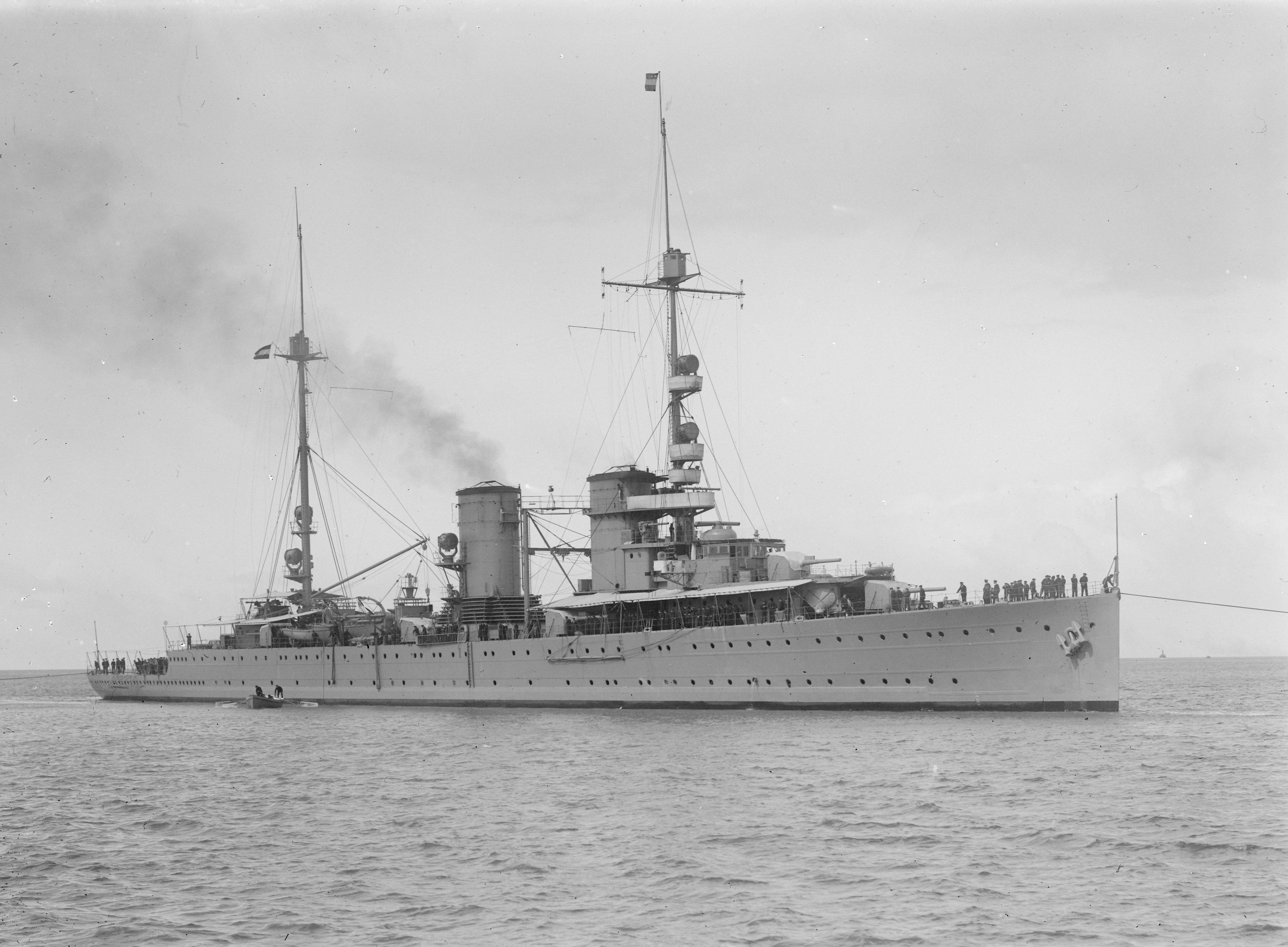
Java
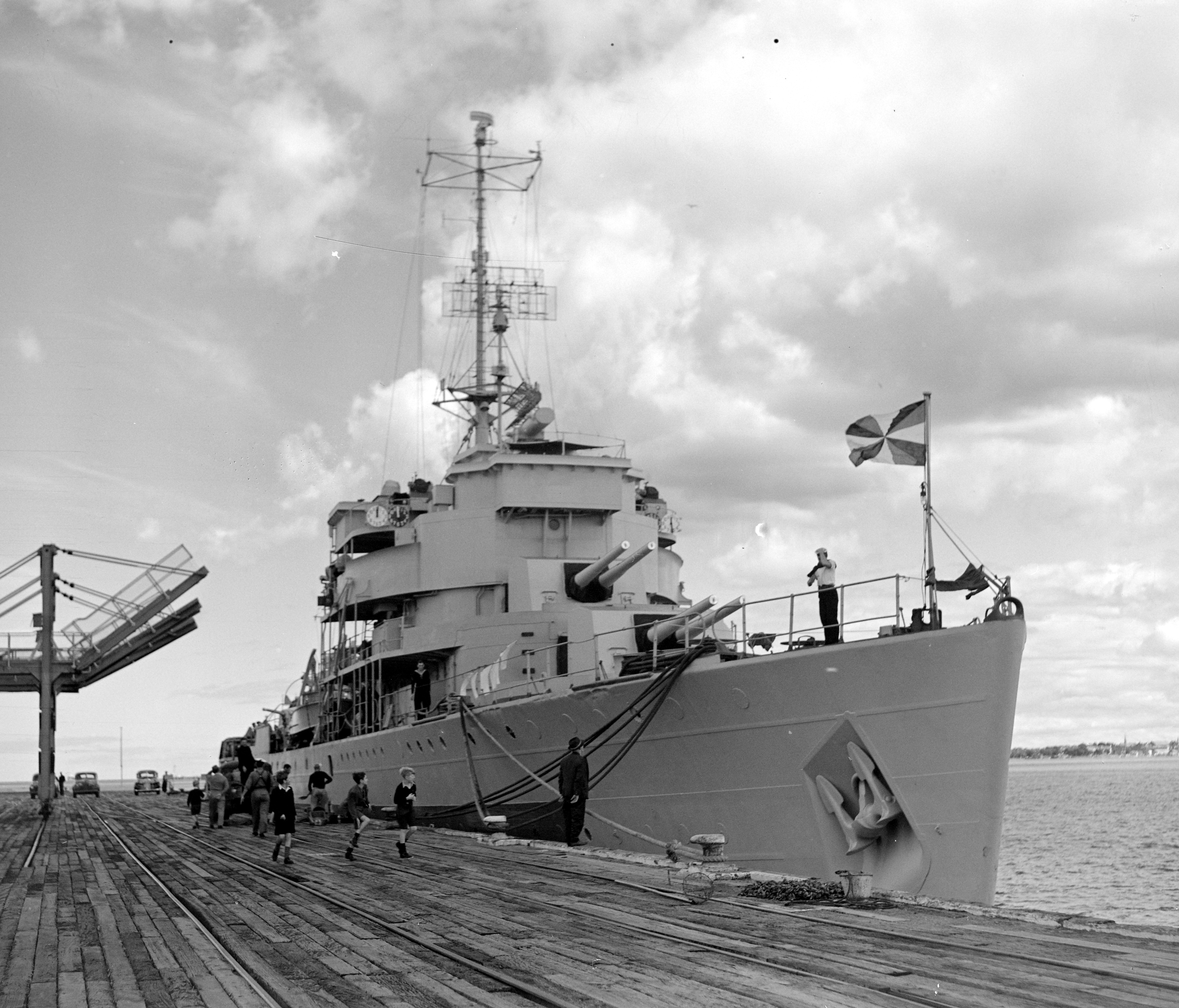
Tromp
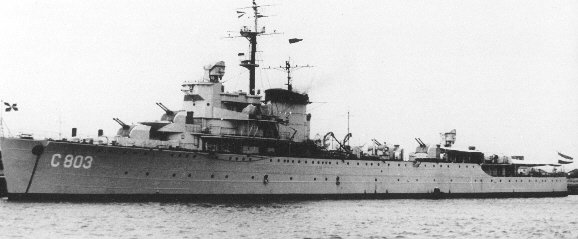
Jacob van Heemskerck
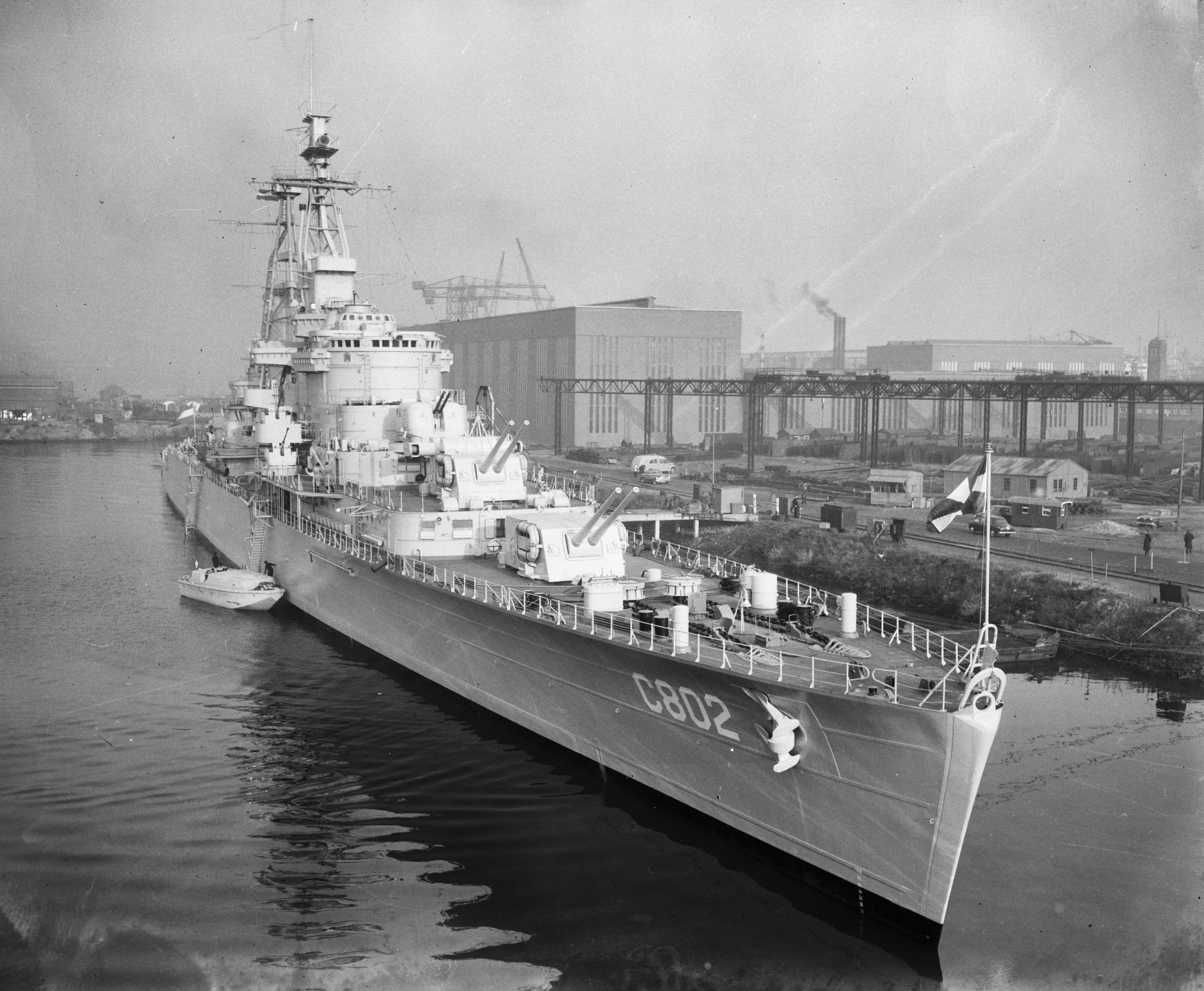
De Zeven Provinciën
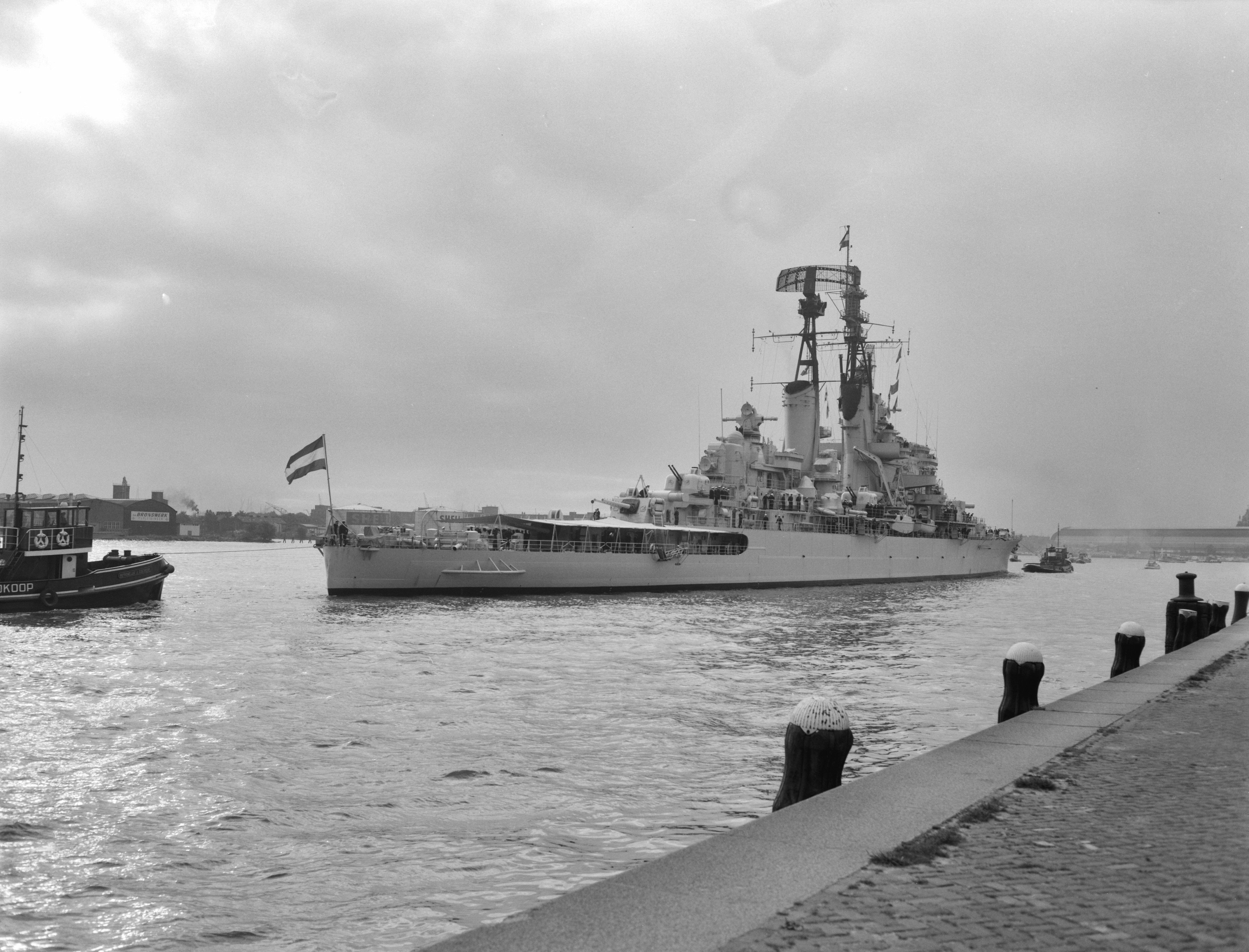
De Ruyter

### Neuseeland
- (Britische) Leander-Klasse
  - Leander (1931), 1941/45 von der Royal Navy geliehen
  - Achilles (1932), 1941/46 von der Royal Navy geliehen
- (Britische) Crown-Colony-Klasse
  - Gambia (1940), 1941/45 von der Royal Navy geliehen
- (Britische) Dido-Klasse
  - Bellona-Gruppe
    - Bellona (1942), 1946/56 von der Royal Navy geliehen
    - Black Prince (1942), 1946/61 von der Royal Navy geliehen
    - Royalist (1942), 1956/66 von der Royal Navy geliehen

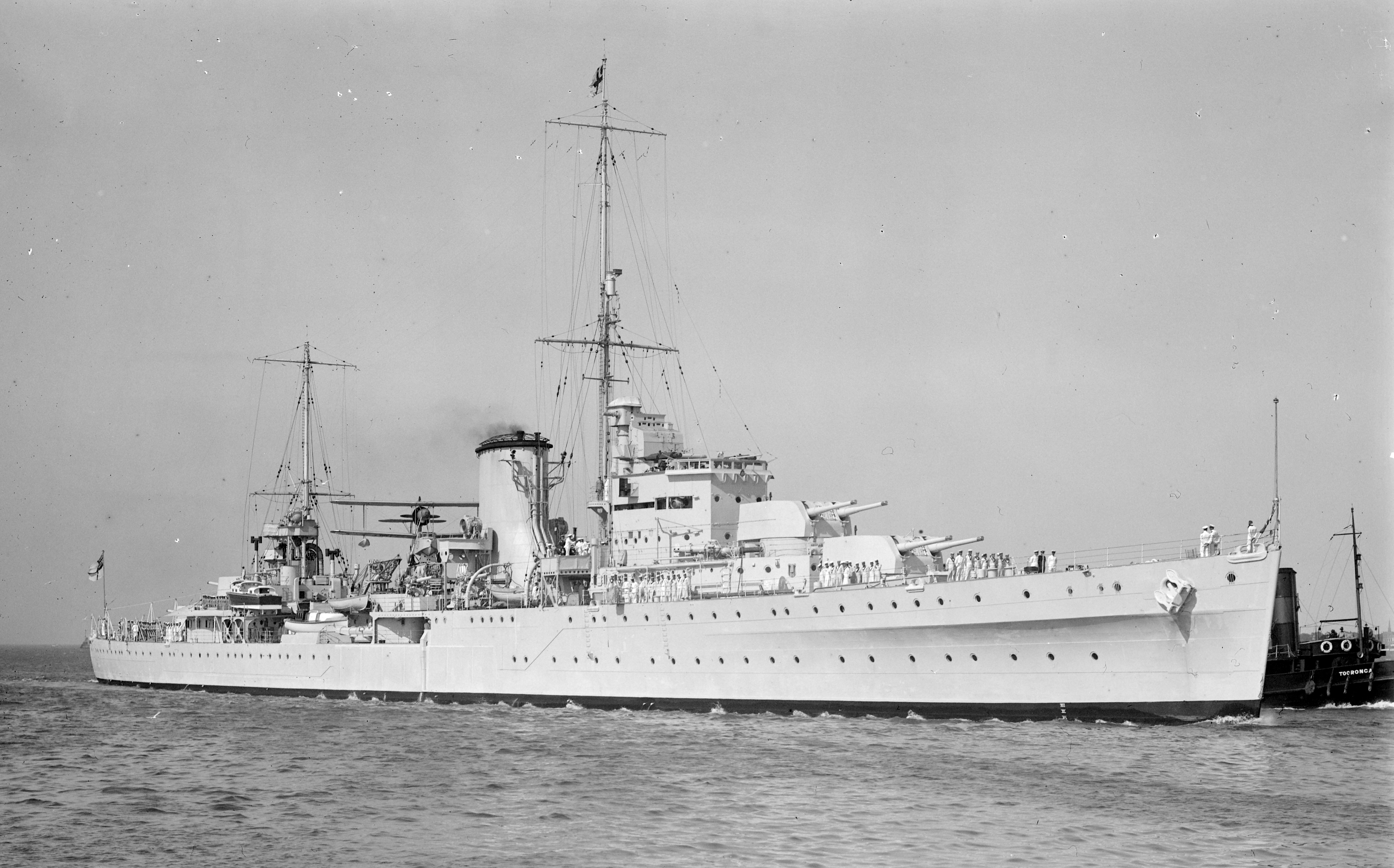
HMNZS Achilles
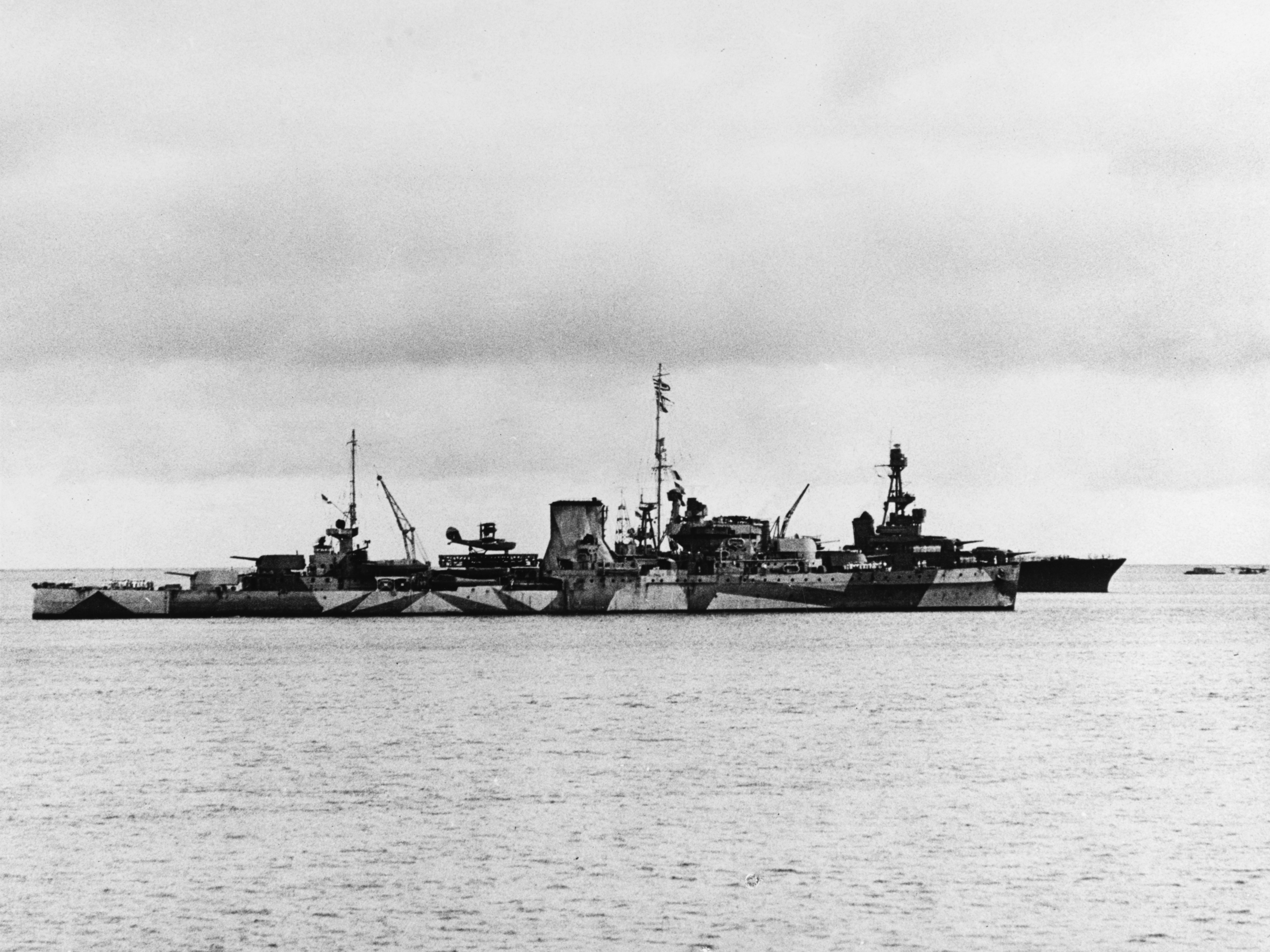
HMNZS Leander, dahinter USS Chicago (CA-29)
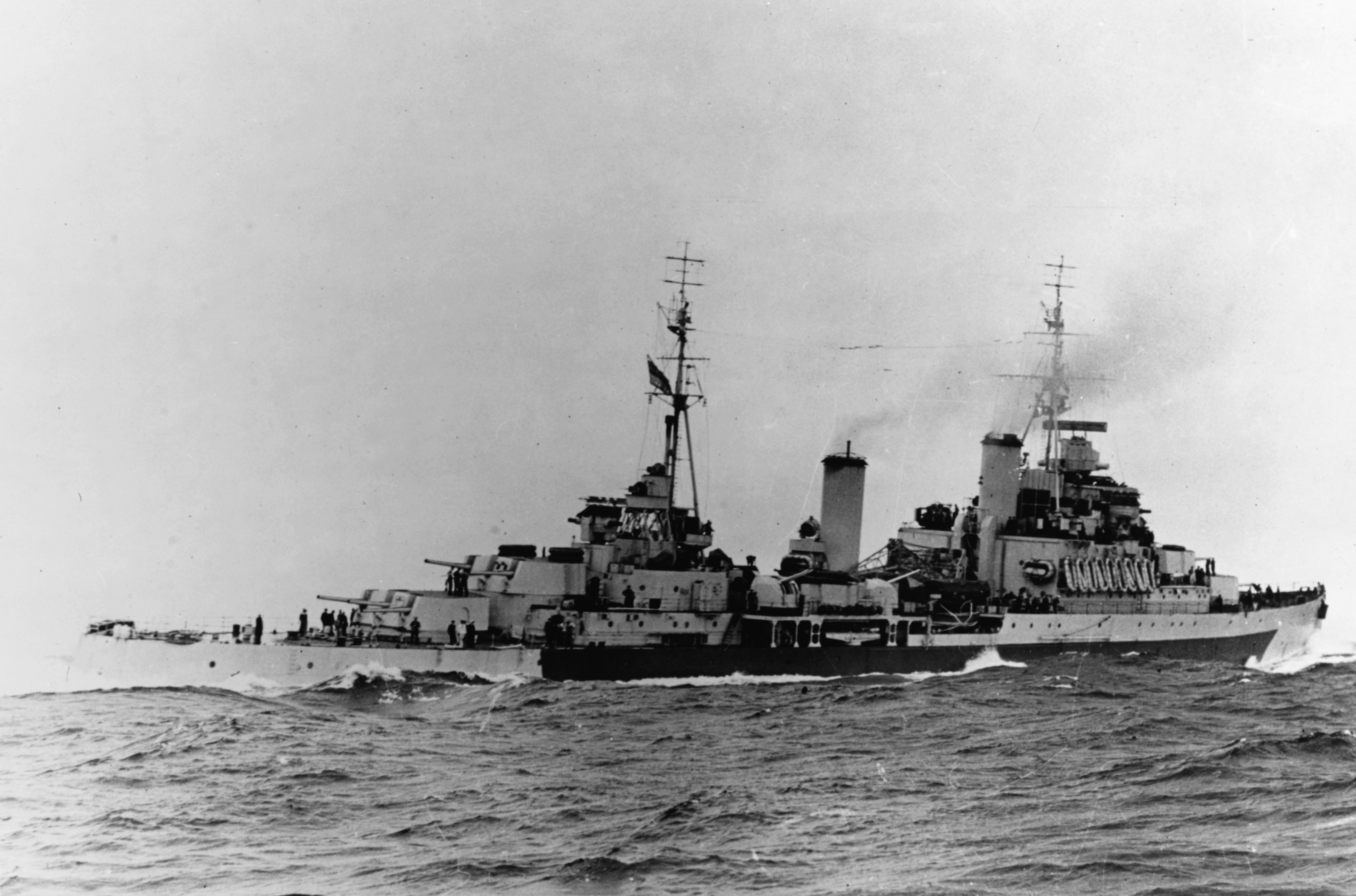
HMNZS Gambia
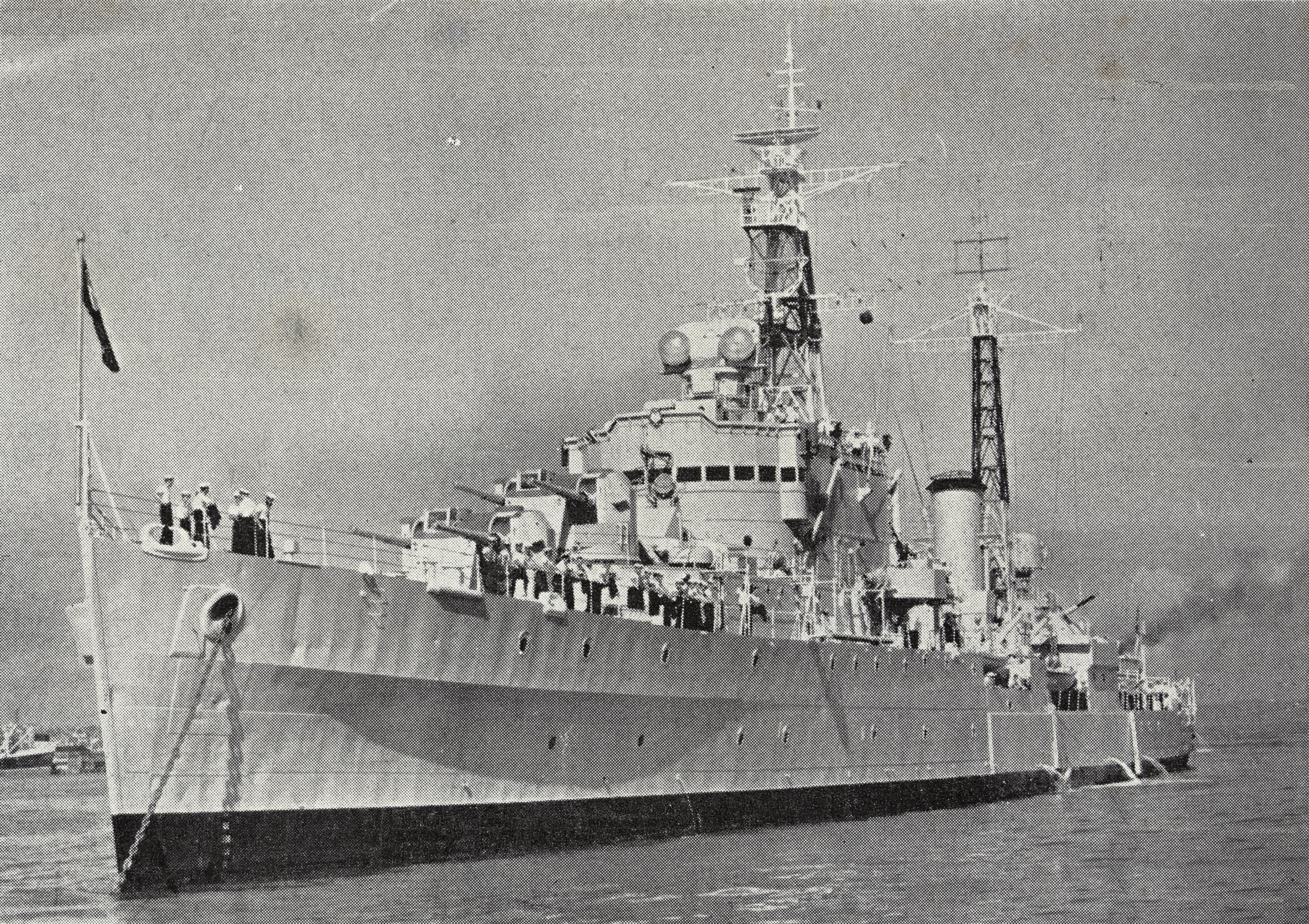
HMNZS Royalist

### Osmanisches Reich
- (Deutsche) Magdeburg-Klasse
  - Midilli – ex Breslau (1911), 1914 erhalten, 1918 vor Imbros nach mehreren Minentreffern gesunken

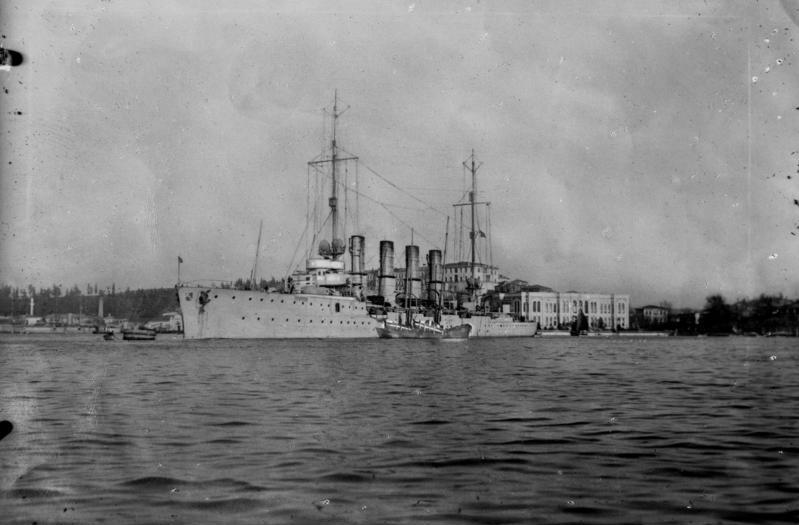
Midilli

### Pakistan
- (Britische) Dido-Klasse
  - Bellona-Gruppe
    - Babur – ex Diadem (1942), 1956 angekauft

### Peru
- (Britische) Crown-Colony-Klasse
  - Almirante Grau – ex HMS Newfoundland (1941), 1959 angekauft, 1973 in BAP Capitán Quiñones umbenannt
  - Coronel Bolognesi – ex HMS Ceylon (1942), 1959 angekauft
- (Niederländische) De-Zeven-Provinciën-Klasse
  - Almirante Grau – ex De Ruyter (1944), 1972 angekauft
  - Aguirre – ex De Zeven Provinciën (1941), 1976 angekauft

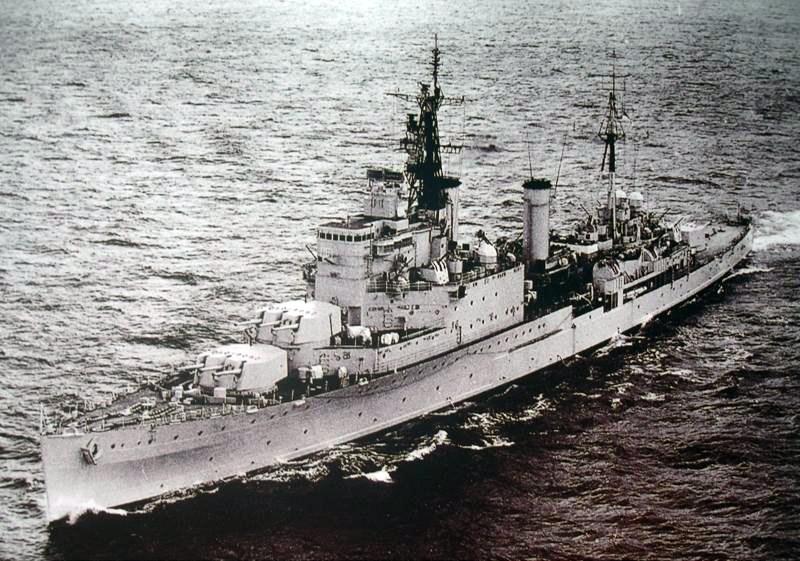
BAP Capitán Quiñones
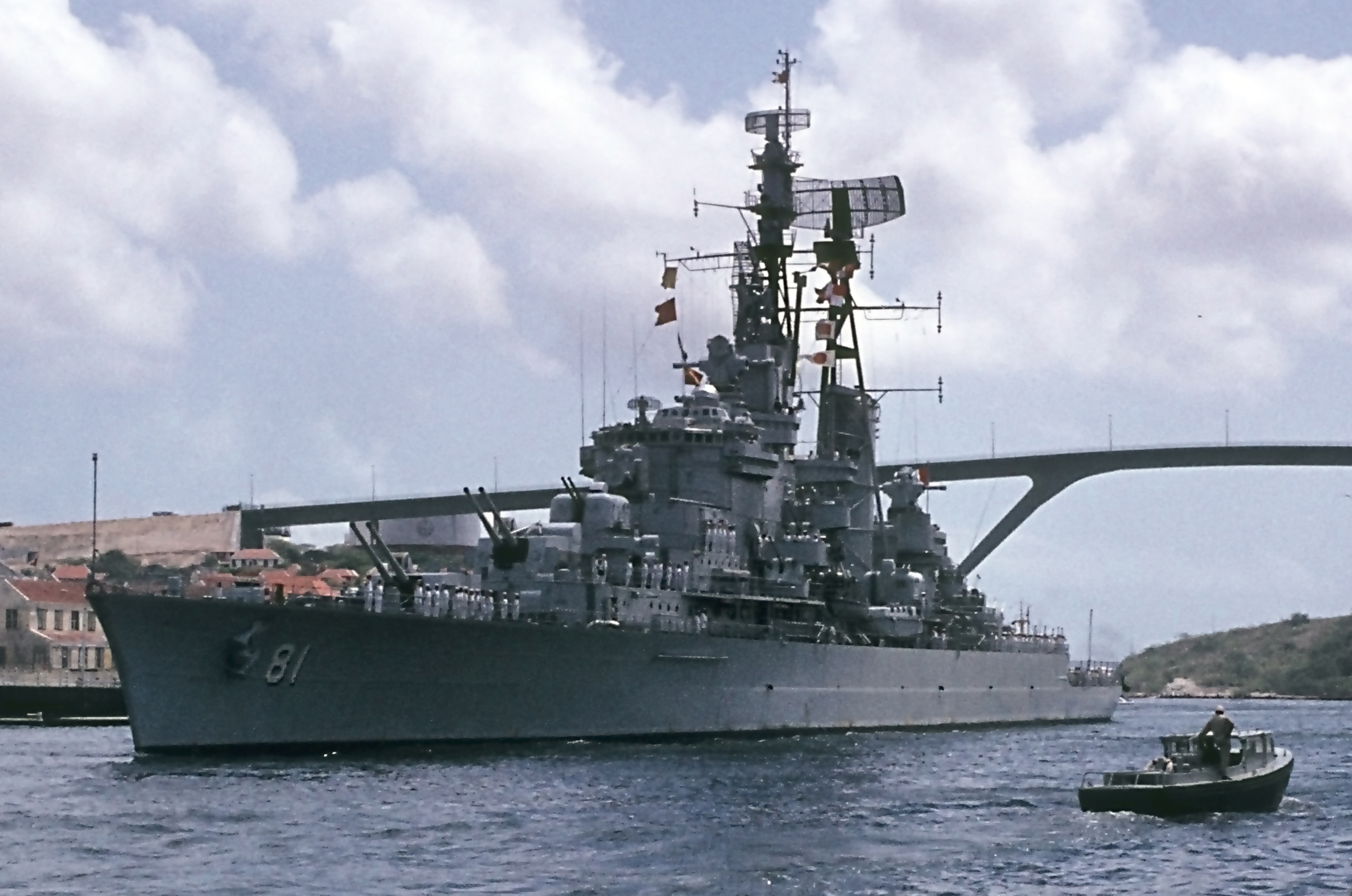
BAP Almirante Grau, ex Hr. Ms. De Ruyter

### Polen
- Britische Danae- oder D-Klasse
  - Dragon – ex HMS Dragon (1917), 1943 von der Royal Navy geliehen; 1944 von deutschem Kleinst-U-Boot schwer beschädigt und selbstversenkt
  - Conrad – ex HMS Danae (1918), 1944/46 von der Royal Navy geliehen und in ORP Conrad umbenannt

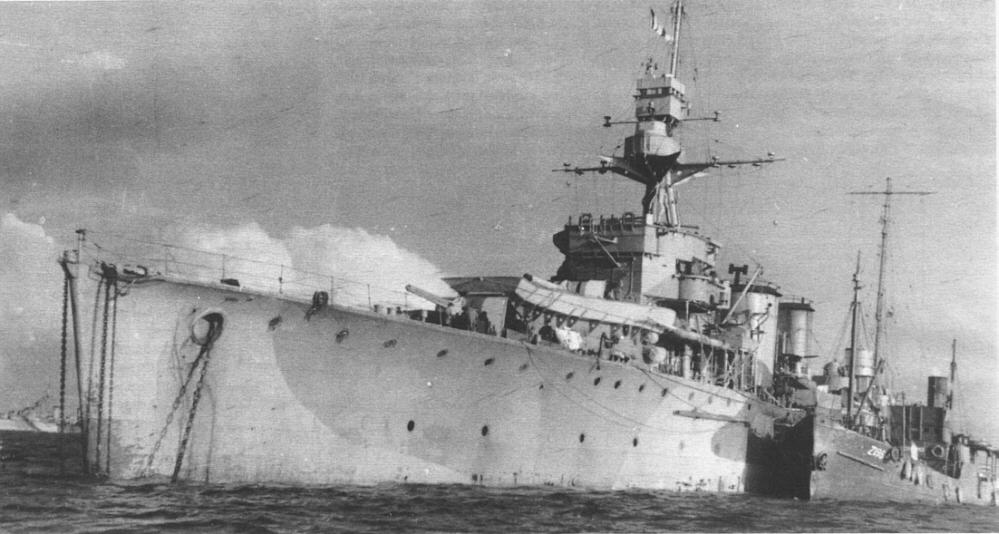
Dragon
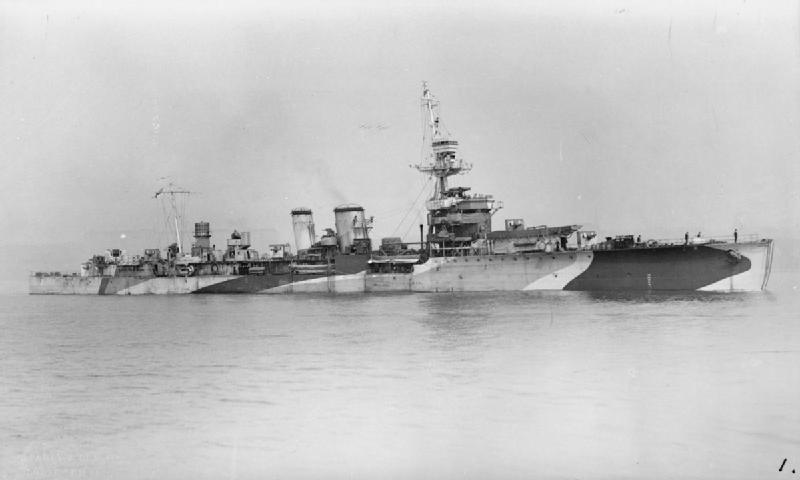
Conrad noch als Danae

### Russland/Sowjetunion
- Swetlana-Klasse
  - Swetlana (1915) – 1928 als Profintern fertiggestellt
  - Admiral Butakow (1916) – nicht fertiggestellt
  - Admiral Spiridow (1916) – 1926 als Tanker Grosneft fertiggestellt
  - Admiral Greig (1916) – 1926 als Tanker Asneft fertiggestellt
- Admiral-Nachimow-Klasse
  - Admiral Nachimow (1915) – 1927 als Tscherwona Ukraina fertiggestellt
  - Admiral Lasarew (1916) – 1932 als schwerer Kreuzer Krasny Kawkas fertiggestellt
  - Admiral Kornilow (1922) – nicht fertiggestellt
  - Admiral Istomin – nicht fertiggestellt

Von den Schiffen der Swetlana- und der Admiral-Nachimow-Klasse wurden wegen der Wirren des Russischen Bürgerkriegs nur zwei als leichte Kreuzer fertiggebaut.
- Profintern-Klasse
  - Tscherwona Ukraina – ex Admiral Nachimov (1915)
  - Profintern – ex Swetlana (1915), 1939 in Krasny Krym umbenannt
- Tschapajew-Klasse (Projekt 68)
  - Tschapajew (1941)
  - Tschkalow (1947) – 1960 in Komsomolez umbenannt
  - Schelesnjakow (1941)
  - Frunse (1940)
  - Kuibyschew (1941)
  - Ordschokinidse – 1941 von Deutschland erbeutet, auf Helling abgebrochen
  - Swerdlow – 1941 von Deutschland erbeutet, auf Helling abgebrochen

Weitere zehn geplante Schiffe der Tschapajew-Klasse konnten wegen des deutschen Angriffs auf die Sowjetunion nicht mehr begonnen werden.
- Murmansk – ex Milwaukee (CL-5) (1921), 1944/49 von den USA geliehen
- (Deutsche) Leipzig-Klasse
  - Admiral Makarow ex deut. Nürnberg (1934), 1946 erhalten
- (Italienische) Condottieri-Klasse
  - Duca-d‘Aosta-Gruppe
    - Kertsch – ex RN Emanuele Filiberto Duca d’Aosta (1934), 1949 erhalten und anfänglich in Stalingrad umbenannt
- Swerdlow-Klasse (Projekt 68-bis)
  - Swerdlow (1950)
  - Dserschinski (1950)
  - Ordschonikidse (1950) – 1962 an Indonesien verkauft und in KRI Irian umbenannt
  - Schdanow (1950)
  - Alexander Newski (1951)
  - Admiral Nachimow (1951)
  - Admiral Uschakow (1951)
  - Admiral Lasarew (1952)
  - Alexander Suworow (1952)
  - Admiral Senjawin (1952)
  - Molotowsk (1954) – 1957 in Oktjabrskaja Rewoljuzija umbenannt
  - Michail Kutusow (1952) –  Museumsschiff in Noworossijsk
  - Dmitri Poscharski (1953)
  - Murmansk (1955)
  - Schtscherbakow (1954) – Bau 1959 eingestellt
  - Admiral Kornilow (1954) – Bau 1959 eingestellt
  - Kronschtadt – Bau 1959 eingestellt
  - Tallinn – Bau 1959 eingestellt
  - Warjag – Bau 1959 eingestellt
  - Archangelsk urspr. Kosma Minin – Bau 1959 eingestellt
  - Wladiwostok urspr. Dmitri Donskoi – Bau 1959 eingestellt

Die Bestellungen für zwei weitere Schiffe wurden storniert.

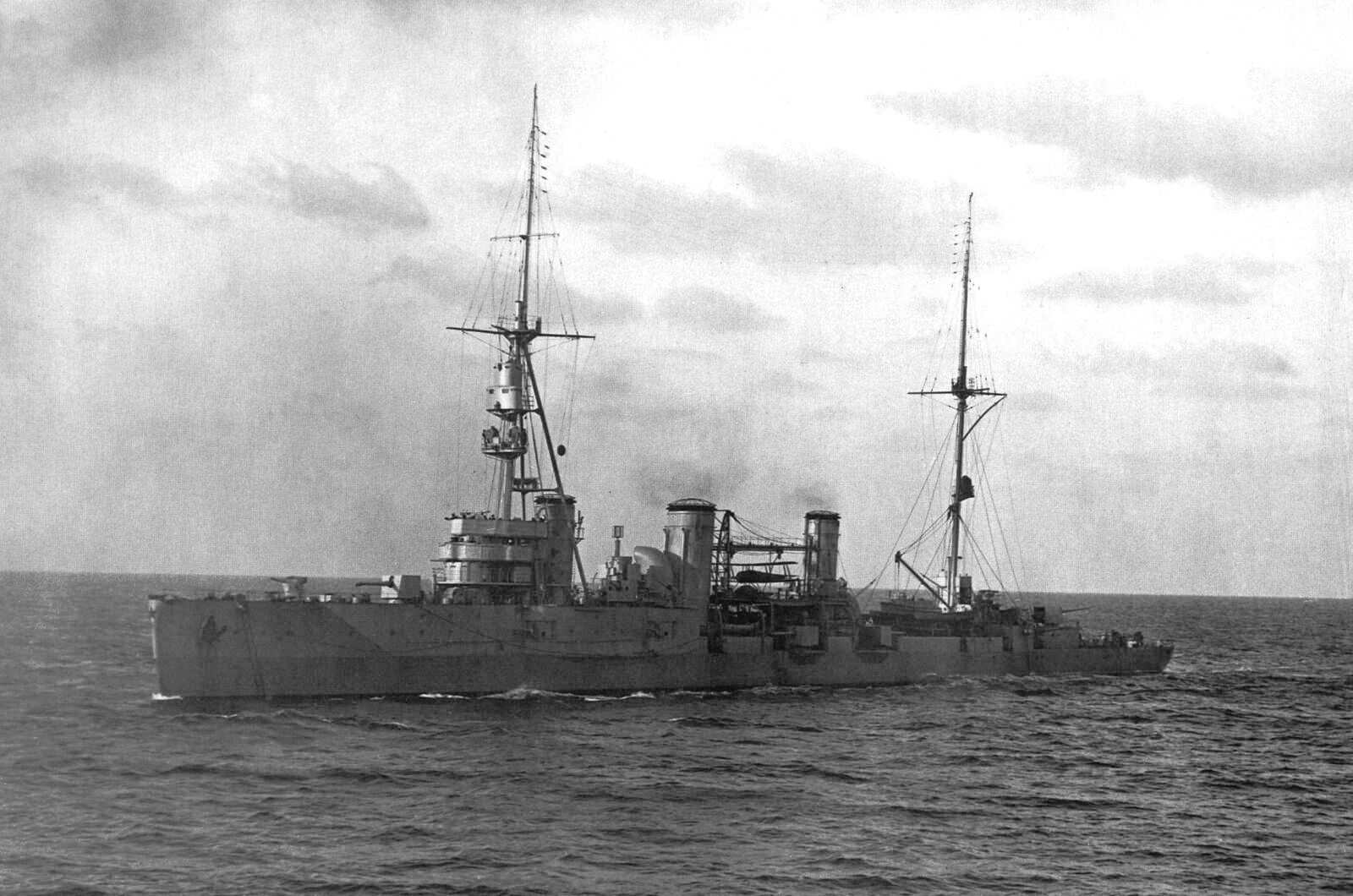
Tscherwona Ukraina
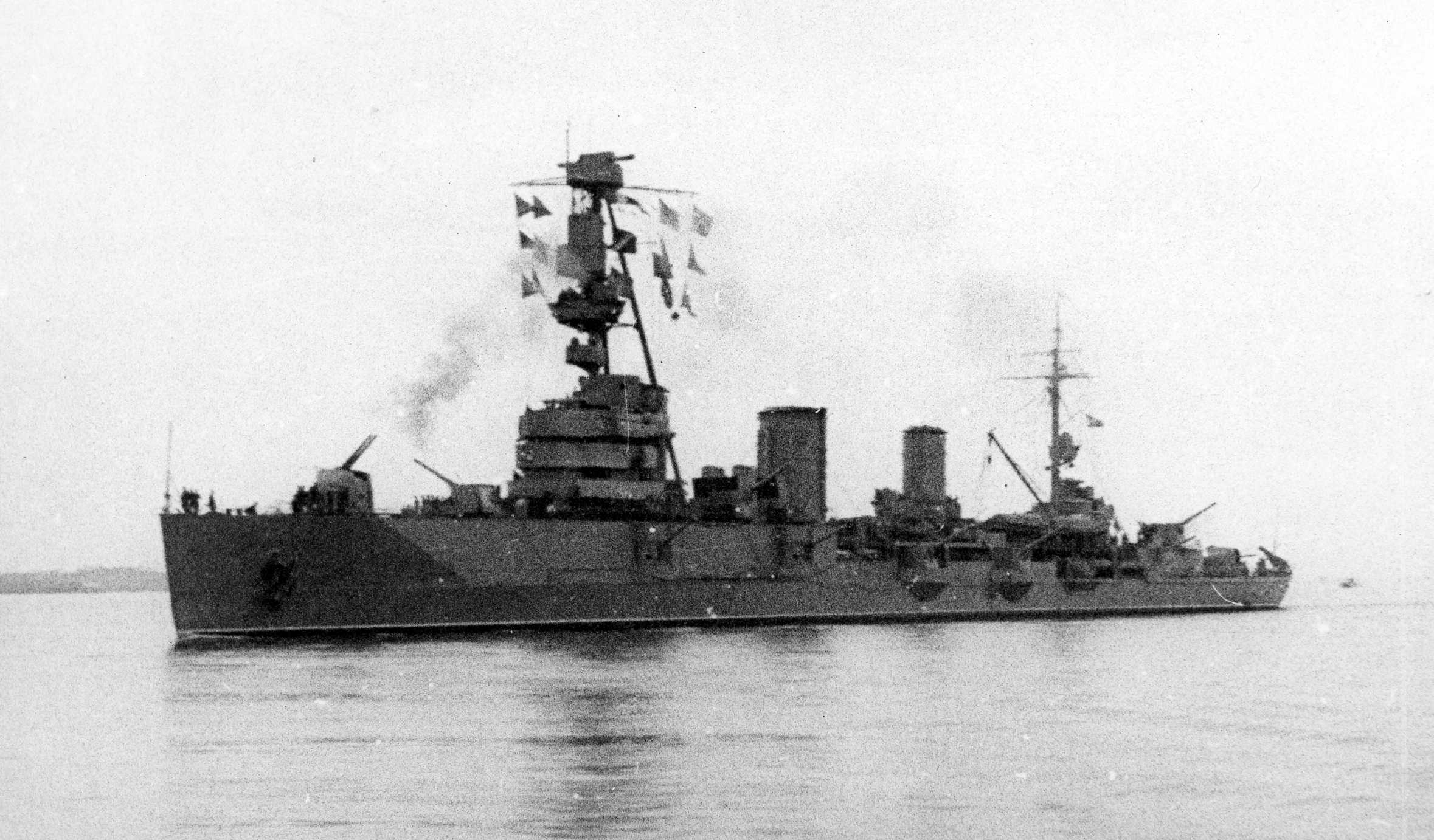
Krasny Krym
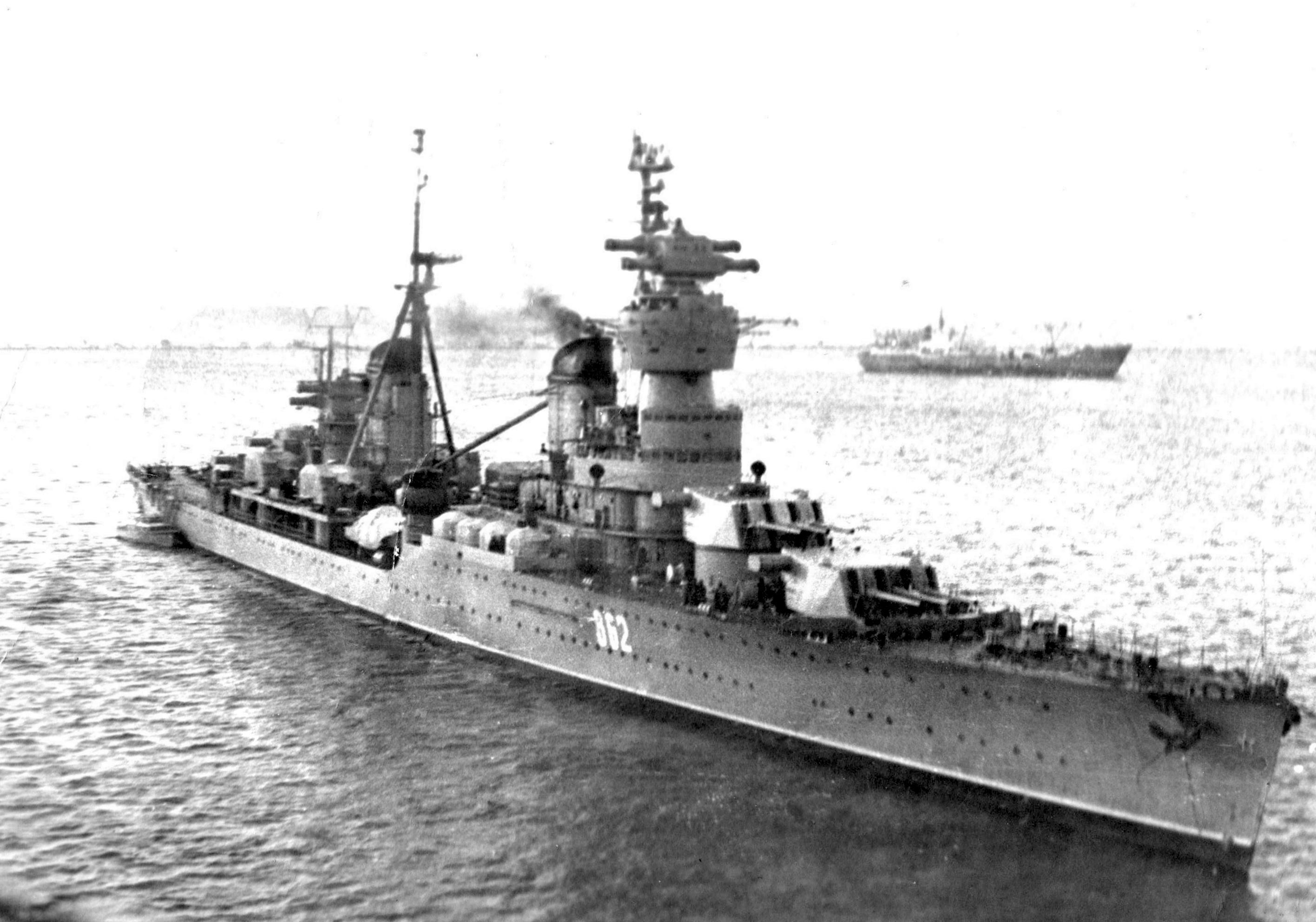
Schelesnjakow
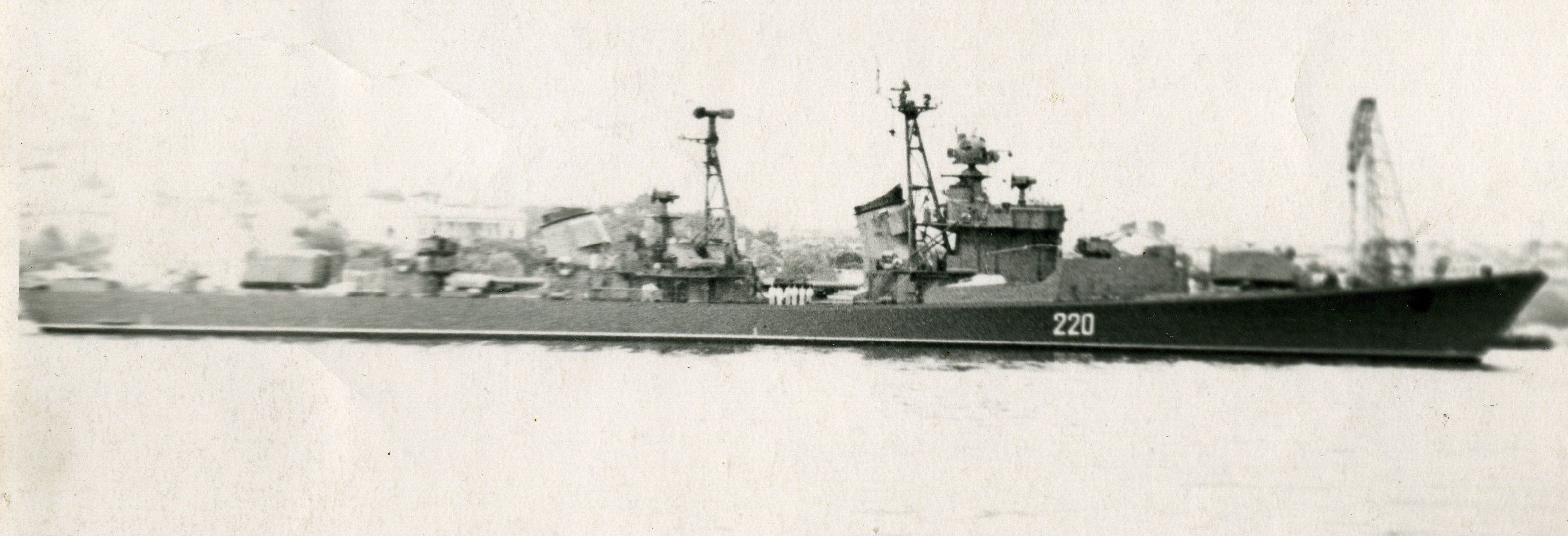
Kuibyschew
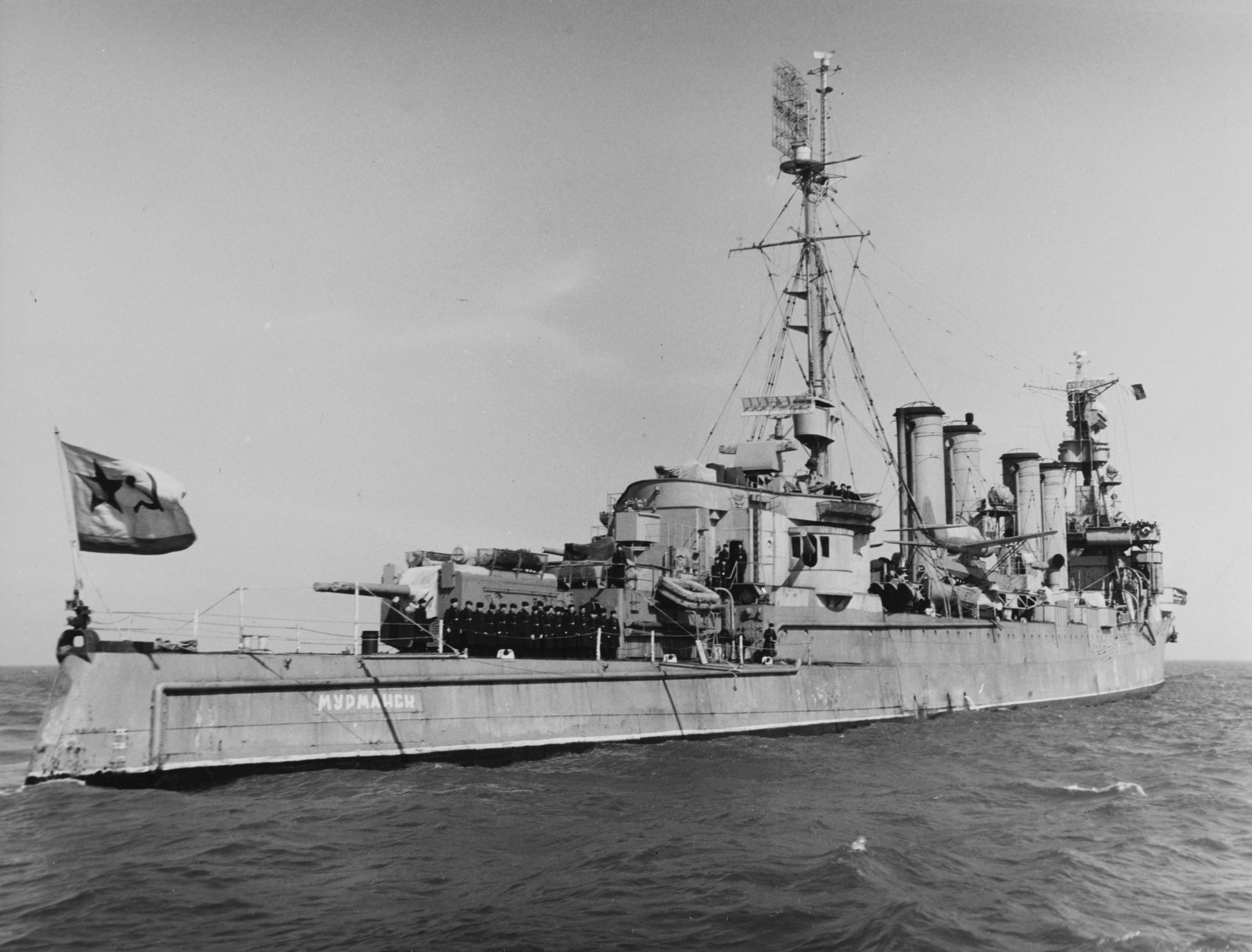
Murmansk
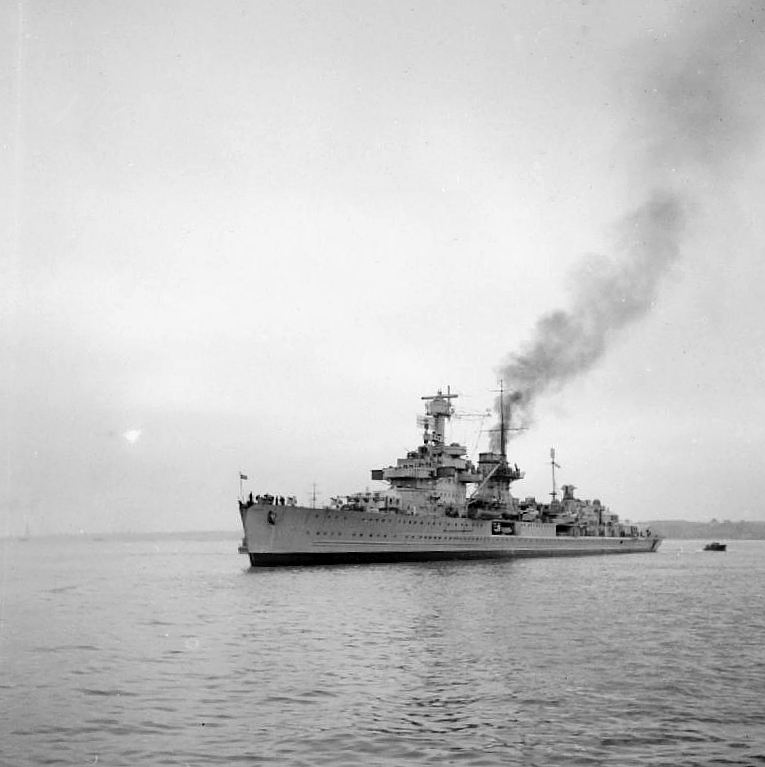
Nürnberg, spätere Admiral Makarow nach der Übergabe
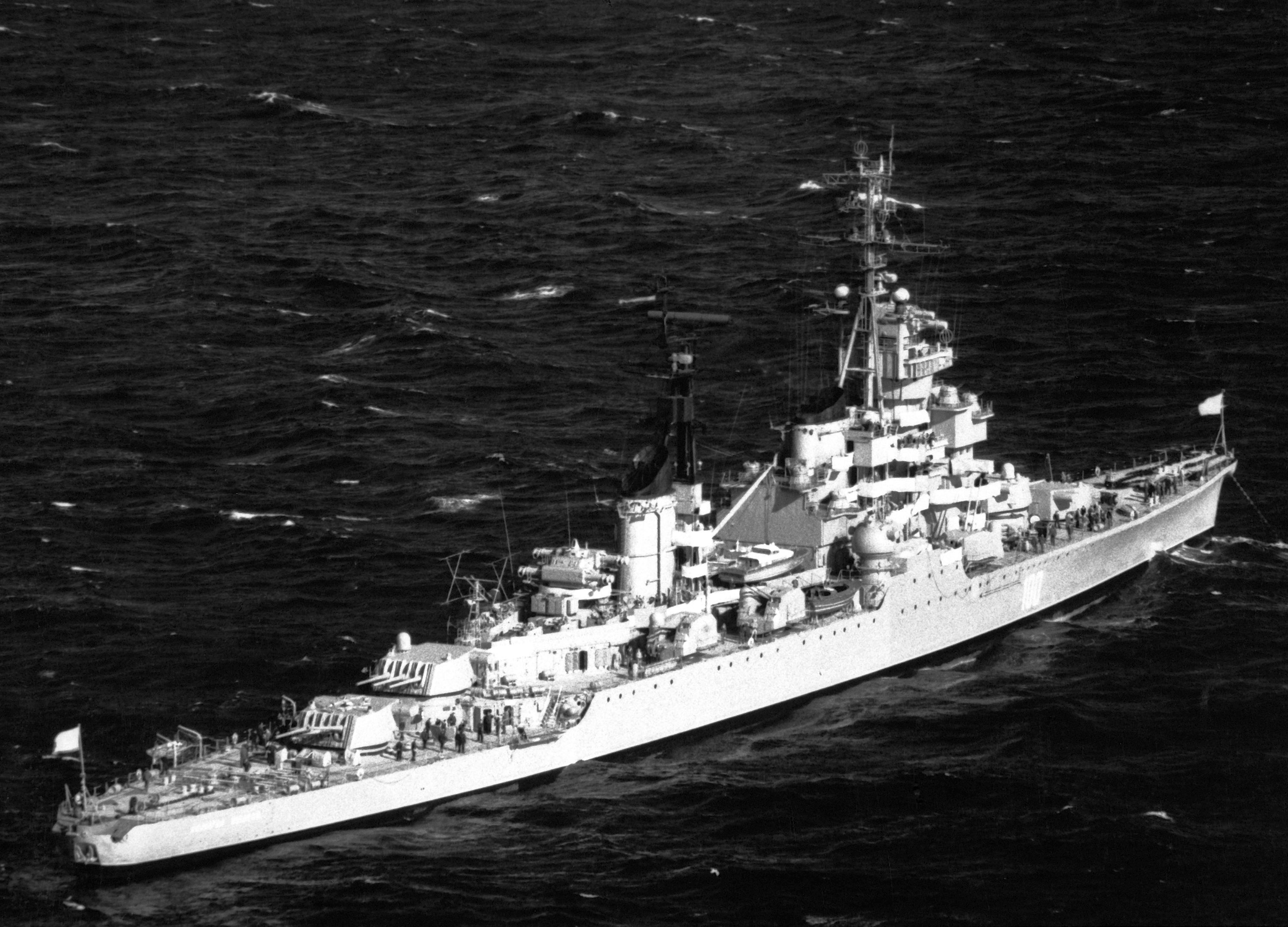
Admiral Uschakow
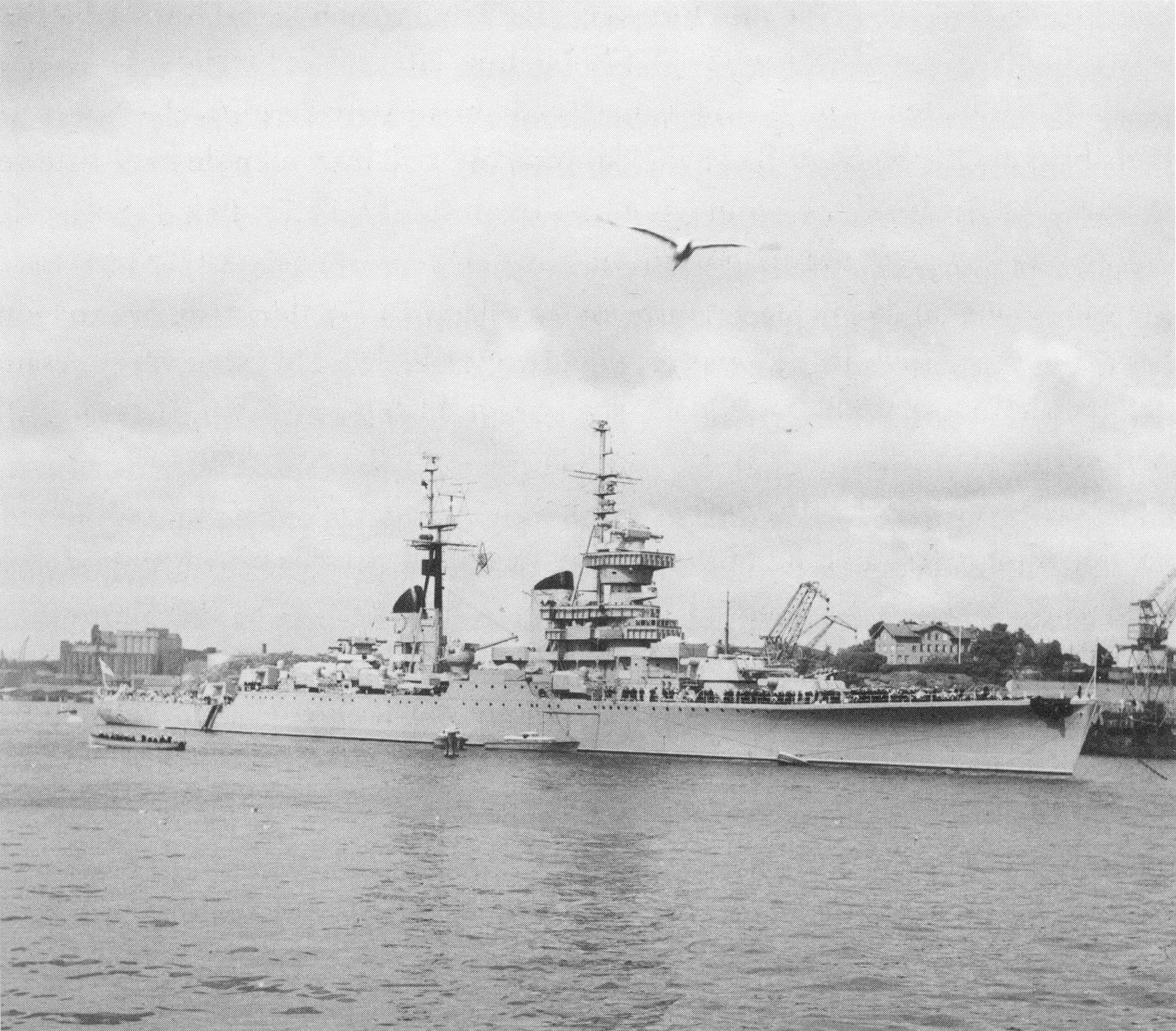
Molotowsk
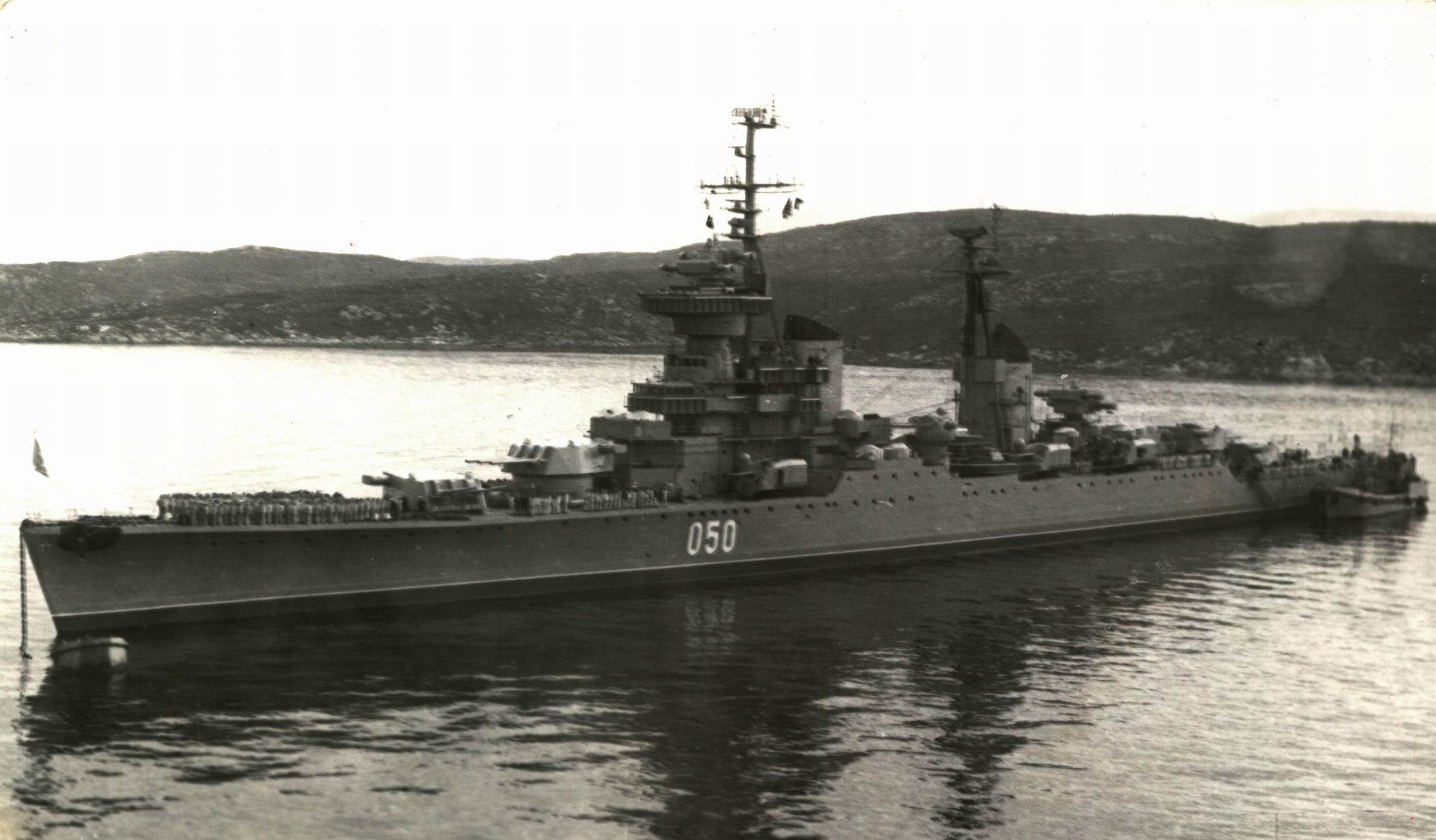
Murmansk
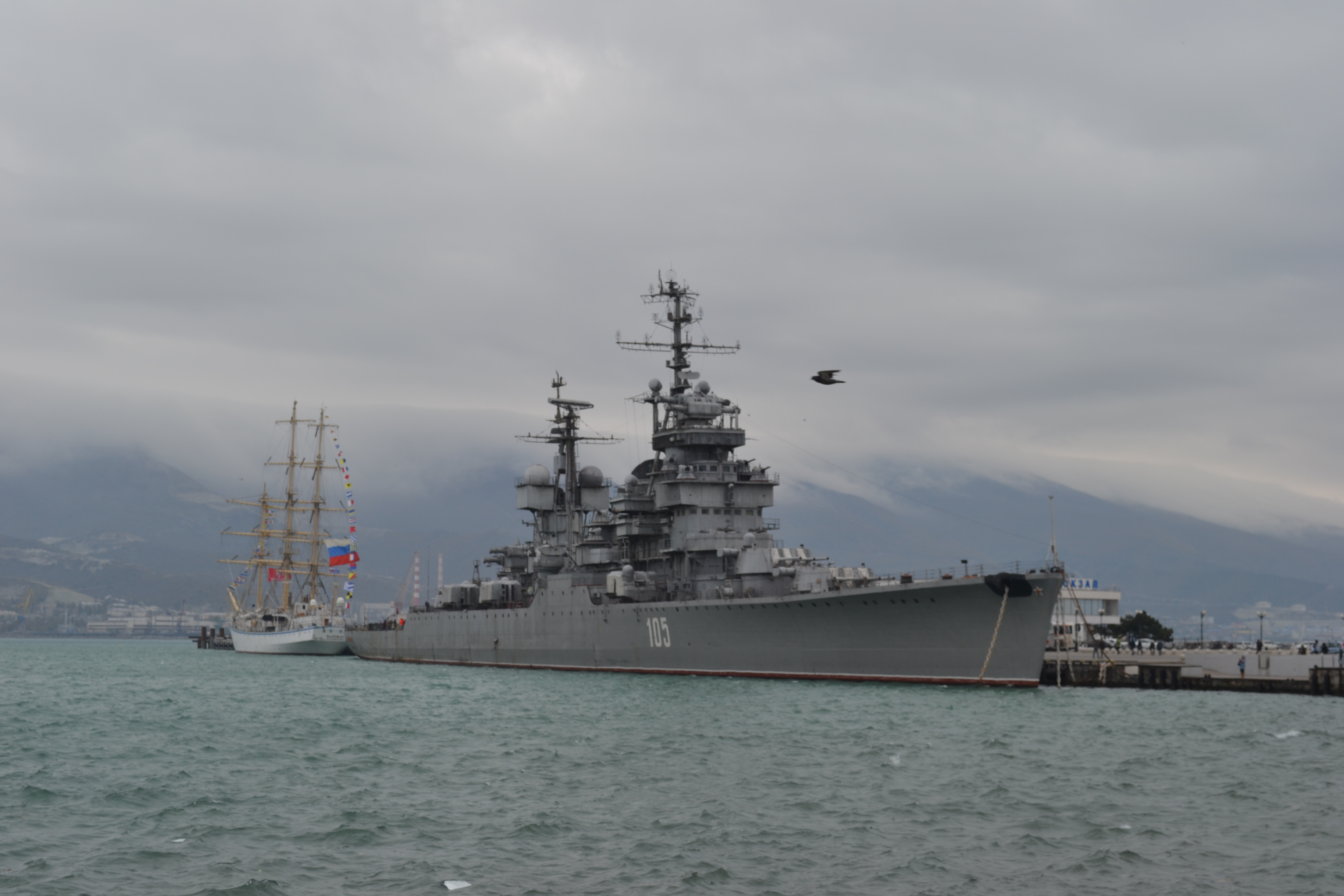
Michail Kutusow als Museumsschiff

### Schweden
- HMS Gotland (1933) – Flugzeugkreuzer, 1944 zum Flakkreuzer umgebaut
- Tre-Kronor-Klasse
  - HMS Tre Kronor (1944)
  - HMS Göta Lejon (1945) – 1971 an Chile verkauft und in Almirante Latorre umbenannt

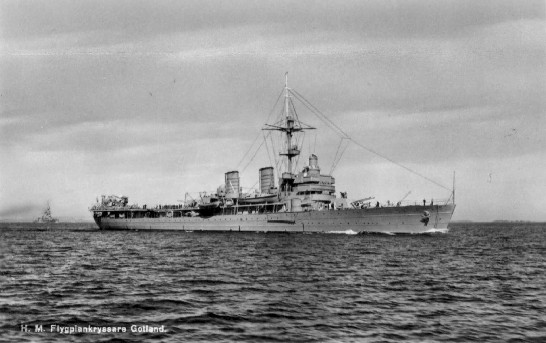
HMS Gotland
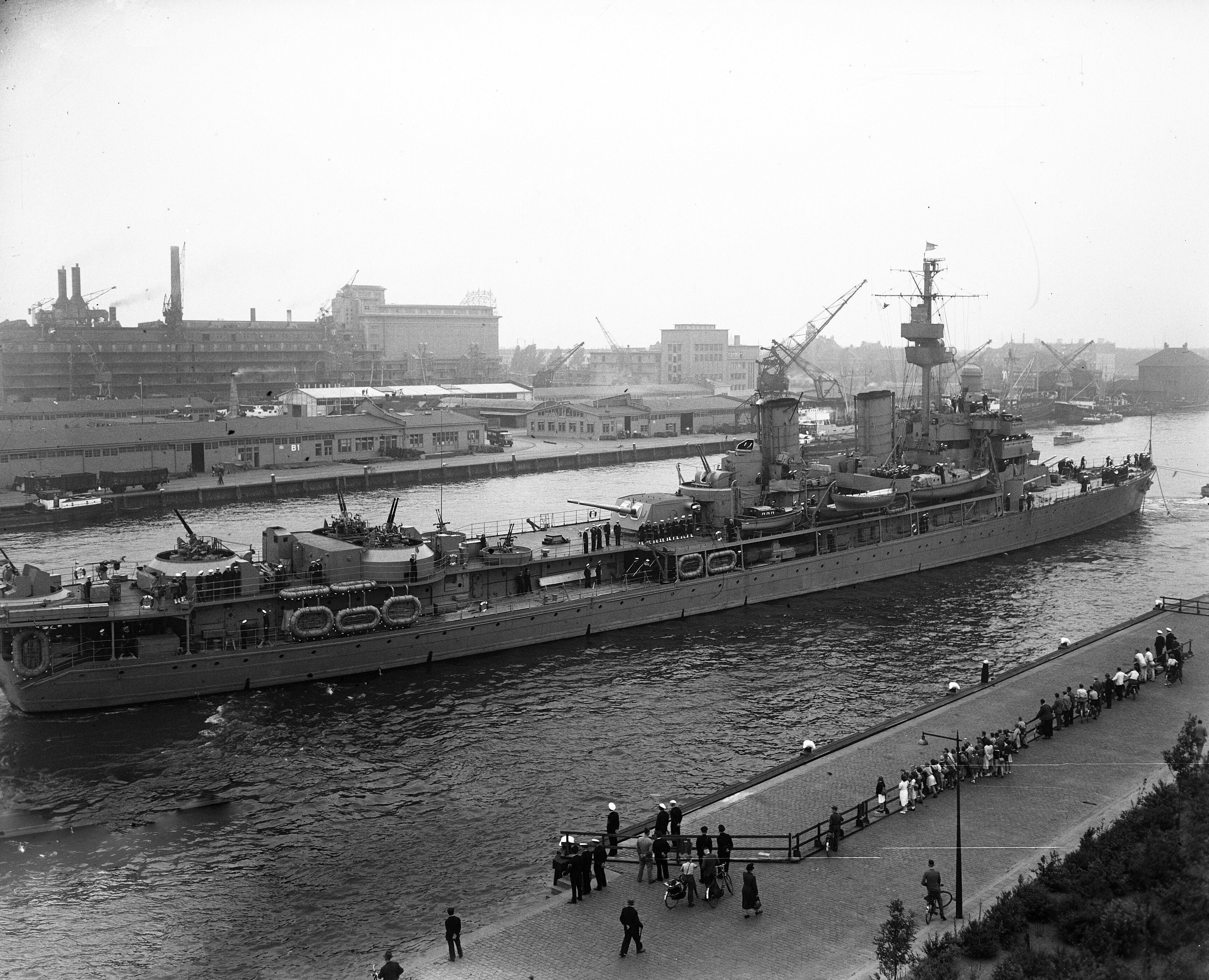
HMS Gotland als Flakkreuzer
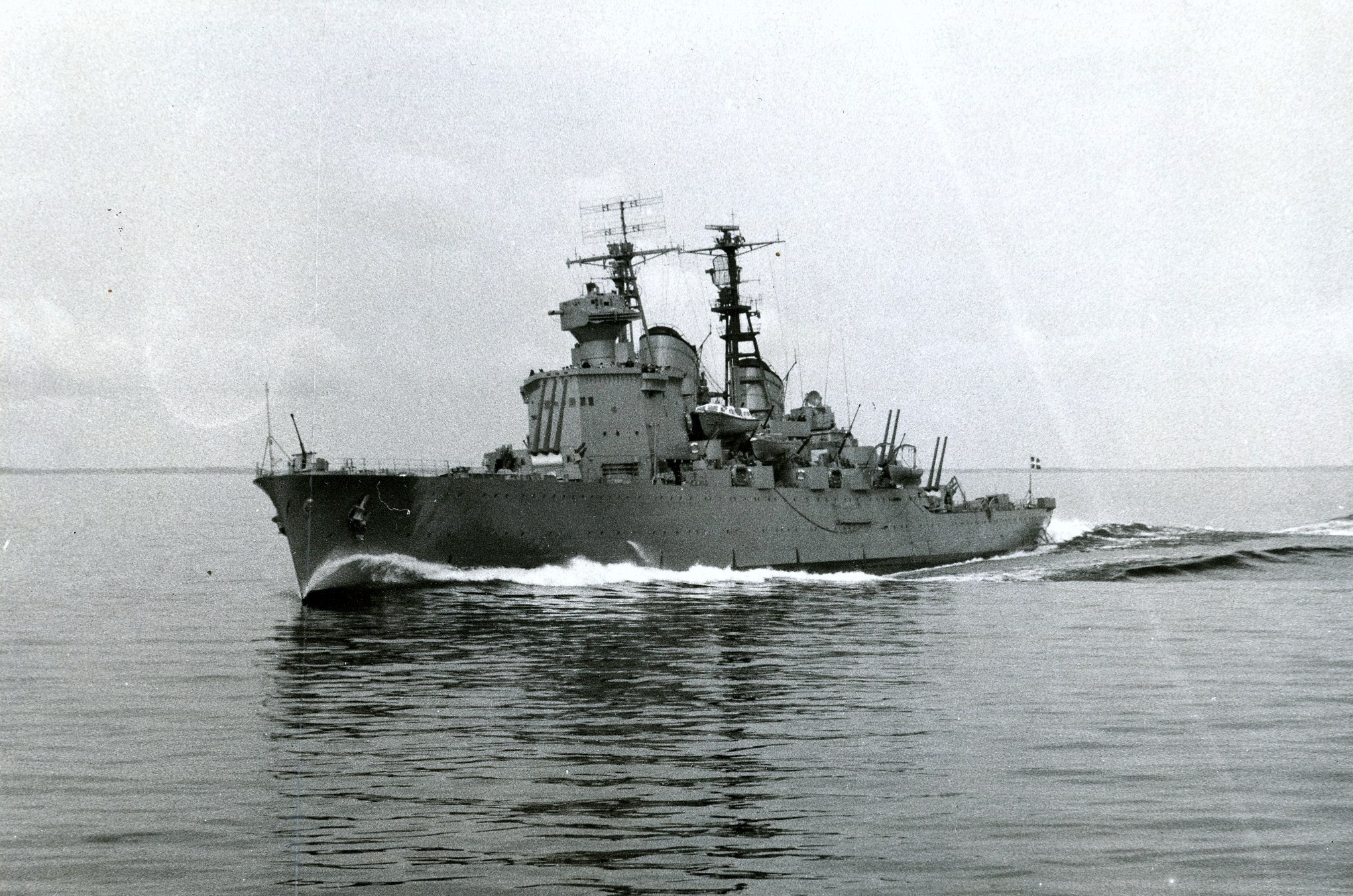
HMS Tre Kronor
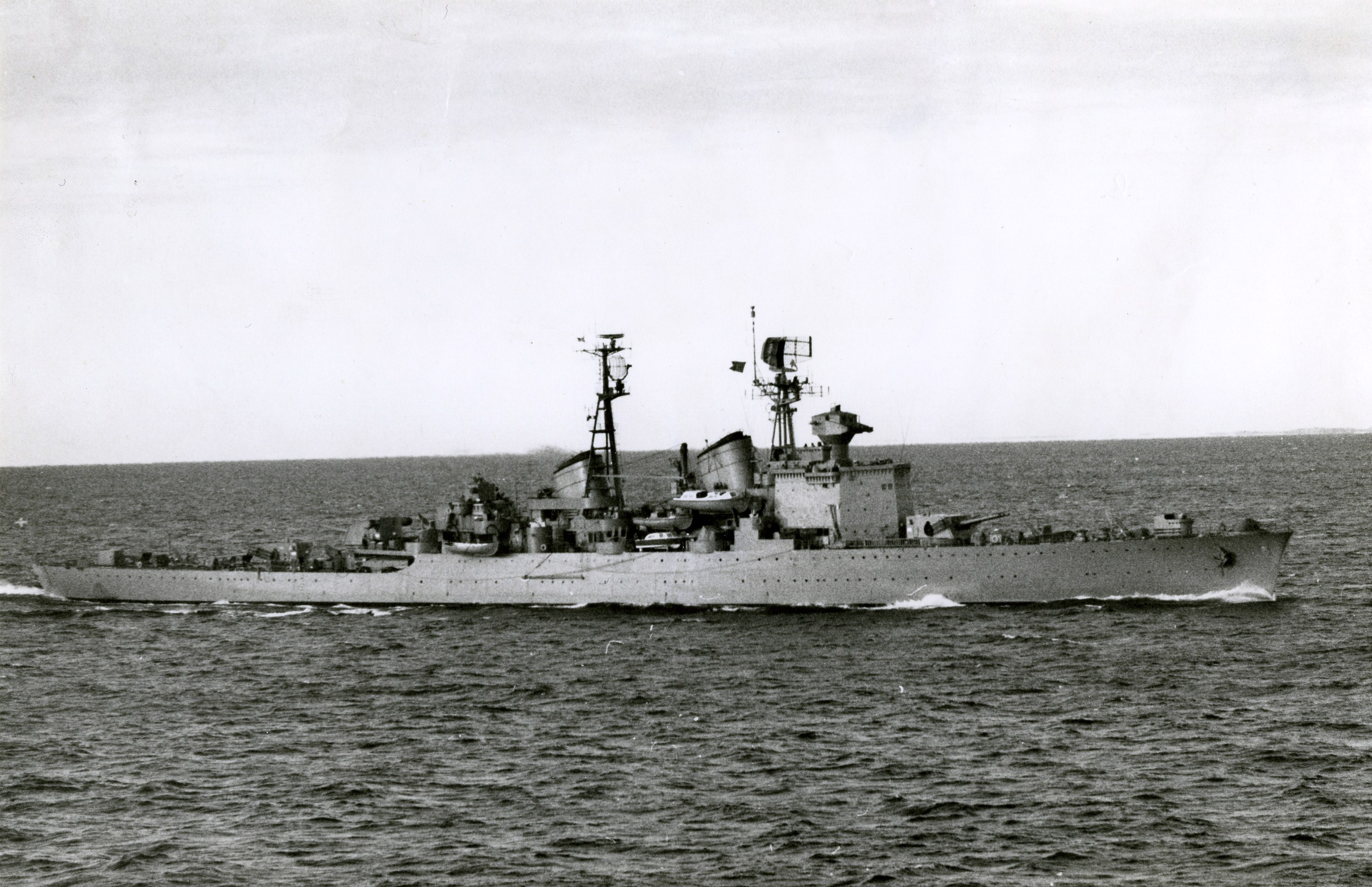
HMS Göta Lejon

### Spanien
- Reina Victoria Eugenia (1920) – 1931 in República, 1938 in Navarra umbenannt
- Blas-de-Lezo-Klasse
  - Blas de Lezo (1922)
  - Méndez Núñez (1923)
- Almirante-Cervera-Klasse
  - Principe Alfonso (1922) – 1931 in Libertad, 1939 in Galicia umbenannt
  - Almirante Cervera (1925)
  - Miguel de Cervantes (1929)

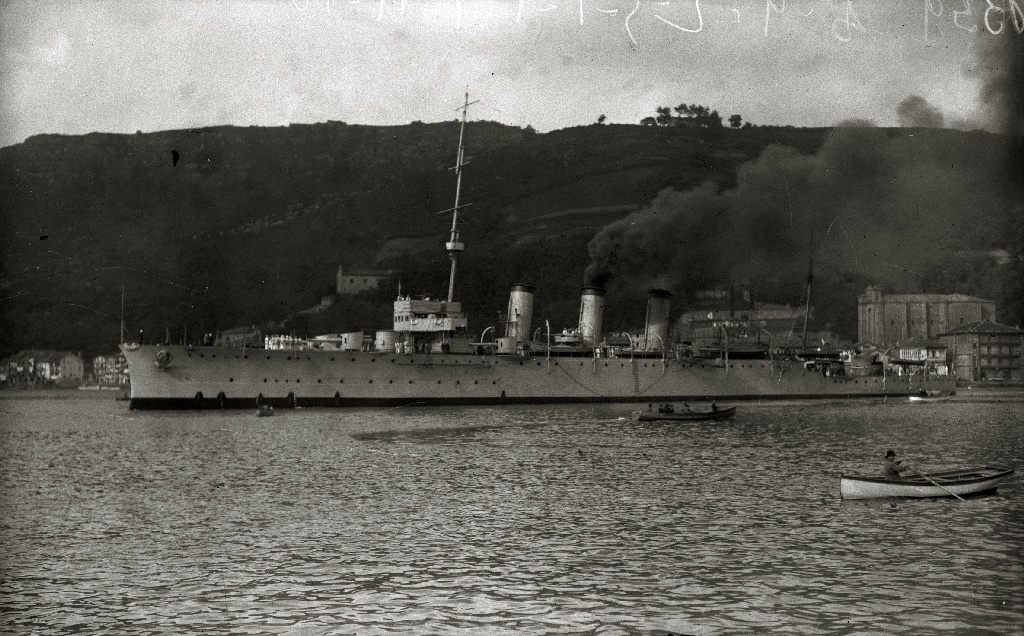
Reina Victoria Eugenia
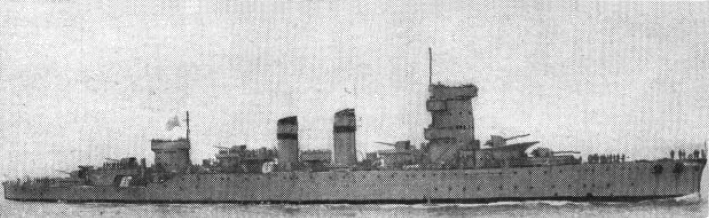
Navarra
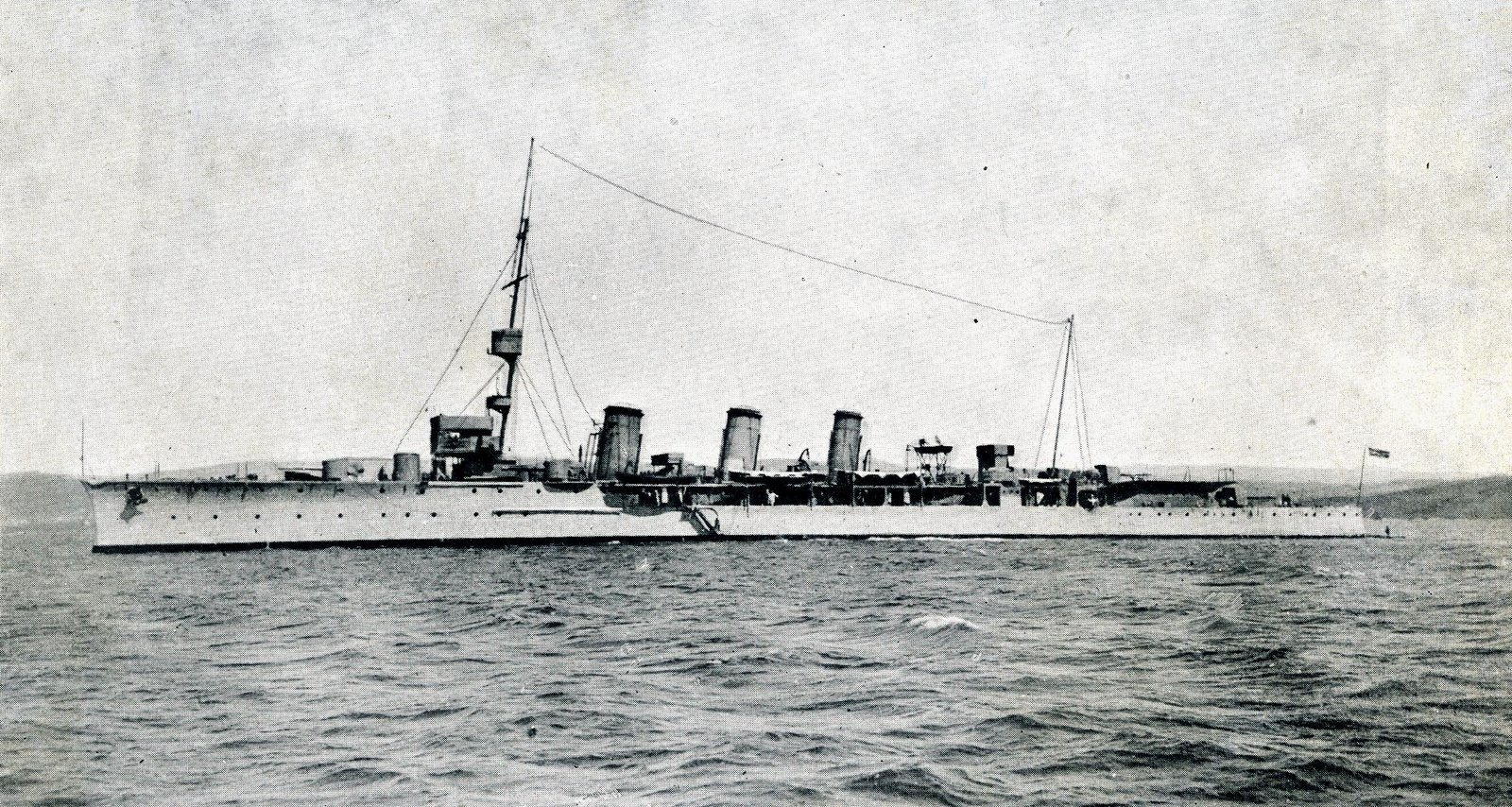
Blas de Lezo
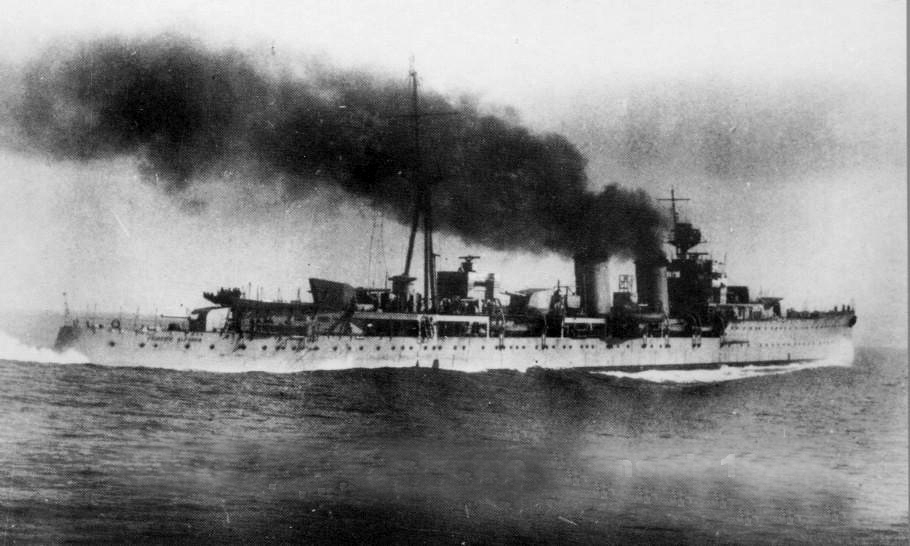
Principe Alfonso
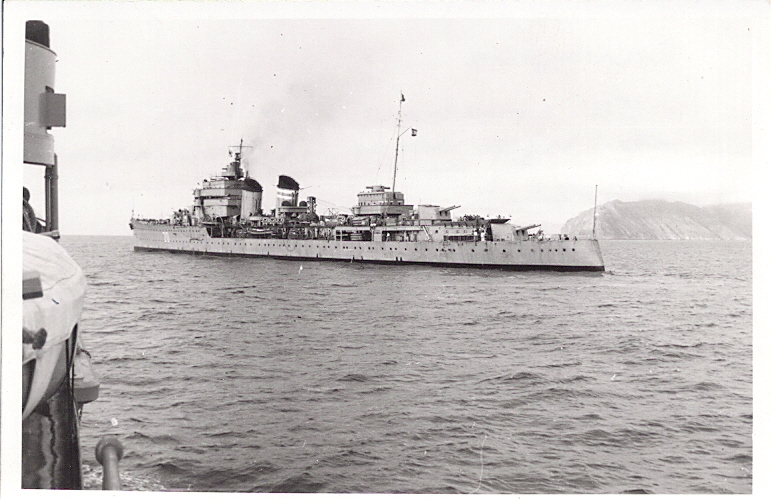
Miguel de Cervantes

### Vereinigte Staaten
- Omaha-Klasse
  - USS Omaha (CL-4) (1920)
  - USS Milwaukee (CL-5) (1921) – 1944/49 an die Sowjetunion verliehen und in Murmansk umbenannt
  - USS Cincinnati (CL-6) (1921)
  - USS Raleigh (CL-7) (1922)
  - USS Detroit (CL-8) (1922)
  - USS Richmond (CL-9) (1921)
  - USS Concord (CL-10) (1921)
  - USS Trenton (CL-11) (1923)
  - USS Marblehead (CL-12) (1923)
  - USS Memphis (CL-13) (1924)
- Pensacola-Klasse
  - USS Pensacola (CL-24) (1929) – 1931 zum Schweren Kreuzer umklassifiziert
  - USS Salt Lake City (CL-25) (1929) – 1931 zum Schweren Kreuzer umklassifiziert
- Northampton-Klasse
  - USS Northampton (CL-26) (1929) – 1931 zum Schweren Kreuzer umklassifiziert
  - USS Chester (CL-27) (1929) – 1931 zum Schweren Kreuzer umklassifiziert
  - USS Louisville (CL-28) (1930) – 1931 zum Schweren Kreuzer umklassifiziert
  - USS Chicago (CL-29) (1930) – 1931 zum Schweren Kreuzer umklassifiziert
  - USS Houston (CL-30) (1929) – 1931 zum Schweren Kreuzer umklassifiziert
  - USS Augusta (CL-31) (1930) – 1931 zum Schweren Kreuzer umklassifiziert
- Brooklyn-Klasse
  - USS Brooklyn (CL-40) (1936) – 1951 an Chile abgegeben und in O’Higgins umbenannt
  - USS Philadelphia (CL-41) (1936) – 1951 an Brasilien abgegeben und in Barroso umbenannt
  - Savannah (CL-42) (1937)
  - USS Nashville (CL-43) (1937) – 1951 an Chile abgegeben und in Capitán Prat umbenannt
  - USS Phoenix (CL-46) (1938) – 1951 an Argentinien abgegeben und in ARA Diecisiete de Octubre umbenannt
  - USS Boise (CL-47) (1936) – 1951 an Argentinien abgegeben und in ARA Nueve de Julio umbenannt
  - USS Honolulu (CL-48) (1937)
- St.-Louis-Klasse
  - USS St. Louis (CL-49) (1938) – 1951 an Brasilien abgegeben und in Tamandaré umbenannt
  - USS Helena (CL-50) (1939)
- Atlanta-Klasse
  - USS Atlanta (CL-51) (1941)
  - USS Juneau (CL-52) (1941)
  - USS San Diego (CL-53) (1941)
  - USS San Juan (CL-54) (1941)
- Cleveland-Klasse
  - USS Cleveland (CL-55) (1941)
  - USS Columbia (CL-56) (1941)
  - USS Montpelier (CL-57) (1942)
  - USS Denver (CL-58) (1942)
  - USS Amsterdam (CL-59) (1942) –1942 in Flugzeugträger USS Independence (CVL-22) umgewandelt
  - USS Santa Fe (CL-60) (1942)
  - USS Tallahassee (CL-61) (1942) – 1942 in Flugzeugträger USS Princeton (CVL-23) umgewandelt
  - USS Birmingham (CL-62) (1942)
  - USS Mobile (CL-63) (1942)
  - USS Vincennes (CL-64), urspr. Flint (1943)
  - USS Pasadena (CL-65) (1943)
  - USS Springfield (CL-66) (1944) – 1957/60 in Lenkwaffenkreuzer CLG-7 der Providence-Klasse umgebaut
  - USS Topeka (CL-67) (1944) – 1957/60 in Lenkwaffenkreuzer CLG-8 der Providence-Klasse umgebaut
  - USS New Haven (CL-76) (1942) – 1942 in Flugzeugträger USS Belleau Wood (CVL-24) umgewandelt
  - USS Huntington (CL-77) (1943) – 1942 in Flugzeugträger USS Cowpens (CVL-25) umgewandelt
  - USS Dayton (CL-78) (1943) – 1942 in Flugzeugträger USS Monterey (CVL-26) umgewandelt
  - USS Wilmington (CL-79) (1943) – 1942 in Flugzeugträger USS Cabot (CVL-28) umgewandelt
  - USS Biloxi (CL-80) (1943)
  - USS Houston (CL-81), urspr. Vicksburg (1943)
  - USS Providence (CL-82) (1944) – 1957/59 in Lenkwaffenkreuzer CLG-6 der Providence-Klasse umgebaut
  - USS Manchester (CL-83) (1946)
  - USS Buffalo (CL-84) – 1940 storniert
  - USS Fargo (CL-85) (1943) – 1942 in Flugzeugträger USS Langley (CVL-27) umgewandelt
  - USS Vicksburg (CL-86), urspr. Cheyenne (1943)
  - USS Duluth (CL-87) (1944)
  - CL-88 – 1940 storniert
  - USS Miami (CL-89) (1942)
  - USS Astoria (CL-90), urspr. Wilkes-Barre (1943)
  - USS Oklahoma City (CL-91) (1944) – 1957/60 in Lenkwaffenkreuzer CLG-5 der Galveston-Klasse umgebaut
  - USS Little Rock (CL-92) (1944) – 1957/60 in Lenkwaffenkreuzer CLG-4 der Galveston-Klasse umgebaut; Museumsschiff in Buffalo, NY
  - USS Galveston (CL-93) (1945) – erst 1958 als Lenkwaffenkreuzer CLG-3 der Galveston-Klasse fertiggestellt
  - USS Youngstown (CL-94) – 1945 storniert
  - USS Buffalo (CL-99) (1943) – 1942 in Flugzeugträger USS Bataan (CVL-29) umgewandelt
  - USS Newark (CL-100) (1943) – 1942 in Flugzeugträger USS San Jacinto (CVL-30) umgewandelt
  - USS Amsterdam (CL-101) (1944)
  - USS Portsmouth (CL-102) (1944)
  - USS Wilkes-Barre (CL-103) (1943)
  - USS Atlanta (CL-104) (1944)
  - USS Dayton (CL-105) (1944)
- Oakland-Klasse
  - USS Oakland (CL-95) (1942)
  - USS Reno (CL-96) (1942)
  - USS Flint (CL-97) (1944)
  - USS Tucson (CL-98) (1944)
- Fargo-Klasse
  - USS Fargo (CL-106) (1945)
  - USS Huntington (CL-107) (1945)
  - USS Newark (CL-108) – Bau 1945 eingestellt
  - USS New Haven (CL-109) – Bau 1945 eingestellt
  - USS Buffalo (CL-110) – Bau 1945 eingestellt
  - USS Wilmington (CL-111) – Bau 1945 eingestellt
  - USS Tallahassee (CL-116) – Bau 1945 eingestellt
  - USS Cheyenne (CL-117) – Bau 1945 eingestellt
  - USS Chattanooga (CL-118) – Bau 1945 eingestellt
- Juneau-Klasse
  - USS Juneau (CL-119) (1945)
  - USS Spokane (CL-120) (1945)
  - USS Fresno (CL-121) (1946)
- Worcester-Klasse
  - USS Worcester (CL-144) (1947)
  - USS Roanoke (CL-145) (1947)
  - USS Vallejo (CL-146) – Bau 1945 eingestellt
  - USS Gary (CL-147) – storniert

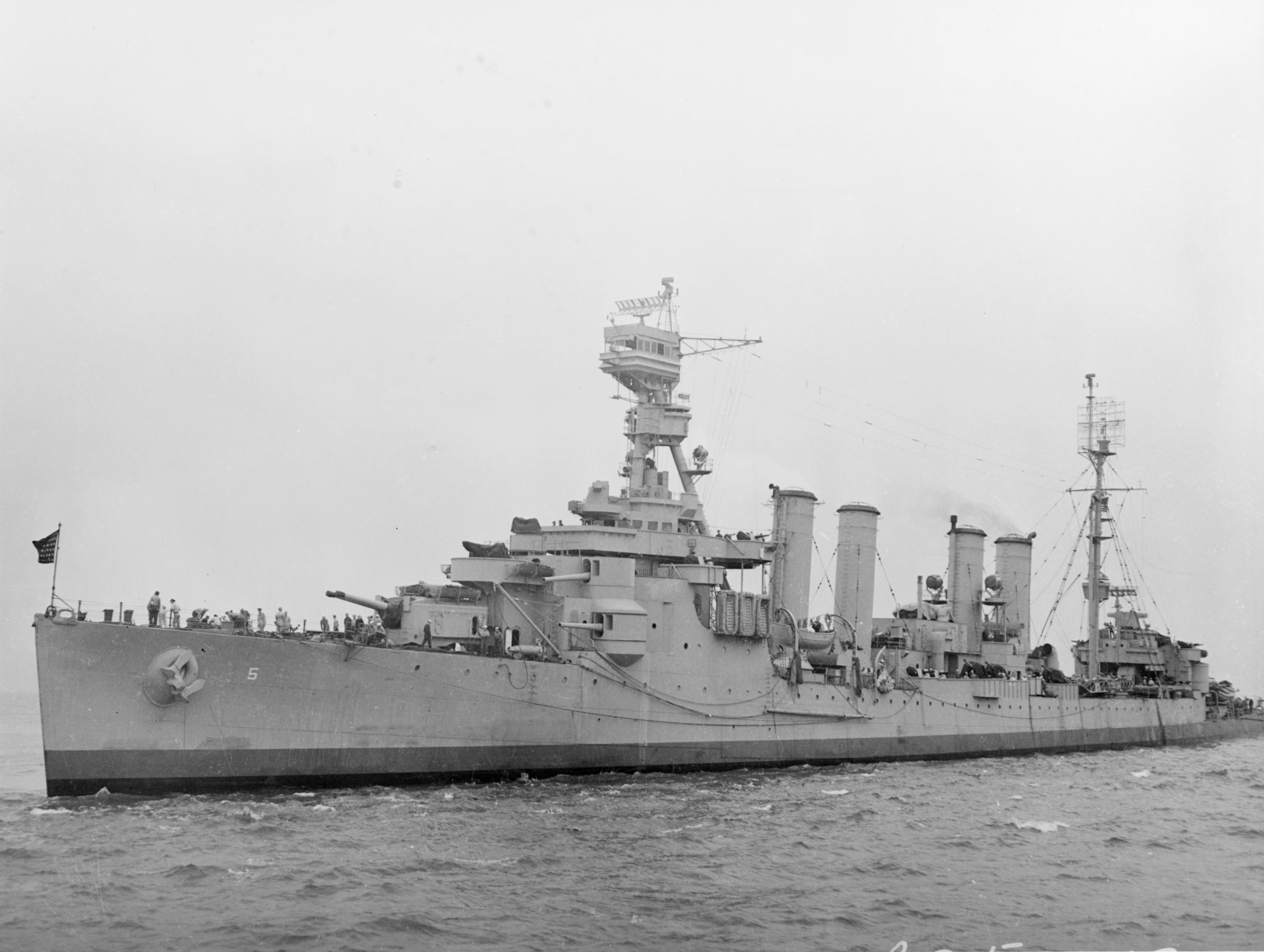
USS Milwaukee (CL-5)
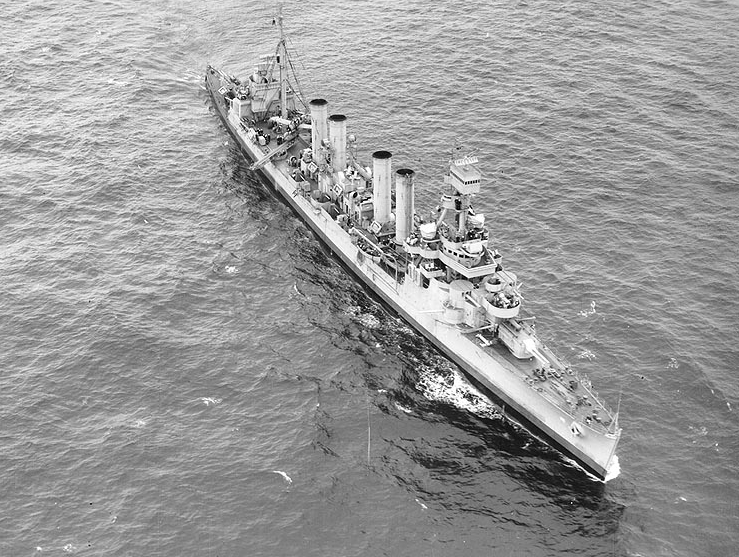
USS Marblehead (CL-12)
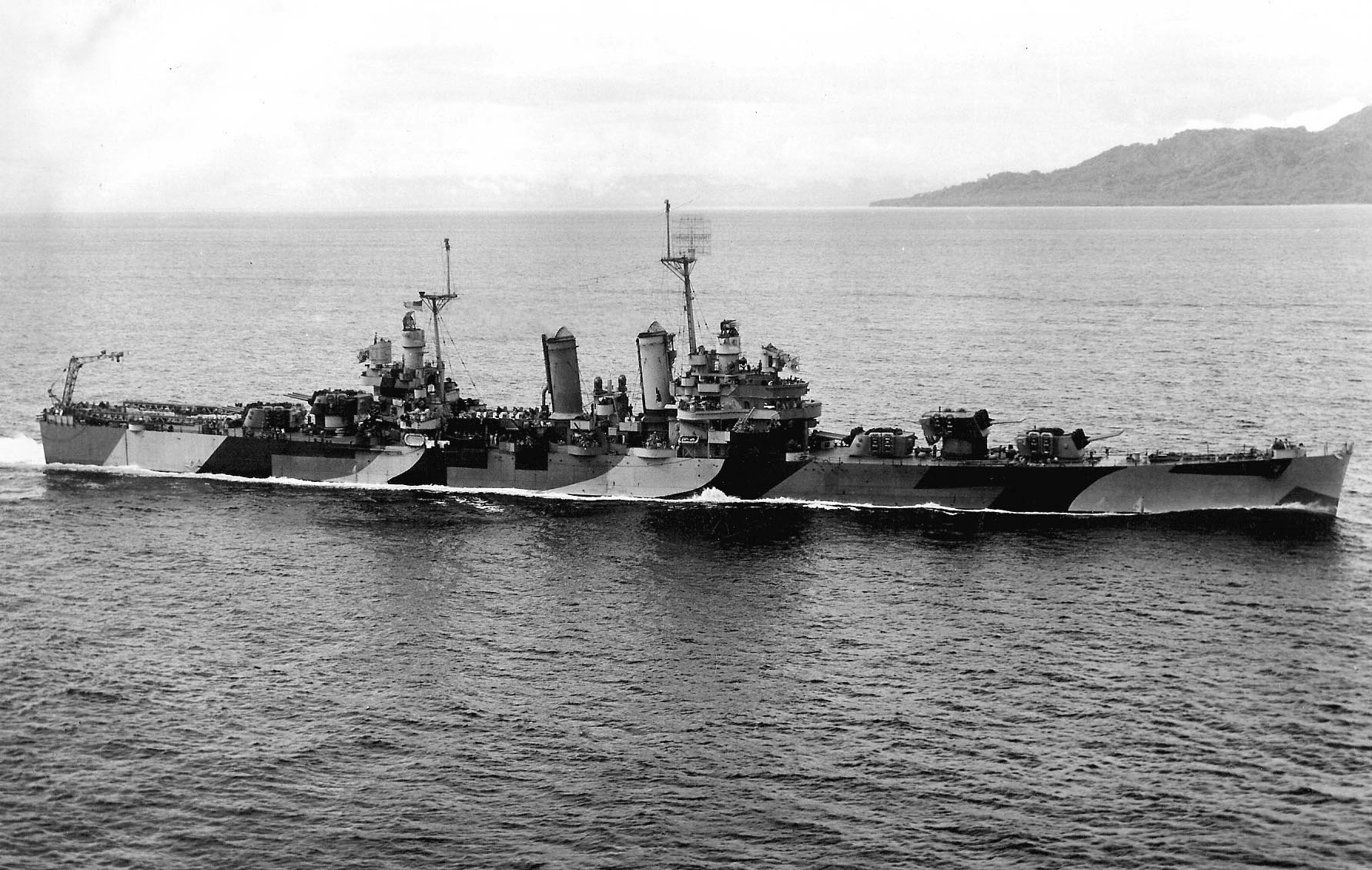
USS Honolulu (CL-48)
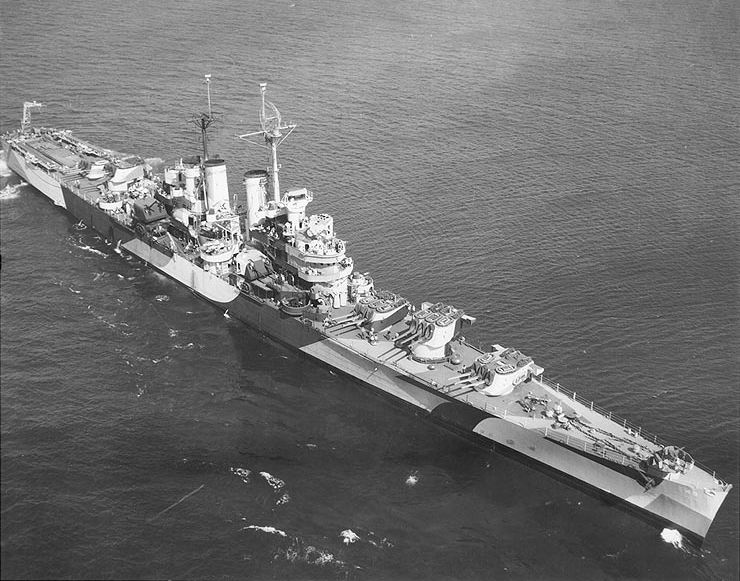
USS St. Louis (CL-49)
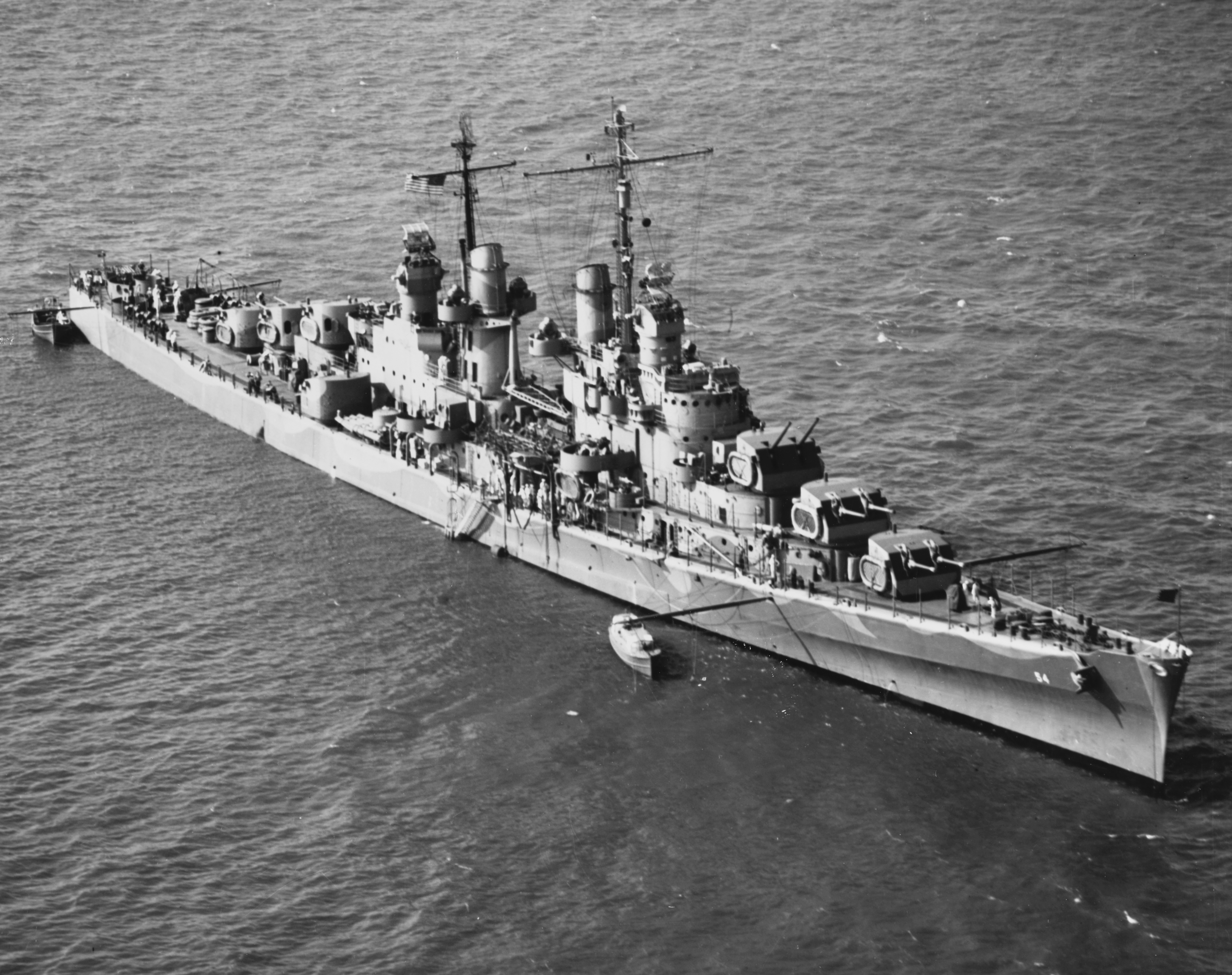
USS San Juan (CL-54)
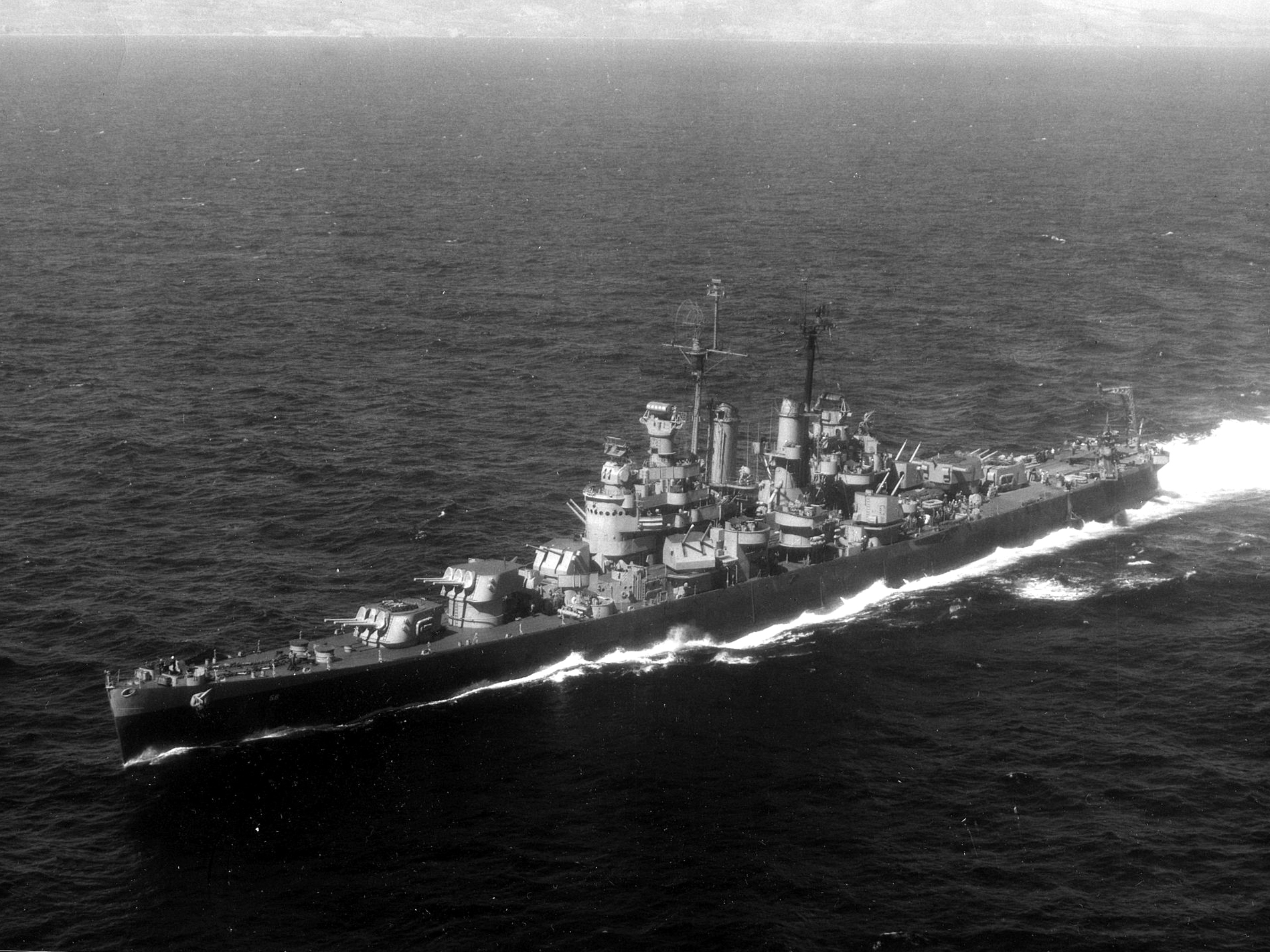
USS Columbia (CL-56)
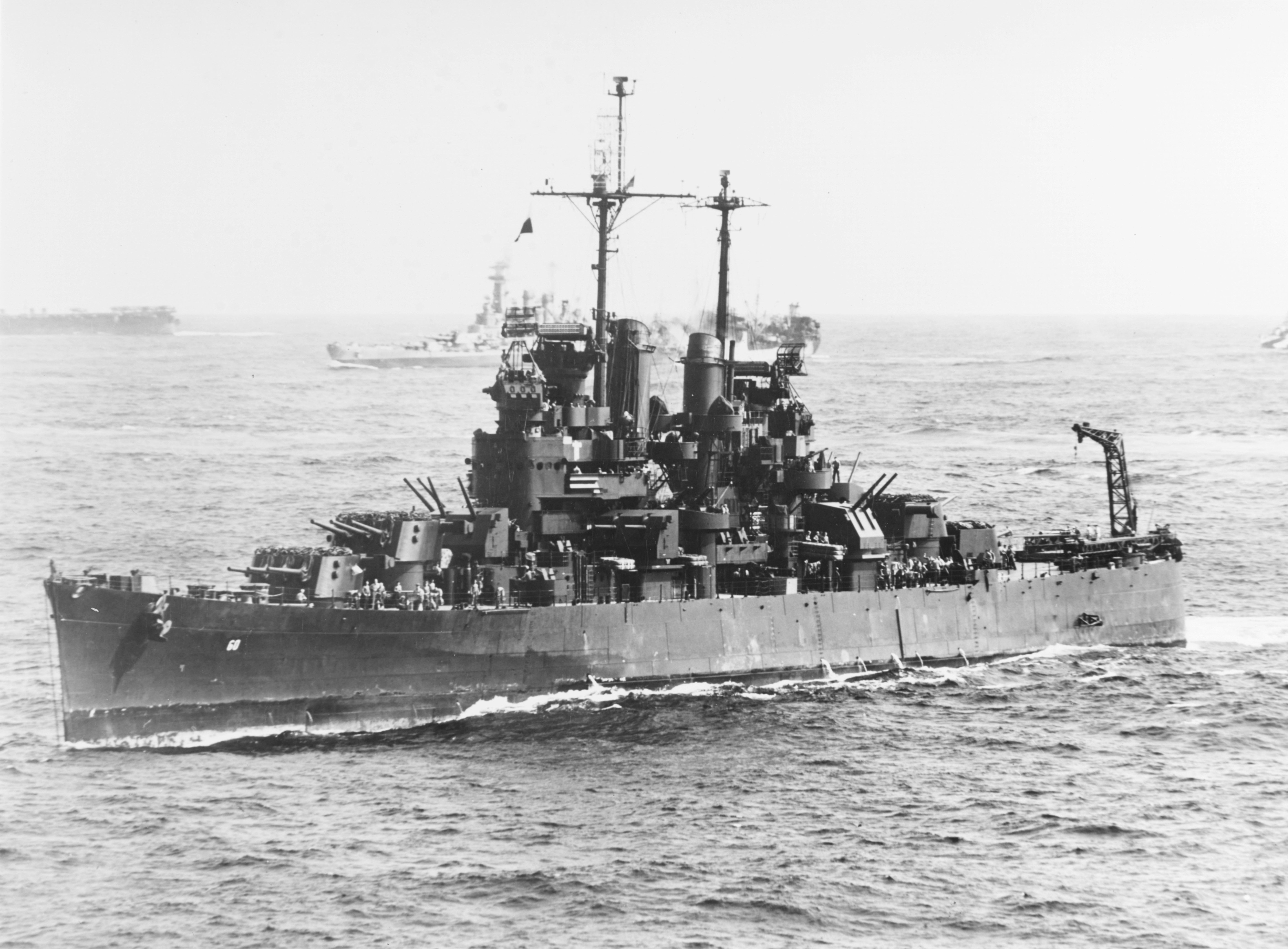
USS Santa Fe (CL-60)
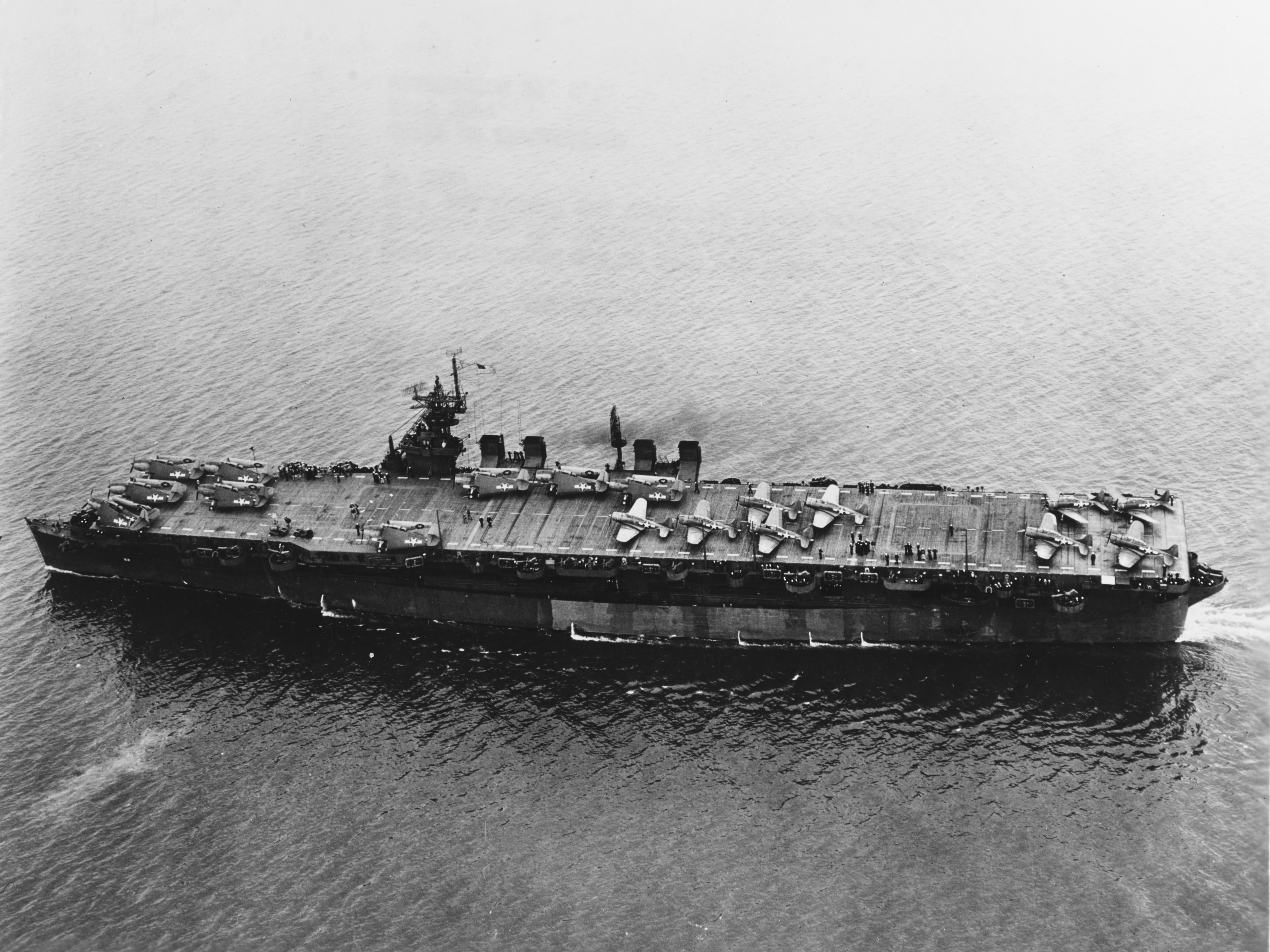
Leichter Flugzeugträger USS Independence (CVL-22) auf dem Rumpf der Cleveland-Klasse
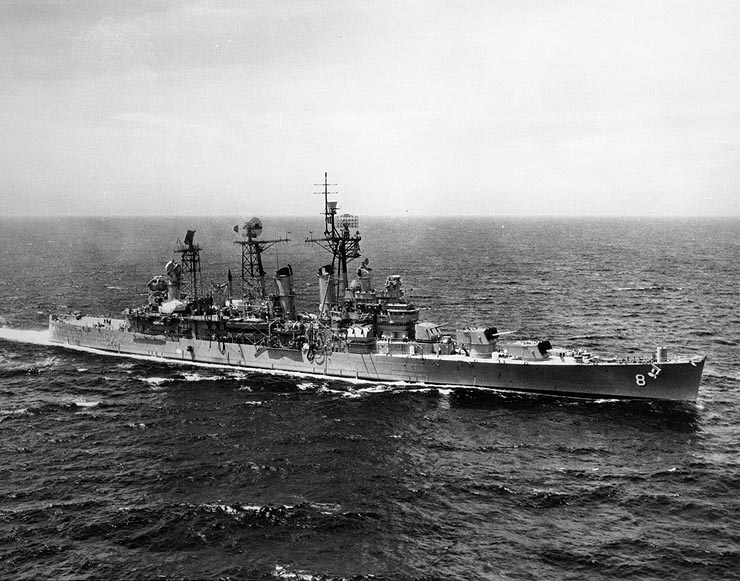
Lenkwaffenkreuzer USS Topeka (CLG-8)
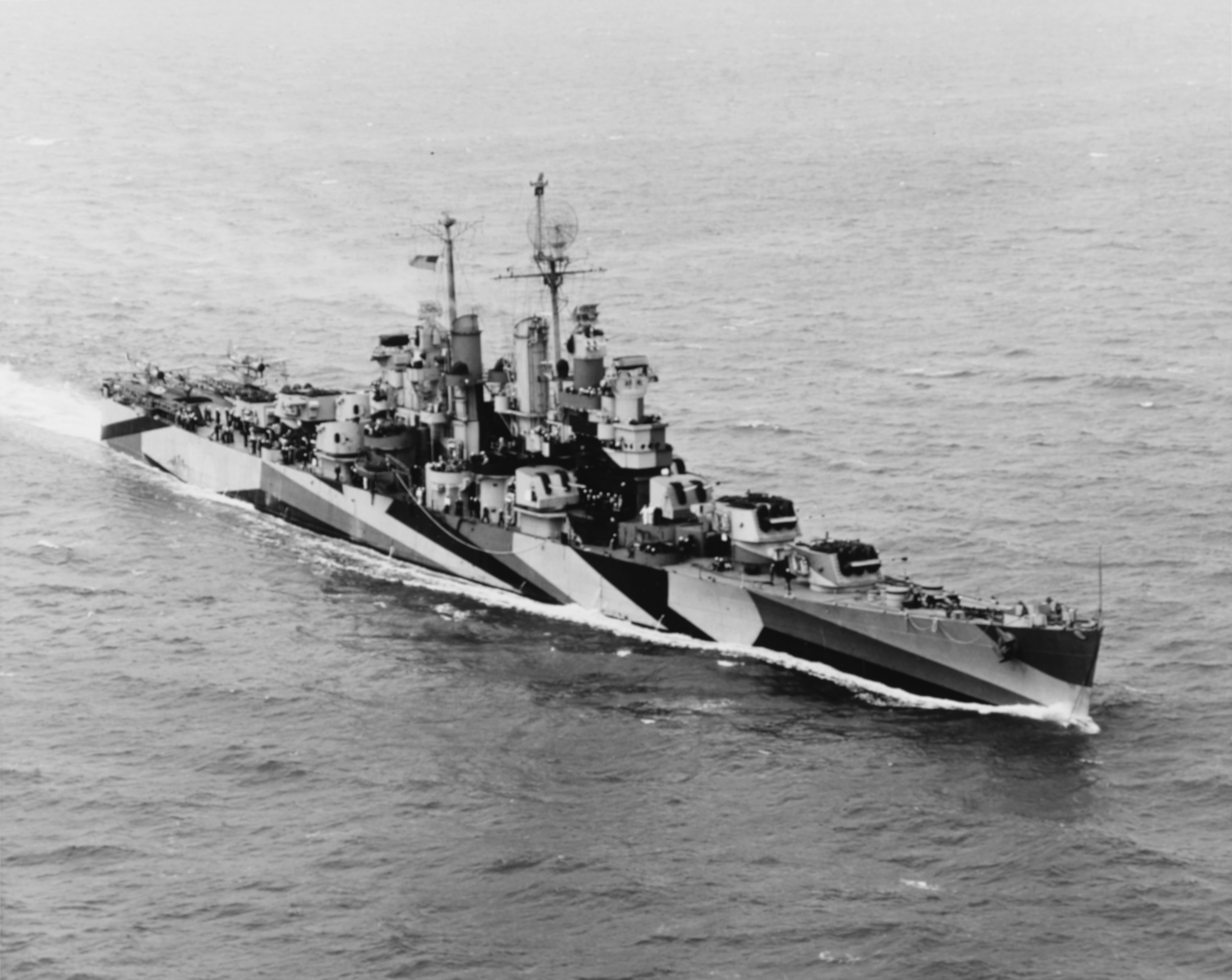
USS Duluth (CL-87)
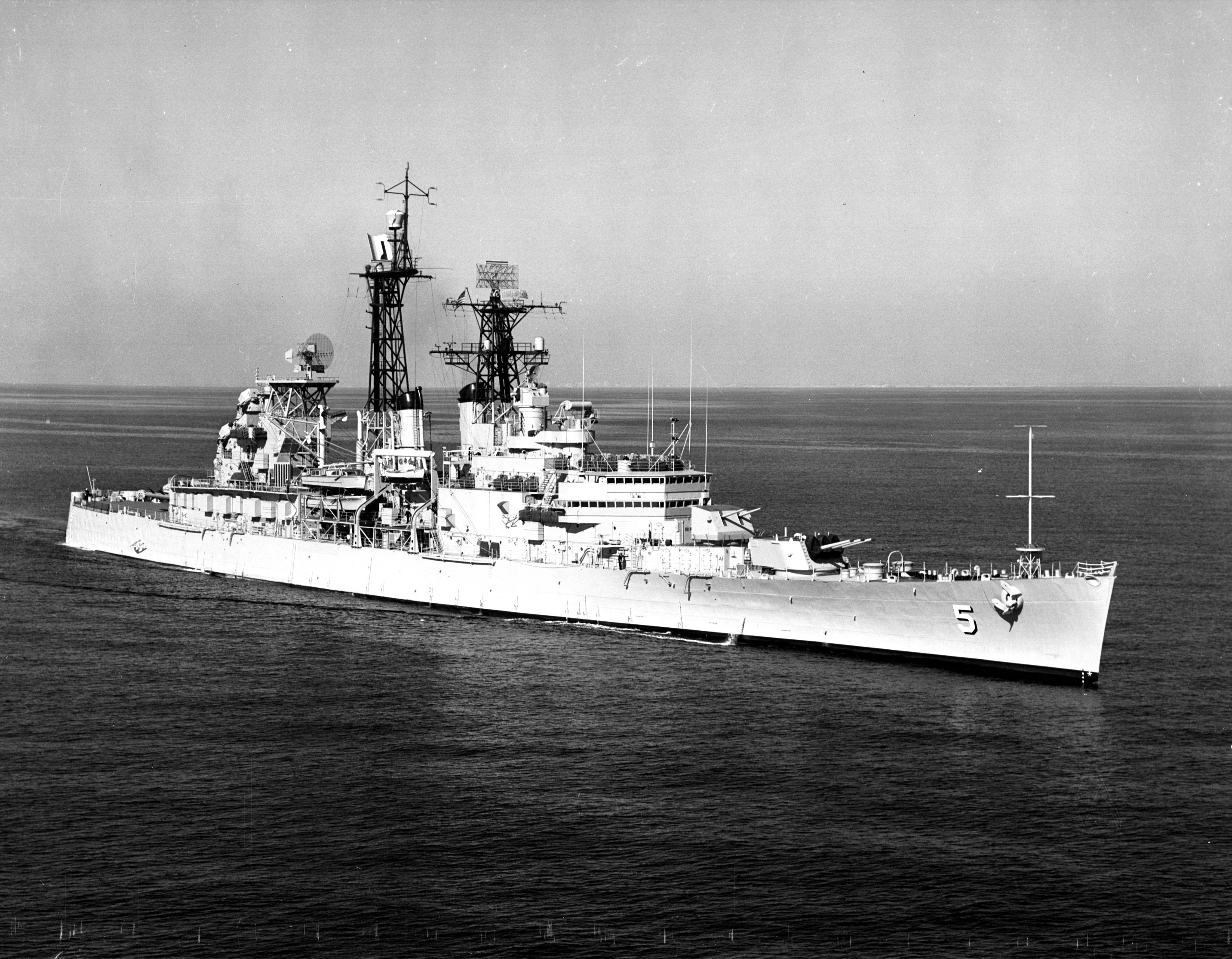
Lenkwaffenkreuzer USS Oklahoma City (CLG-5)
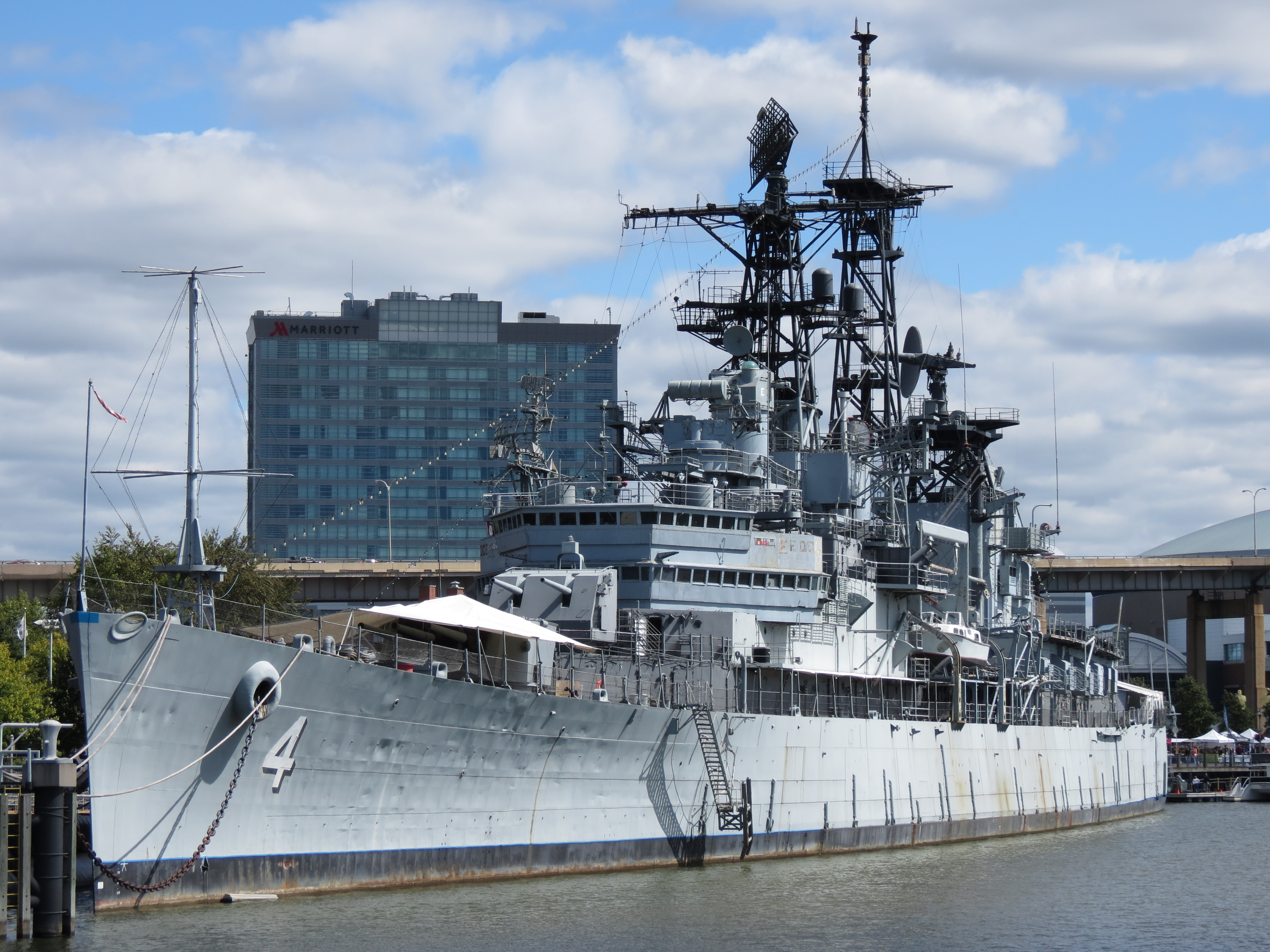
USS Little Rock (CLG-4) als Museumsschiff in Buffalo
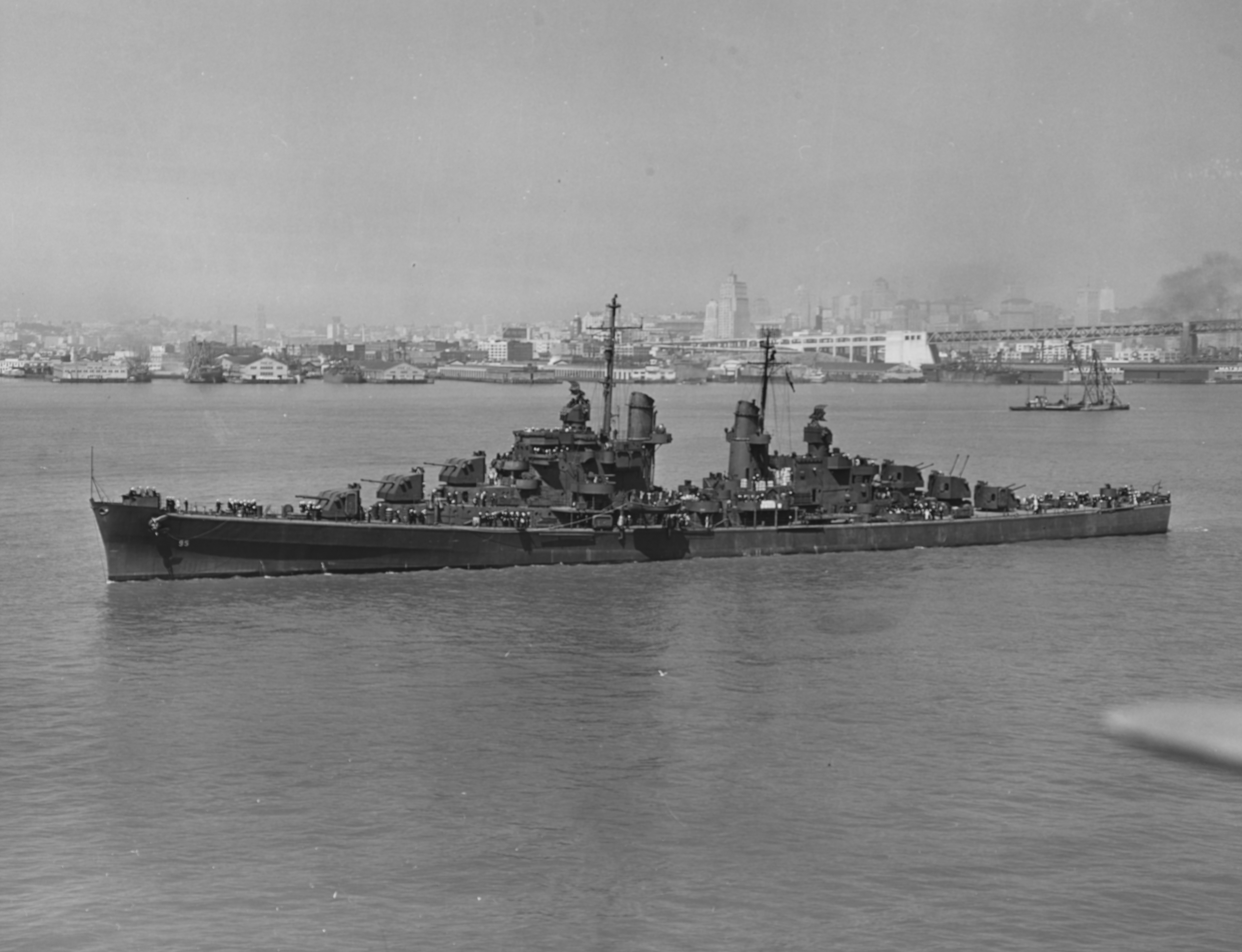
USS Oakland (CL-95)
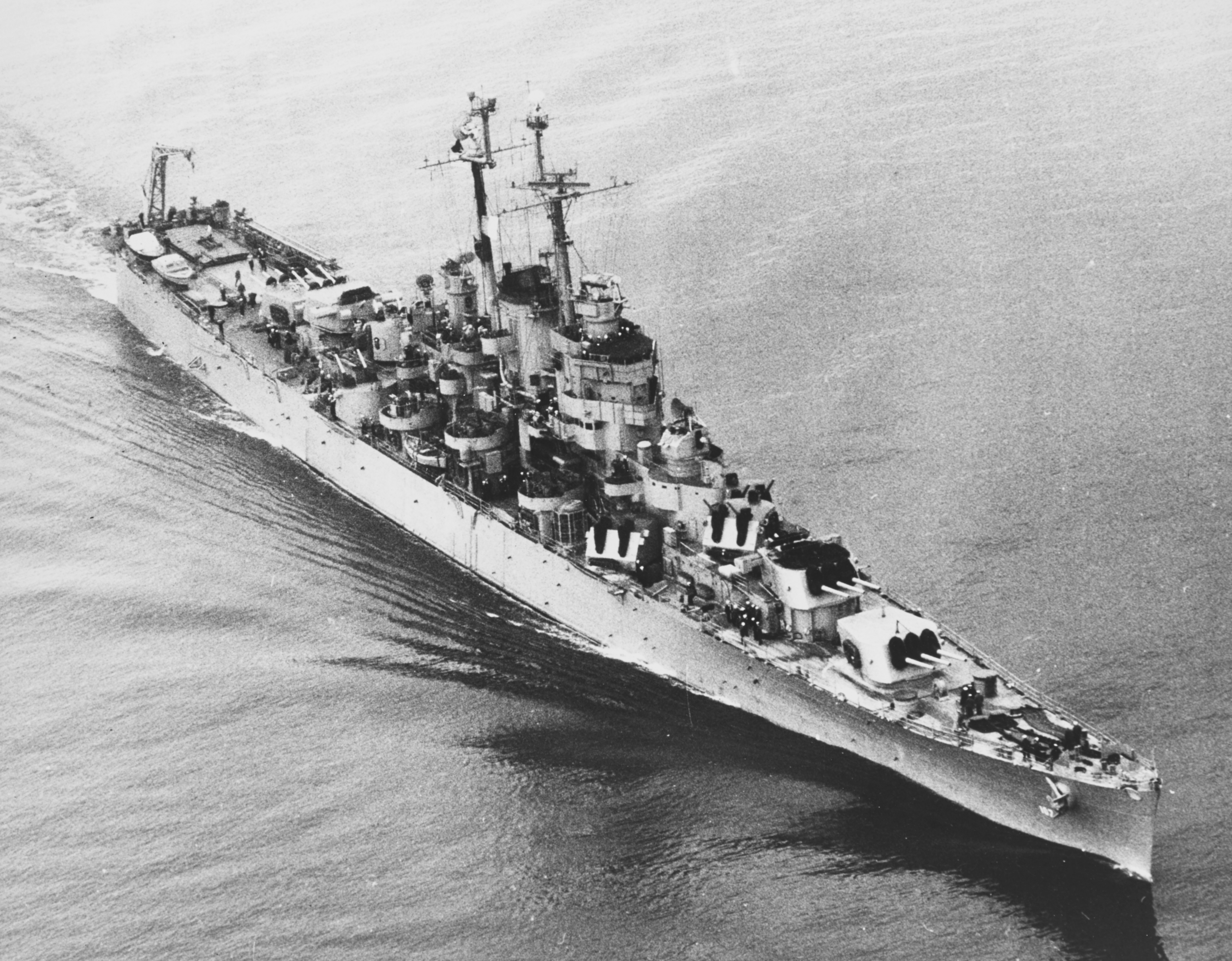
USS Huntington (CL-107)
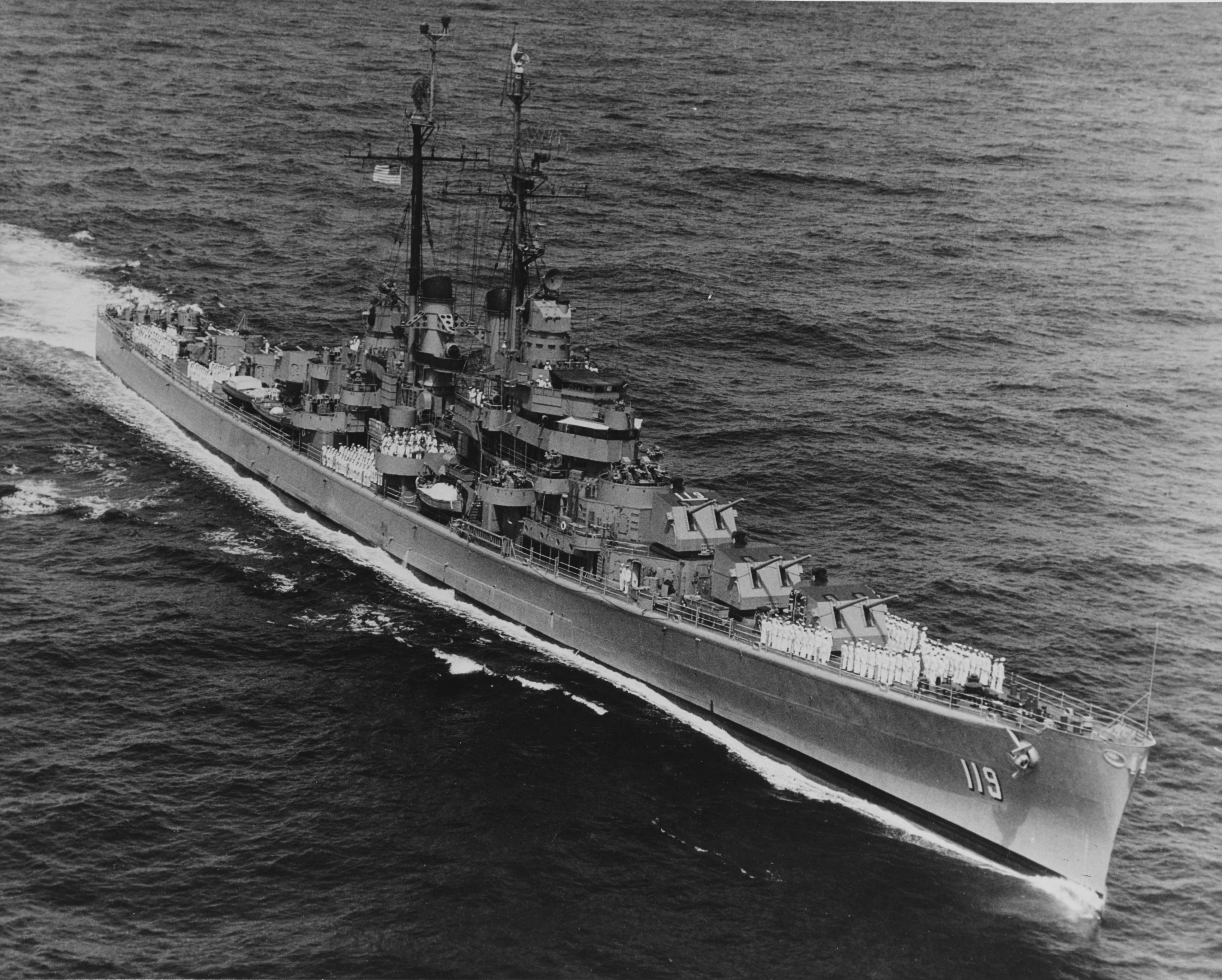
USS Juneau (CL-119)
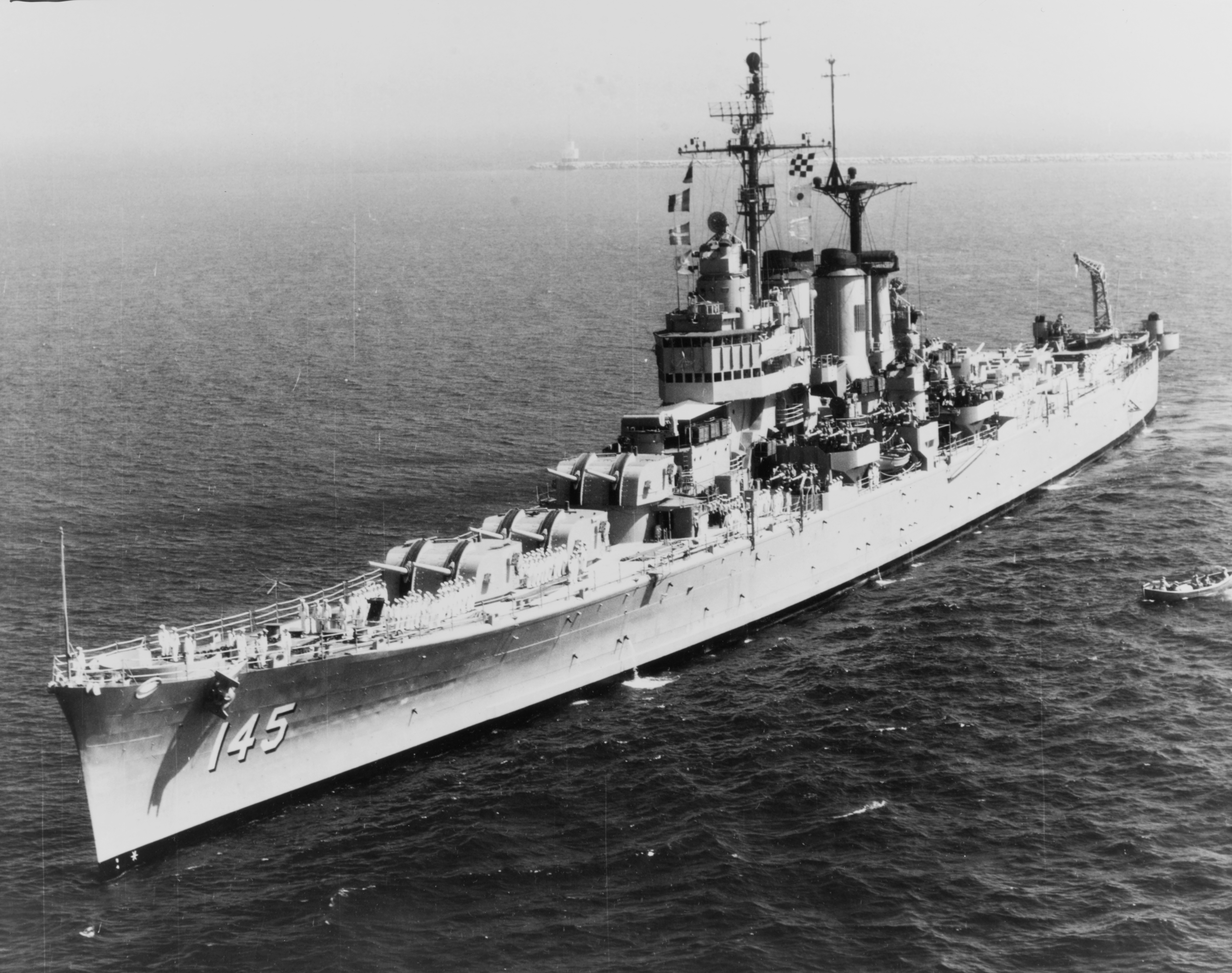
USS Roanoke (CL-145)